# Tennis

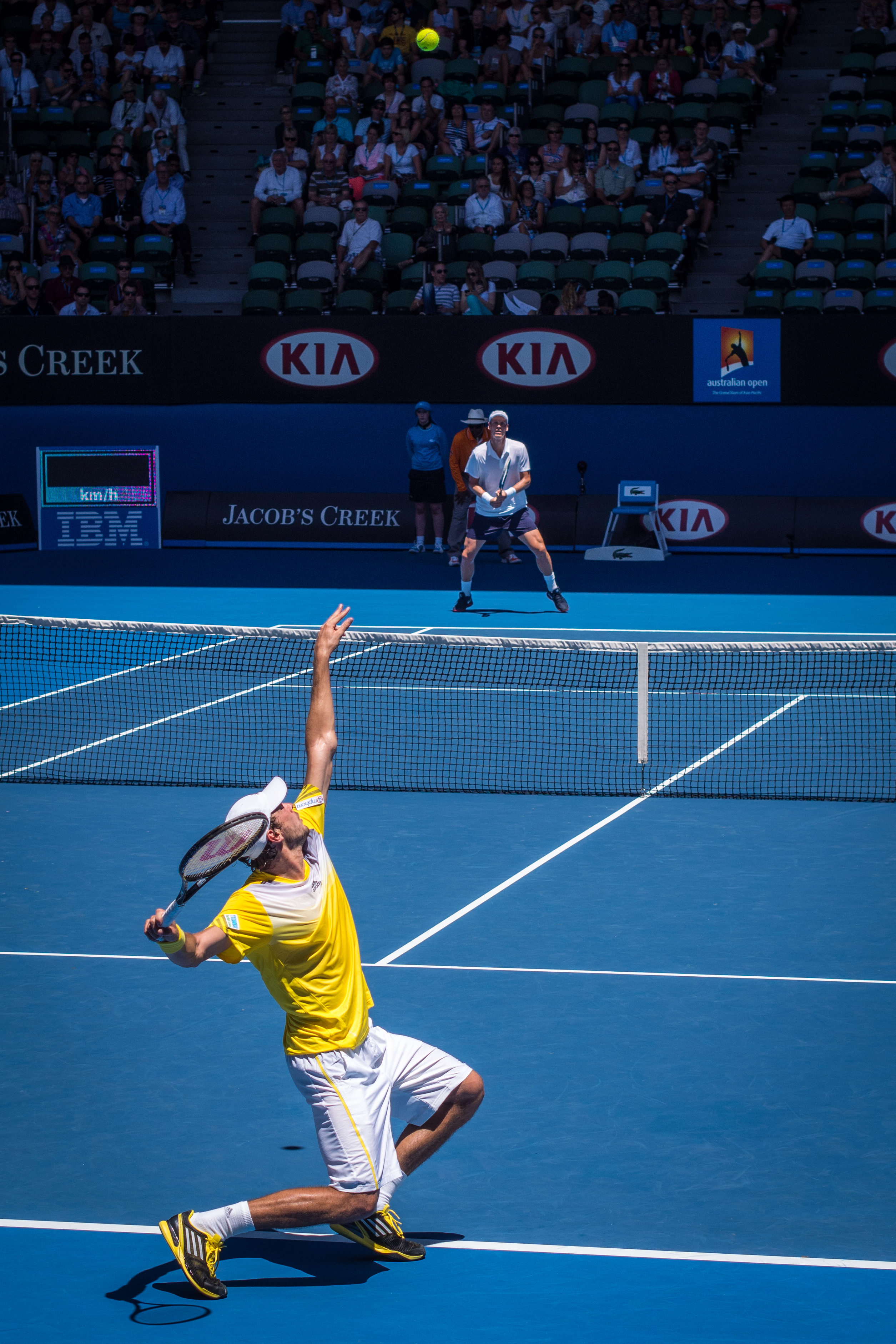
Aufschlag bei einem Tennismatch während der Australian Open 2013, hier: Guillaume Rufin schlägt gegen Tomáš Berdych auf.

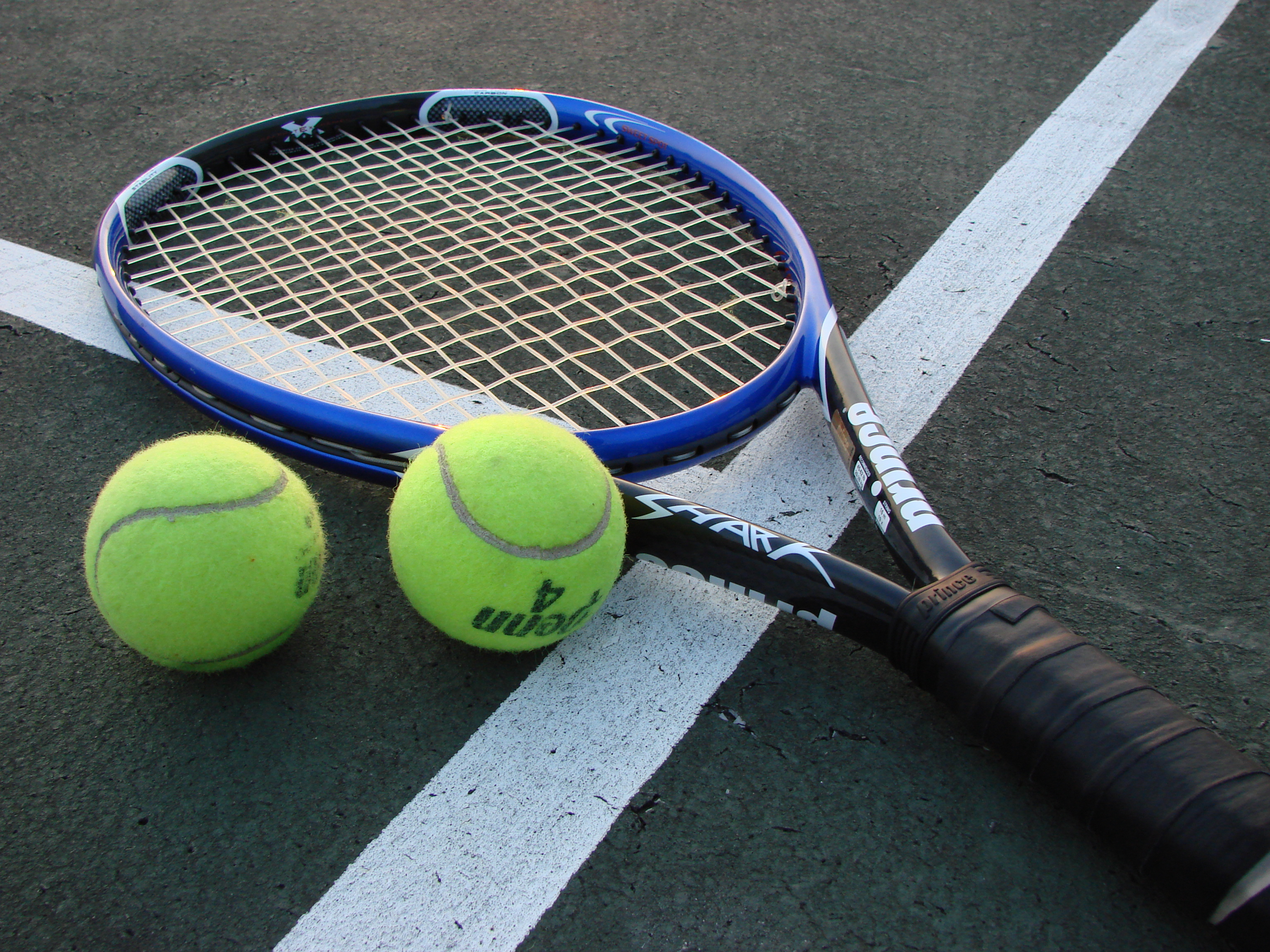
Tennisschläger und Bälle

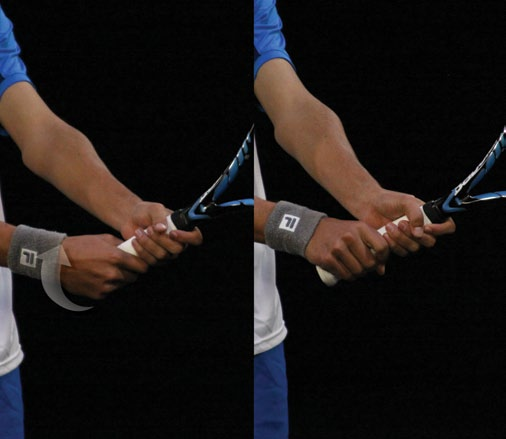
Verschiedene Schlägerhaltungen bei der beidhändigen Rückhand.

Tennis ist ein Rückschlagspiel, bei dem der Spielball von den Spielern mit speziellen Schlägern wechselseitig über ein Netz in die gegnerische Spielfeldhälfte geschlagen wird. Dieser ursprünglich als eher elitär geltende Sport hat sich mit fortschreitender Zeit zum beliebten Breitensport entwickelt. Nach einer ersten Phase von 1896 bis 1924 ist Tennis seit 1988 wieder eine olympische Sportart.

## Geschichte

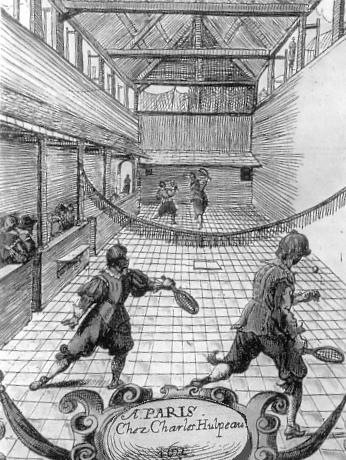
Jeu de Paume

Der französische Vorläufer des heutigen Spiels, Jeu de Paume, wurde zunächst in Klosterhöfen, später in Ballspielhäusern auf einem rechteckigen Feld gespielt. Die Spieler machten ihre Angabe, indem sie den Ball über das Netz gegen eine Wand schlugen, welche entlang des Feldes verlief. Die Zuschauer saßen an der Wand gegenüber. Linien teilten das Feld in vier fünfzehn Zoll (knapp vierzig Zentimeter) breite, parallel verlaufende Streifen zu beiden Netzseiten.
In Paris wurden zwischen 1500 und 1600 zahlreiche kommerzielle Tennisanlagen erbaut, in denen die Besitzer die für das Spiel nötige Ausrüstung verliehen oder verkauften. Die Anlagen wurden durch die verschiedensten Bevölkerungsschichten als Freizeiteinrichtung genutzt.
Der englische Major Walter Clopton Wingfield ließ sich 1874 seine Art von Tennis, das er Sphairistikè (griechisches Wort für Ballspiele) nannte, patentieren. Dabei wurden erstmals verbindliche Regeln definiert. Da es auf Rasen gespielt wurde, nannte man das Spiel auch Lawn Tennis (engl. für Rasentennis). Das bis heute übliche Tennis entstand mit neuen Regeln im Zuge der ersten Meisterschaften in Wimbledon (London) im Juli 1877.
Mit dem Aufkommen des Profitennis Mitte der 1920er Jahre wurden zu vielen großen Turnieren nur noch Amateure zugelassen. 1925 wurde Tennis aus dem olympischen Programm gestrichen. 1968 wurde die Beschränkung aufgehoben (siehe auch Open Era), wodurch große Turniere, wie zum Beispiel die US Open oder die French Open, erhebliche finanzielle Bedeutung erlangten. Seit 1988 ist Tennis wieder eine olympische Disziplin.

## Etymologie
Der Ursprung des Wortes Tennis ist ungewiss. Für die wahrscheinlichste Etymologie hält Anatoly Liberman die auch von Walter W. Skeat favorisierte Theorie, dass es auf einen französischen oder vielmehr anglonormannischen Ausruf *tenez! zurückgehe, also den Imperativ Plural von tenir („halten“) mit der Bedeutung „Nehmt, haltet (den Ball)!“, der jedoch in dieser Form und Bedeutung nicht bezeugt ist. Für diese Theorie spricht, dass das Spiel ein Zeitvertreib der vorwiegend anglonormannisch sprechenden Aristokratie war, sowie der Umstand, dass das Wort im Mittelenglischen noch auf der zweiten Silbe betont wurde. Zudem ist der früheste Nachweis ein um das Jahr 1440 datiertes Manuskript eines Gedichtes von John Gower mit der Schreibung tenetz.
Die Bezeichnung des Ballspiels ist eine Übernahme (Anfang 19. Jh.) von gleichbedeutend englisch: tennis, gekürzt aus englisch lawn tennis ‘Rasentennis’, älter field tennis ‘Feldtennis’.
Andere Theorien leiten das Wort von deutsch Tenne oder Tanz, von lateinisch taenia („Kopfbinde“) oder vom französischen Ortsnamen Tennois ab. Erwähnung verdient außerdem die einfallsreiche Mutmaßung des Lexikographen Frank Chance, der enthauptete christliche Märtyrer Dionysius von Paris, französisch St. Denis, sei einst der Schutzpatron und Namenspate des Spiels gewesen: In der Ikonographie trägt er oftmals sein Haupt wie einen Ball in seinen Händen.

## Verbreitung
Laut einer Untersuchung der International Tennis Federation (ITF), dem Tennisweltverband, gibt es weltweit 87 Millionen Tennisspieler (Stand 2019), davon sind 41 % weiblich. China (etwa 22 %) und die Vereinigten Staaten (27,3 %) machen zusammen knapp 50 % der weltweiten Tennisbevölkerung aus. Auch in Europa ist Tennis sehr beliebt (25,9 %). Weltweit hat die ITF 115.000 Tennisclubs und 578.000 Tennisplätze ermittelt. 2137 Spieler haben ein ATP-Ranking, 1482 Spielerinnen ein WTA-Ranking. Insgesamt waren 640 Profis im Jahre 2019 unter den Top 250. 173 waren zumindest einmal unter den Top 100. 3572 Junioren hatten ein Ranking in der ATP-Juniorenweltrangliste, 3703 Juniorinnen hatten ein solches in der WTA-Juniorinnenweltrangliste.
Während auf Freizeitanlagen eine breite Schicht der Bevölkerung Zugang zu Tennisanlagen hat und frei von Bekleidungsvorschriften ist, gibt es parallel dazu Clubs, in denen Mitglieder gezielt ausgewählt werden und hohe Mitgliedsbeiträge eine Hürde für Bevölkerungsschichten mit kleinerem Einkommen darstellen. Die Ausprägung von Tennis als „reine“ Oberschichtensportart ist in Ländern mit niedrigerem Bruttonationaleinkommen und einer kleineren Mittelschicht stärker ausgeprägt oder aber als Sportart kaum vorhanden.
Abgesehen von den aktiven Tennisspielern zählt die Tennis-Fangemeinde eine Milliarde Menschen weltweit und belegt damit Platz vier der beliebtesten Sportarten, hinter Fußball, Cricket und Feldhockey.

### Internationale Wettbewerbe
2024 nahmen insgesamt 10.979 Spieler an 1.200 Turnieren der ITF World Tennis Tour teil, gegenüber 1.135 Events im Jahr 2023. 598 Herren- und 602 Damenturniere wurden in 72 verschiedenen Gastgeberländern ausgetragen. Für Damen-Events wurde im Jahr 2024 ein Rekordpreisgeld von 17,9 Millionen US-Dollar ausgezahlt (gegenüber 17,5 Millionen US-Dollar im Jahr 2023), wobei den Herren ein Rekordpreisgeld von 11,3 Millionen US-Dollar geboten wurde (gegenüber 11,1 Millionen US-Dollar im Jahr 2022).

### Nationale Tennis-Verbände
Ägypten |
Angola |
Australien |
Argentinien |
Bahamas |
Belgien |
Bosnien und Herzegowina |
Brasilien |
Bulgarien |
Chile |
China |
Dänemark |
Deutschland |
Ecuador |
Estland |
Finnland |
Frankreich |
Griechenland |
Großbritannien |
Guinea-Bissau |
Hongkong |
Indien |
Indonesien |
Irland |
Island |
Israel |
Italien |
Jamaika |
Japan |
Kanada |
Kap Verde |
Kasachstan |
Katar |
Kolumbien |
Kroatien |
Lettland |
Liechtenstein |
Litauen |
Luxemburg |
Macau |
Malta |
Marokko |
Mexiko |
Mosambik |
Namibia |
Neuseeland |
Niederlande |
Norwegen |
Österreich |
Paraguay |
Peru |
Polen |
Portugal |
Puerto Rico |
Rumänien |
Russland |
San Marino |
Schweden |
Schweiz |
Senegal |
Sierra Leone |
Simbabwe |
Singapur |
Slowakei |
Slowenien |
Spanien |
Südafrika |
Taiwan |
Thailand
Tschechien |
Tunesien |
Türkei |
Ungarn |
Uruguay |
Usbekistan |
Venezuela |
Vereinigte Staaten

#### Deutschland
Der Deutsche Tennis Bund (DTB) hat 2024 8685 Tennisvereine mit 1,94 Millionen Vereinsmitgliedern in Deutschland gezählt und ist damit der mitgliederstärkste Tennisverband weltweit. Hinzu kommen Freizeitspieler ohne Vereinszugehörigkeit. Sie spielen allesamt auf 44.897 Tennis-Courts in Deutschland. Tennis ist mit über fünf Millionen aktiven Spielern eine der beliebtesten Sportarten in Deutschland.
In Deutschland wird der Tennissport vom DTB organisiert, der sich in 17 Landesverbände aufteilt. Er organisiert den Ligaspielbetrieb, die Turniere, das Nationalteam (Davis-Cup- bzw. Billie-Jean-King-Cup-Team) und auch Tennistrainerausbildung, wobei er die Ausbildung zum A-Trainer selber vornimmt.
Von den Landesverbänden bzw. von den ihnen untergeordneten Bezirken werden in allen Altersklassen Mannschaftswettkämpfe, die sogenannten Medenspiele, organisiert. Dabei wird in Amateurligen von Kreisklassen für Freizeitsportler bis hinauf zu Verbands- bzw. Regionalligen um Auf- und Abstieg gerungen. Den Oberbau mit Ausrichtung zum Profitennis (bei den aktiven Herren und Damen) bilden die 1. und 2. Bundesliga, die vom DTB organisiert werden. Daneben bilden die Landesverbände B- und C-Trainer im Auftrag des DTB aus.

#### Österreich
In Österreich ist der ÖTV (Österreichischer Tennis Verband) als Unterorganisation des ITF gemeldet. Seit 2009 gibt es in Österreich eine Bundesliga. Ende 2023 hatten die Tennisvereine in Österreich rund 196.700 Mitglieder, die in 1700 Vereinen organisiert sind. Mehr als 400.000 Menschen spielen in Österreich gelegentlich Tennis.

#### Schweiz
In der Schweiz fungiert Swiss Tennis als nationaler Dachverband. Dort entsprechen der Interclub der Nationalliga A (NLA) und der NLB den deutschen Bundesligen. Die Herrenliga wurde 1911, die Damenliga 1925 gegründet. Im Jahr 2023 verzeichnete der Verband Swiss Tennis 167.234 Mitglieder. Im Jahr 2022 gab es in der Schweiz insgesamt 3601 Tennisplätze; davon 650 in einer Halle. 620.000 Schweizerinnen und Schweizer üben die Sportart aus.

#### Weitere Länder
Im Jahr 2023 erreichte die Zahl der Tennisspieler in den Vereinigten Staaten mit rund 23,84 Millionen eine neue Höchstzahl. Sie sind in der United States Tennis Association organisiert. Die Fédération française de tennis umfasst etwa 1,1 Millionen Mitglieder in 8300 Vereinen. In China spielen 19,92 Millionen Tennis. 50.000 Courts gibt es in China, aber nur 800 Clubs. In Italien wuchs die Anzahl der Tennisclubs 2021 auf 3433 mit insgesamt geschätzten zwei Millionen Spielern.

## Spielvarianten
Wettkampfmäßig wird Tennis als Einzel, bei dem ein Spieler gegen einen anderen antritt, oder als Doppel, mit je zwei Spielern, gespielt. In den Verbänden haben sich dafür jeweils reine Herren- und Damen-Wettbewerbe sowie das Gemischte Doppel (Mixed) – mit je einem männlichen und weiblichen Spieler auf Seiten beider Gegner – etabliert. Daneben finden Rollstuhlwettbewerbe und folgende Sonderformate statt:

### Fast4 Tennis
Im Fast4 Tennis werden Spiele im Einzel mit Best-of-Three (zwei Gewinnsätzen) oder Best-of-Five (drei Gewinnsätze), kurzen Sätzen (auf vier gewonnene Spiele) mit einem kurzen Tie-Break beim Stand von 3:3 gespielt. Es gelten die No-Let-Regel und die No-Ad-Regel.

### Ultimate Tennis Showdown
Beim Ultimate Tennis Showdown wird ein modifiziertes Wertungsformat verwendet, bei dem das Match in vier Viertel unterteilt wird. Am Ende von acht Minuten reiner Spielzeit werden Entscheidungspunkte ausgespielt, wobei der Führende einen Vorteil hat: Er muss nur noch einen Punkt gewinnen, um das Viertel zu gewinnen. Die Zeitregeln sind verkürzt.

### Tie Break Tens

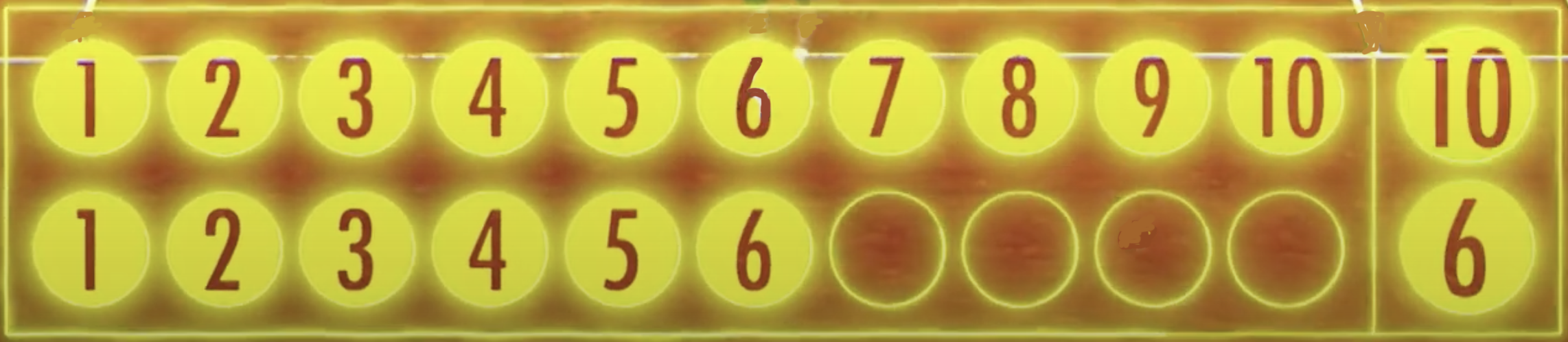
Anzeige des Punktestands beim Tie Break Tens

Tie Break Tens wird nach den üblichen Tie-Break-Regeln gespielt. Spieler gewinnen, wenn sie 10 Punkte mit einem Vorsprung von zwei Punkten erreichen. Das Turnier erfolgt in einem Achterfeld nach dem K.-o.-System mit einem Viertelfinale, Halbfinale und Finale. Das jeweilige Match dauert nur etwa zehn bis fünfzehn Minuten.

## Regeln
Die Regeln für den Wettspielbetrieb werden international von der ITF vorgegeben. Diese sind damit auch bindend für die angeschlossenen internationalen und nationalen Verbände wie dem Deutschen Tennisbund (DTB) sowie der ATP und WTA. Die Regeln enthalten jedoch Öffnungsklauseln, die den jeweiligen Veranstaltern Wahlmöglichkeiten einräumen. Diese betreffen insbesondere die Bälle (Anzahl, Wechsel, Ballmarken), Pausenzeiten, Einschlagdauer, Anzahl der Gewinnsätze, Zählweise, Coaching, Technik für Spieleranalysen und Anwendung eines Verhaltenskodexes.

### Spielfeld

Tennis-Spielfeld

Das Tennis-Spielfeld (Tenniscourt oder einfach Court) ist rechteckig und wird durch das Netz in zwei Hälften geteilt. Die Maße des Spielfeldes wurden ursprünglich in englischen Fuß (1 ft = 0,3048 m) definiert. Es ist 78 ft (23,77 m) lang und für das Einzelspiel 27 ft (8,23 m) breit, für das Doppelspiel 36 ft (10,97 m) breit. Das Spielfeld wird durch Linien begrenzt, die sogenannten Grundlinien (Baselines) und Seitenlinien (Sidelines). Die Linien sind Bestandteil des Spielfeldes; d. h. fällt der Ball (auch nur teilweise) auf eine der Linien, so ist er weiterhin im Spiel.
Die Grundlinien verlaufen parallel zum Netz, die Seitenlinien rechtwinklig dazu. Parallel zum Netz liegen auf beiden Seiten im Abstand von 21 ft (6,40 m) die Aufschlaglinien. In der Mitte des Feldes führt vom Netz zur Aufschlaglinie die Aufschlagmittellinie. Die Fläche zwischen Netz und Aufschlaglinien wird inoffiziell auch als T-Feld (Aufschlagmittellinie und Aufschlaglinie bilden den Buchstaben „T“) oder Halbfeld (Aufschlaglinie teilt die Spielhälfte in der Mitte) bezeichnet. Dementsprechend wird die Aufschlaglinie auch als T-Linie bezeichnet. Die zwei Flächen eines T-Feldes werden Aufschlagfelder genannt. Innerhalb dieser Aufschlagfelder wird insbesondere im Kinderbereich Kleinfeldtennis gespielt.
Das Regelwerk der ITF lässt verschiedene Breiten der Linien zu. Die Markierungslinien sollen bei der Aufschlagmittellinie fünf Zentimeter und alle anderen Linien zwischen 2,5 und 5 cm breit sein, ausgenommen die Grundlinien, deren Breite bis zu 10 cm betragen darf. Auf Sandplätzen sind Linien in einer Breite von vier oder fünf Zentimetern gängig.
Das Netz ist in der Mitte 3 ft (0,914 m) und an den Seitenenden 3,5 ft (1,07 m) hoch. Die Mitte des Netzpfostens ragt 3 ft (0,914 m) über das Spielfeld hinaus bei Doppelspielen. Dies gilt auch bei Einzelspielen, sofern Einzelnetzpfosten vorhanden sind, ansonsten sind dort 3,5 ft (1,07 m) hohe Einzelstützen anzubringen.
Die Grundlinie und Einzäunung sollen als Richtlinie einen Abstand von mindestens 18 ft (5,50 m) bei Freizeit- und Vereinsplätzen und bis 21 ft (6,40 m) bei internationalen Wettbewerben haben, zwischen Seitenlinie und Einzäunung 10 ft bis 12 ft (3,04 m bis 3,66 m). Der Center Court Philippe Chatrier von Roland Garros hat elf Meter Auslauf hinter der Grundlinie.
Die häufigsten Beläge von Tennisplätzen sind roter Sand (meist Ziegelmehl), Hartplatz, Teppichboden, Kunststoffgranulat, Rasen oder Kunstrasen. Vor allem in nordamerikanischen Ländern ist der Hartplatz sehr verbreitet. Im Freien sind in Deutschland Sandplätze vorherrschend, in der Halle wird meist auf einem Hart-, Granulat-, Teppichboden- oder Sandplatz gespielt. Die verschiedenen Beläge prägen das jeweilige Spielgeschehen vornehmlich durch die Art und Weise, wie sich der Ball nach dem Aufprallen verhält: Auf einem Rasenplatz springt der Ball flacher ab und bleibt schneller, auf einem Sandplatz dagegen höher und langsamer, was jeweils unterschiedliche Anforderungen an den Spielstil stellt.

### Spielprinzip
Über die Seitenwahl und das Recht des ersten Aufschlagsspiels entscheidet vor Beginn des Spiels das Los. Zu Beginn eines Ballwechsels steht der Aufschlag. Beim Aufschlag muss der Ball in das diagonal gegenüberliegende kleinere Feld der gegnerischen Spielfeldhälfte, das Aufschlagfeld, gespielt werden. Sofern dies nicht beim ersten Versuch gelingt, hat der aufschlagende Spieler einen zweiten Versuch. Misslingt auch dieser, so erhält der Gegner einen Punkt; man spricht in diesem Fall von einem Doppelfehler. Falls der Ball beim Aufschlag das Netz berührt und danach im Aufschlagfeld aufkommt, Let genannt, wird der Aufschlag wiederholt.
Die ITF-Regeln lassen alternativ das Spiel mit der No-Let-Regel zu, die gelegentlich, etwa beim Fast4 Tennis eingesetzt wird. Bei einem solchen Let (auch Netzaufschlag) wird dann das Spiel fortgesetzt und der Aufschlag nicht wiederholt. Der Veranstalter kann festlegen, dass im Doppel mit kurzen Sätzen in Kombination mit der No-Ad-Regelung der Ball, der das Netz beim Aufschlag berührt hat und im richtigen Feld landet, von beiden Rückspielern zurückgespielt werden darf. Die No-Ad-Regelung bedeutet, dass beim Spielstand „Einstand“ (40:40) der nachfolgende Ballwechsel über das Spiel entscheidet. Dabei darf der Rückschläger entscheiden, ob der Aufschläger von rechts oder von links aufschlagen muss.
Der Aufschläger darf das Tennisfeld beziehungsweise die Grundlinie erst berühren, nachdem der Ball Kontakt mit dem Schläger hatte, sonst begeht er einen Fußfehler. Der Aufschlag muss aus dem Stand erfolgen. Ein Hochspringen aus dem Stand ist erlaubt, ein Anlauf, wie etwa beim Volleyball, ist jedoch unzulässig.
Nach dem Aufschlag besteht das Ziel des Tennisspiels darin, den vom Gegner in die eigene Spielfeldhälfte gespielten Tennisball immer wieder regelgerecht über das Netz in dessen Spielfeldhälfte zurückzuspielen. Regelgerecht bedeutet dabei, dass
- der Spieler den Ball mit dem Schläger über das Netz spielt; der Ball darf dabei auch das Netz berühren; seitlich am Netz vorbei ist auch regelgerecht;
- der Schläger im Balltreffpunkt in der Hand gehalten wird;
- der Ball mit dem Schläger getroffen worden ist, egal, mit welchem Teil des Schlägers;
- der Ball maximal einmal den Boden berührt hat, bevor er gespielt wird, und danach nicht mehr in der eigenen Spielfeldhälfte aufkommt (Ausnahmen: Rollstuhltennis, bei dem der Ball zwei Mal in der eigenen Spielfeldhälfte aufspringen darf und Blindentennis, bei dem der Ball je nach Sehstärke des Gegners ein- bis  dreimal aufspringen darf);
- der Ball in der gegnerischen Spielfeldhälfte den Boden berührt, sofern ihn der Gegner nicht vorher spielt (Volley); dabei zählen die Begrenzungslinien als Teil des Spielfelds;
- der Spieler den Ball nicht mit einem Körperteil berührt ;
- der Spieler das Netz nicht mit einem Körperteil oder dem Schläger berührt  (im Einzel darf nur der Teil des Netzes zwischen den beiden Einzelpfosten nicht berührt werden);
- der Spieler den Ball nur einmal mit dem Schläger schlägt.

Derjenige Spieler, der den Ball zuletzt regelkonform spielt, erhält einen Punkt. Deshalb wird auch der Ballwechsel selbst als Punkt bezeichnet.
Verliert ein Spieler versehentlich einen Ball während eines Ballwechsels (den er normalerweise in der Hosentasche deponiert hat), ist der Spielzug zu wiederholen. Wegen der Verletzungsgefahr darf kein Ball auf dem Platz liegen. Geschieht dies ein zweites Mal während eines Matches, verliert der aufschlagende Spieler den Punkt. Verliert ein Balljunge oder ein Ballmädchen den Ball während eines Ballwechsels, ist der Spielzug ebenfalls zu wiederholen.

### Zählweise

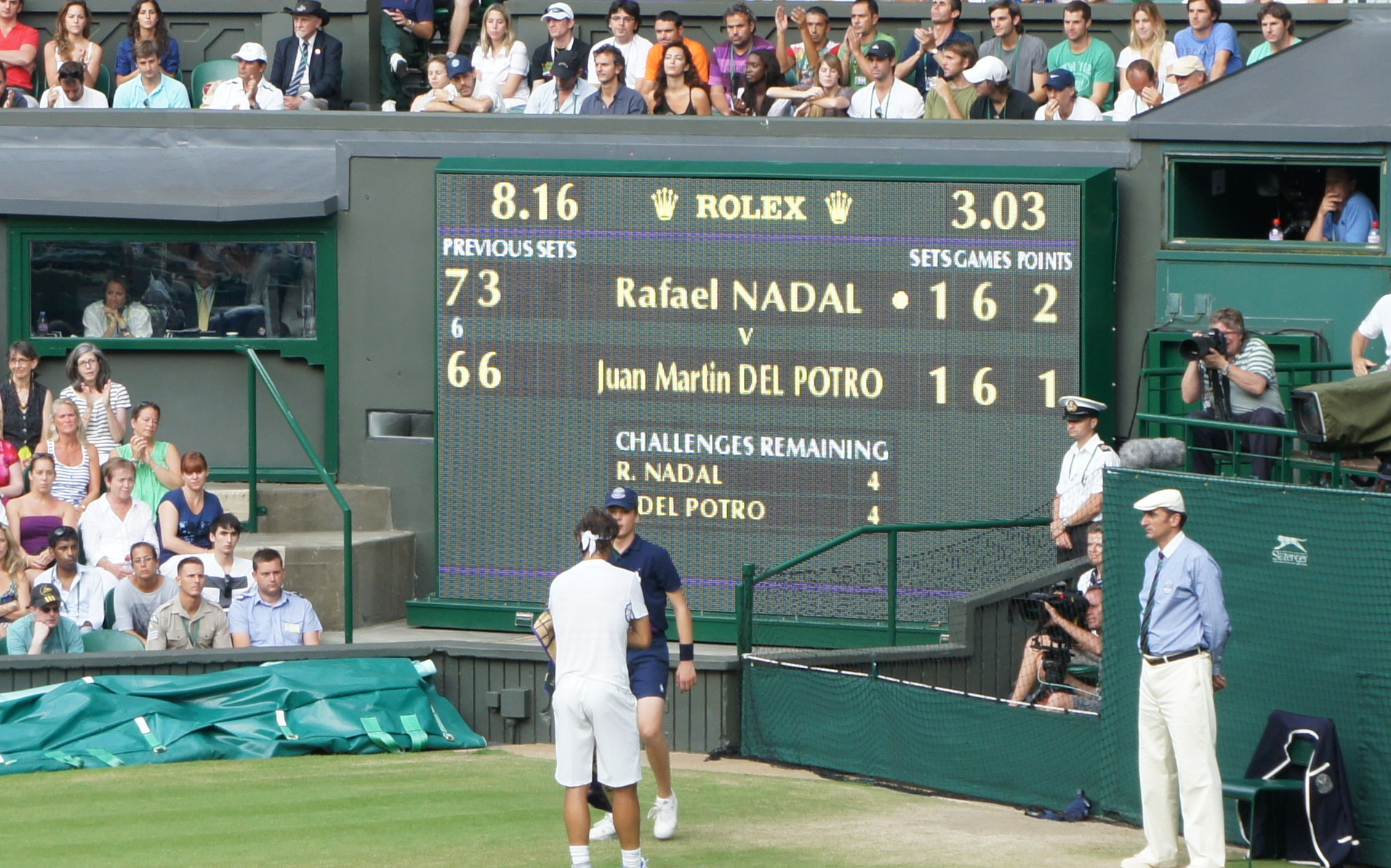
Anzeigetafel in Wimbledon

Ein Spiel besteht aus mehreren Ballwechseln, bei denen die Spieler Punkte erzielen müssen, wobei der erste Gewinn eines Ballwechsels eines Spielers als 15, der zweite als 30 und der dritte als 40 gezählt wird (siehe Abschnitt Geschichte der Zählweise). Ein vierter Gewinn eines Ballwechsels durch einen Spieler entscheidet das Spiel für ihn, falls er dann einen Vorsprung von mindestens zwei gewonnenen Ballwechseln hat, also nach den Spielständen 40:0, 40:15 und 40:30 (bzw. umgekehrt). Bei einem Spielstand von 40:40 spricht man vom Einstand (englisch deuce, Aussprache [djuːs]). Der darauf folgende gewonnene Ballwechsel wird als Vorteil bezeichnet. Gewinnt der Spieler, der den Vorteil erzielt hat, auch den nächsten Ballwechsel, dann geht das Spiel an ihn. Gelingt es aber seinem Gegner, den Ballwechsel für sich zu entscheiden, so ist der Spielstand erneut „Einstand“. Es wird dann so lange gespielt, bis ein Spieler, der „Vorteil hat“, auch den darauf folgenden Ballwechsels gewinnt, d. h., nach einem Einstand muss ein Spieler zwei gewonnene Ballwechsel unmittelbar hintereinander erzielen.

Zählweise im Tennis, wie ein Spielgewinn erzielt werden kann

Um eine Tennisbegegnung (auch Match oder Partie genannt) zu gewinnen, ist es nötig, eine vorher festgelegte Anzahl von Sätzen für sich zu entscheiden. Meist wird auf zwei Gewinnsätze gespielt, im Herrentennis bei großen Turnieren (Grand Slam, Davis Cup sowie im Finale der Olympischen Sommerspiele bis 2016) auch auf drei. Ein Satz unterteilt sich in einzelne Spiele. Ein Spieler gewinnt einen Satz, wenn er 6 Spiele gewonnen und einen Vorsprung von mindestens zwei gewonnenen Spielen hat, z. B. bei Spielständen 6:4 oder 7:5. Haben beide Spieler 6 Spiele gewonnen, wird meistens ein Tie-Break gespielt, der den Satz entscheidet.
Während im Fußball oder anderen zeitbegrenzten Sportarten ein Spielstand über die Zeit gerettet werden kann, ist dies im Tennis nicht möglich. Ein Match geht so lang, bis der letzte Punkt gespielt ist.
Das Recht auf den Aufschlag steht innerhalb eines Spieles nur einem Spieler zu; es wechselt im folgenden Spiel. Die Spielfeldseite, von der der Aufschlag auszuführen ist, wechselt nach jedem Ballwechsel, wobei der erste Aufschlag von der aus Sicht des Aufschlägers rechten Seite ausgeführt werden muss. Man bezeichnet die rechte Seite der Spielfeldhälfte auch als Einstandseite, die linke als Vorteilseite.
Die Spieler wechseln die Seite des Spielfelds, wenn die Summe der im Satz gespielten Spiele ungerade ist. Im Tie-Break werden alle sechs Punkte die Seiten gewechselt.
Das verlorene Spiel des Aufschlagenden wird Break genannt; der Aufschlagvorteil wurde „durchbrochen“. Ein Break stellt wegen der Bedeutung des Aufschlags einen besonderen Vorteil dar. Gewinnt der Spieler, der das Break hinnehmen musste, das folgende Aufschlagspiel seines Gegners, so wird dies als Rebreak bezeichnet. Entscheidende Punkte werden als Breakball (falls der Gewinn zu einem Break führt), Satzball oder Matchball bezeichnet. Ein zu Null gewonnener Satz wird englisch als Bagel bezeichnet, was auf die Form dieses Gebäcks verweist. Im Tennisjargon wird ein zu Null verlorener Satz auch als „Höchststrafe“ bezeichnet. Ein ohne Verlustpunkt gespielter Satz (6:0, jeweils nach Spielgewinnen zu 0, demnach 24 in Folge gewonnene Punkte) wird als Golden Set bezeichnet. Wer ein Match 0:6 0:6 verliert, hat im Tennis-Jargon eine Brille verpasst bekommen, oder englisch Double Bagel, drei solche Sätze sind ein Triple Bagel. Ein Satz der 6:1 endet, wird englisch Breadstick genannt, wobei die „Eins“ an die gerade Form eines Grissino erinnern soll (in der italienischen Küche als eine knapp fingerdicke, mürbe Brotstange aus Hefeteig bekannt). Breadstick (wörtlich: Brotstange) ist die englische Bezeichnung für ein Grissino. Im Englischen wird die „Eins“ ohne Aufwärtstrich, also „I“ statt „1“ geschrieben.

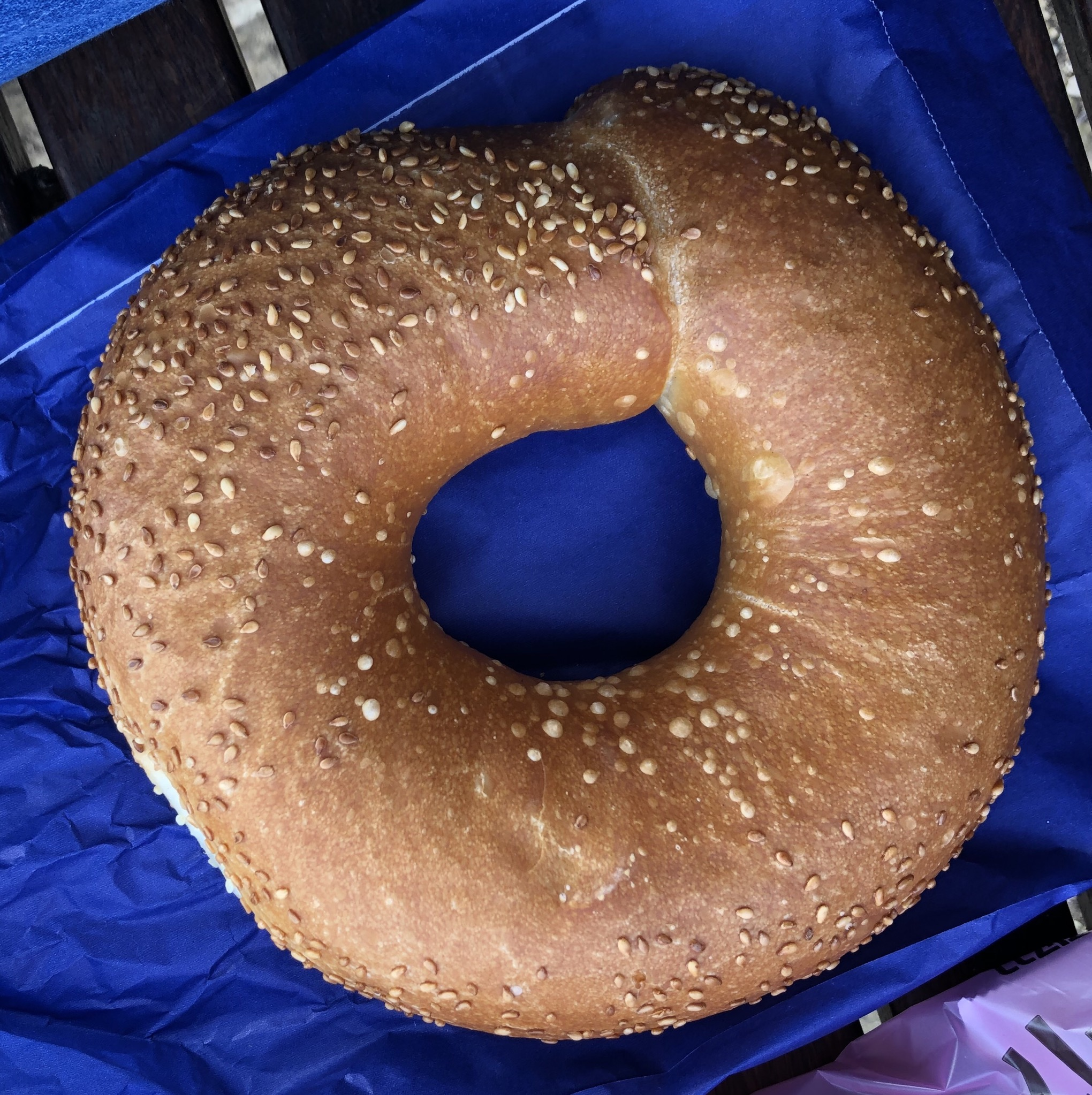
Bagel
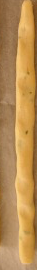
Grissino

#### Varianten der Zählweise
Konform zu den ITF Regeln:
- In den Verbänden des DTB wird in Verbandsspielen (Damen und Herren), ebenso bei den Senioren und im Doppel häufig kein dritter Satz gespielt. Stattdessen wird ein sogenannter Match-Tie-Break auf zehn Punkte (alternativ: sieben Punkte) gespielt. Ein Match-Tie-Break wird auch bei den US Open und seit 2007 bei den Australian Open im dritten Satz des Mixed-Wettbewerbs gespielt.
- Bei den French Open, dem Davis Cup und bei den Olympischen Spielen wird im entscheidenden Satz kein Tie-Break gespielt, sondern ein Match-Tie-Break.
- No-Ad- (kurz für „no advantage“) bzw. Deciding-Point-Regel: Sie kommt seit 2006 vor allem in Doppelkonkurrenzen zum Einsatz und dient der Abkürzung der einzelnen Aufschlagspiele. Wird der Deciding Point angewendet, so entscheidet bei Erreichen des Spielstands 40:40 der nächste Punkt über den Gewinn des Spiels. Es ist dann also nicht wie üblich ein Vorsprung von zwei Punkten zum Gewinn nötig. Eine weitere Besonderheit ist, dass die returnierende Partei beim Deciding Point die Wahl hat, von welcher Seite der Aufschläger serviert; vom Schiedsrichter wird dies auch mit „Deciding point, receiver’s choice“ angekündigt. Im Mixed gibt es kein „receiver’s choice“. Hier serviert immer Mann auf Mann und Frau auf Frau.[18]
- Fast4 Tennis ist ein Format, das 2014 von Tennis Australia[19] initiiert wurde und zu einem kürzeren Tennisspiel führt, bei dem im Vergleich zu den traditionellen Tennisregeln abweichende Regeln angewendet werden. Spiele im Einzel werden mit Best-of-Three (zwei Gewinnsätzen) oder Best-of-Five (drei Gewinnsätze), kurzen Sätzen (erste 4 gewonnene Spiele) mit einem kurzen Tie-Break bei 3:3 (erste 5 Punkte; sudden death, wenn beide 4 Punkte erreicht haben) gespielt.

Außerhalb der ITF Regeln:
- Der Ultimate Tennis Showdown (UTS) ist eine internationale Einzel-Tennisliga, die im Jahr 2020 gegründet wurde. Beim UTS wird ein modifiziertes Wertungsformat verwendet, bei dem das Match in vier Viertel unterteilt wird. Jedes Viertel dauert dabei acht Minuten. Am Ende der acht Minuten werden Entscheidungspunkte ausgespielt. Um zu gewinnen, muss ein Spieler drei der vier Viertel gewinnen.
- Beim Tie Break Tens gibt es keine Spiele oder Sätze, sondern nur ein Match-Tie-Break.

#### Geschichte der Zählweise
Zur Geschichte der Zählweise gibt es zwei Erklärungen. Meist wird vermutet, dass die Zählweise auf Geldeinsätze und Spielwetten im 14. Jahrhundert in Frankreich zurückgeht. So setzte man zum Beispiel einen gros denier, der wiederum einen Wert von 15 denier hatte. In einem Satz, der damals oft aus vier Spielen bestand, wurden also 4-mal 15 „deniers“ gesetzt: 15 – 30 – 45 – 60.
Im 16. Jahrhundert wurde der kürzeren Aussprache wegen „45“ durch „40“ ersetzt.
Eine andere Erklärung bezieht sich auf die Linien auf dem Spielfeld. Jedes Mal, wenn ein Spieler beim jeu de paume einen Punkt machte, bewegte er sich einen Streifen weiter und kam so allmählich der Mitte des Feldes näher. Das Spiel begann an der 0-Zoll-Linie. Gewann ein Spieler einen Punkt, rückte er zur 15-Zoll-Linie vor, dann zur 30-Zoll-Linie und schließlich zur 45-Zoll-Linie. Dann erst hatte er das Spiel gewonnen. Da man fand, dass diese Linie dem Netz zu nahe war, wurde die letzte Angabe auf eine 40-Zoll-Linie zurückversetzt.
Im Englischen wird der Spielstand „0“ mit dem Wort love (Liebe, Aussprache [lʌv]) bezeichnet. Ein Spiel, bei dem der Gegner null Punkte erzielt, heißt daher auch love game. Der Ausdruck love für „keine Punkte“ ist ab 1742 nachweisbar. Er ergab sich aus der bereits in den 1670er Jahren gebräuchlichen Redewendung playing for love (für Liebe spielen, d. h. nicht für Geld spielen). Laut Duden wurde er aus der Redewendung to be love (umsonst sein) gekürzt. Eine andere Erklärung basiert darauf, dass das Wort love aus dem französischen l´œuf (das Ei, Aussprache [lœf]) abgeleitet wurde, weil das Ei der „0“ (Null) ähnelt.

### Schiedsrichter

Schiedsrichter auf einem Hochstuhl (Wimbledon 2010)

Im professionellen und auch höherrangigen Tennis ist ein Stuhlschiedsrichter üblich, der auf einer Seite des Spielfelds auf einem Hochstuhl sitzt. Er wird von mehreren Linienrichtern unterstützt, die ein „Aus“ des Balls durch einen lauten Ausruf und einen seitlich ausgestreckten Arm anzeigen. Falls der Ball knapp innerhalb des Feldes aufkommt, so zeigt der Linienrichter dies an, indem er mit langgestreckten Armen den Buchstaben „V“ auf Kniehöhe bildet. Der Schiedsrichter hat allerdings die alleinige Entscheidungsgewalt und kann die Entscheidung eines Linienrichters überstimmen (englisch Overrule).
Früher wurden darüber hinaus Netzrichter eingesetzt, die an beiden Enden des Netzes saßen und den Schiedsrichter auf eine Netzberührung des Balls beim Aufschlag hinwiesen. Sie hielten hierfür ein Ohr an die Netzkante. Durch die Einführung technischer Hilfsmittel werden Netzrichter heute nicht mehr benötigt.
Es gibt darüber hinaus einen Oberschiedsrichter, der sich nicht auf dem Platz befindet. Er kann von einem Spieler gerufen werden, wenn dieser der Meinung ist, dass eine Entscheidung des Schiedsrichters die Tennisregeln verletzt. Der Oberschiedsrichter darf nicht die Tatsachenentscheidung des Schiedsrichters überstimmen (z. B. ob ein Ball „aus“ war oder nicht), sondern nur die sich daraus aus den Tennisregeln ergebende Konsequenz für den weiteren Spielverlauf. Darüber hinaus wird er bei Verstößen gegen den Verhaltenskodex (Code Violation, s. u.) vom Schiedsrichter zu Rate gezogen, insbesondere, wenn diese eine Disqualifikation eines Spielers zur Folge haben.
Auf Vereinsebene wird meist ohne Stuhlschiedsrichter gespielt. Hier entscheidet jeder Spieler auf seiner Seite, was ein Fair Play voraussetzt.

### Verhaltenskodex
Ein Schiedsrichter kann einen Spieler bestrafen, falls dieser gegen den Verhaltenskodex (engl.: Code of Conduct) verstößt. Dieser verbietet unter anderem
- Fluchen
- Beleidigung des Schiedsrichters, Gegners oder des Publikums
- unsportliches Verhalten (beispielsweise Zertrümmern seines Schlägers)
- Spielverzögerung
- Verlassen des Platzes ohne Genehmigung des Schiedsrichters

Beim ersten Verstoß (engl.: Code Violation) spricht der Schiedsrichter eine Verwarnung aus, beim nächsten erfolgt ein Punktverlust. Beim dritten Vergehen erfolgt ein Spielverlust. Ab dem vierten Verstoß kann der Schiedsrichter den Spieler disqualifizieren (Matchverlust) oder erneut einen Spielverlust verhängen. In besonders schweren Fällen kann der Schiedsrichter den Spieler auch bereits beim ersten Verstoß disqualifizieren.
Darüber hinaus können Bußgelder verhängt werden. Die ATP und die WTA tragen die Verantwortung für die Verhängung von Bußgeldern gegen Spieler, die an ihren Veranstaltungen teilnehmen, aufgrund von Verstößen gegen die Vorschriften in ihren Regelbüchern, und die ITF ist für alle Bußgelder verantwortlich, die für von ihr durchgeführte Veranstaltungen relevant sind wie die ITF World Tennis Tour, den Davis Cup oder den Billie Jean King Cup. Der Grand-Slam-Vorstand ist für die Durchsetzung seines eigenen Verhaltenskodex bei den Grand Slams verantwortlich.
Bußgelder werden abhängig vom Ranglistenstatus eines Spielers und damit vom Verdienst verhängt und können je nach Schwere des Vergehens zwischen 1.000 US-Dollar (für Spieler außerhalb der Top 150) und bis zu 20.000 US-Dollar für Spieler in den Top 10 der Welt liegen.
Bei schwerwiegenden Verstößen könnte ein Spieler jedoch mit einer Geldstrafe von bis zu 250.000 US-Dollar oder in der Höhe des Preisgeldes bestraft werden, das er beim Turnier gewonnen hat.

### Zeitregeln

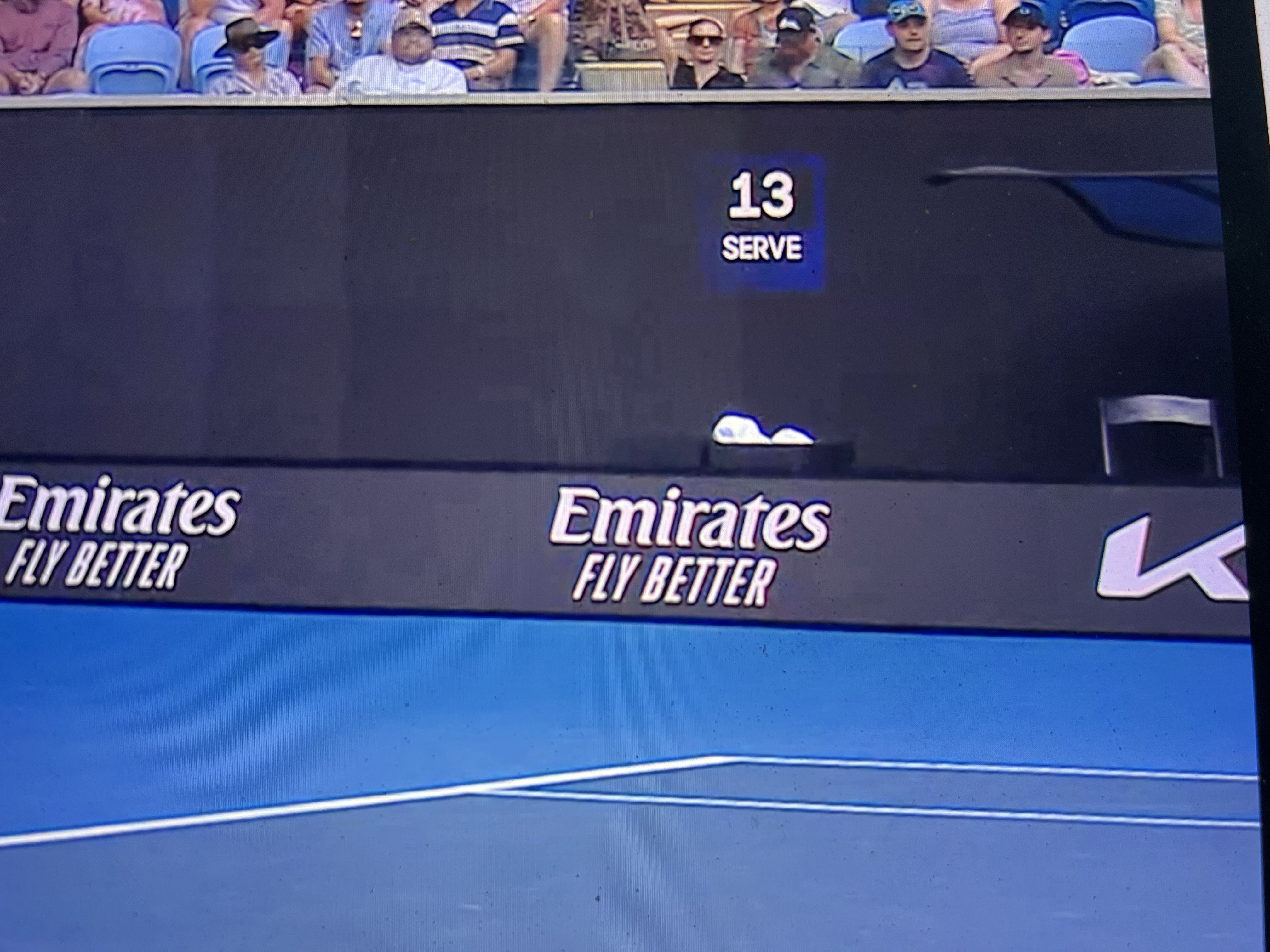
Serveclock – Anzeige der verbleibenden Zeit zwischen zwei Punkten

Zeitregeln sollen einen kontinuierlichen Spielverlauf sicherstellen. Grundlage sind die Regeln der International Tennis Federation (ITF). So sind zwischen den Punken höchstens 25 Sekunden, beim Seitenwechsel höchstens 90 Sekunden und zwischen den Sätzen höchstens 120 Sekunden erlaubt.

### Coaching

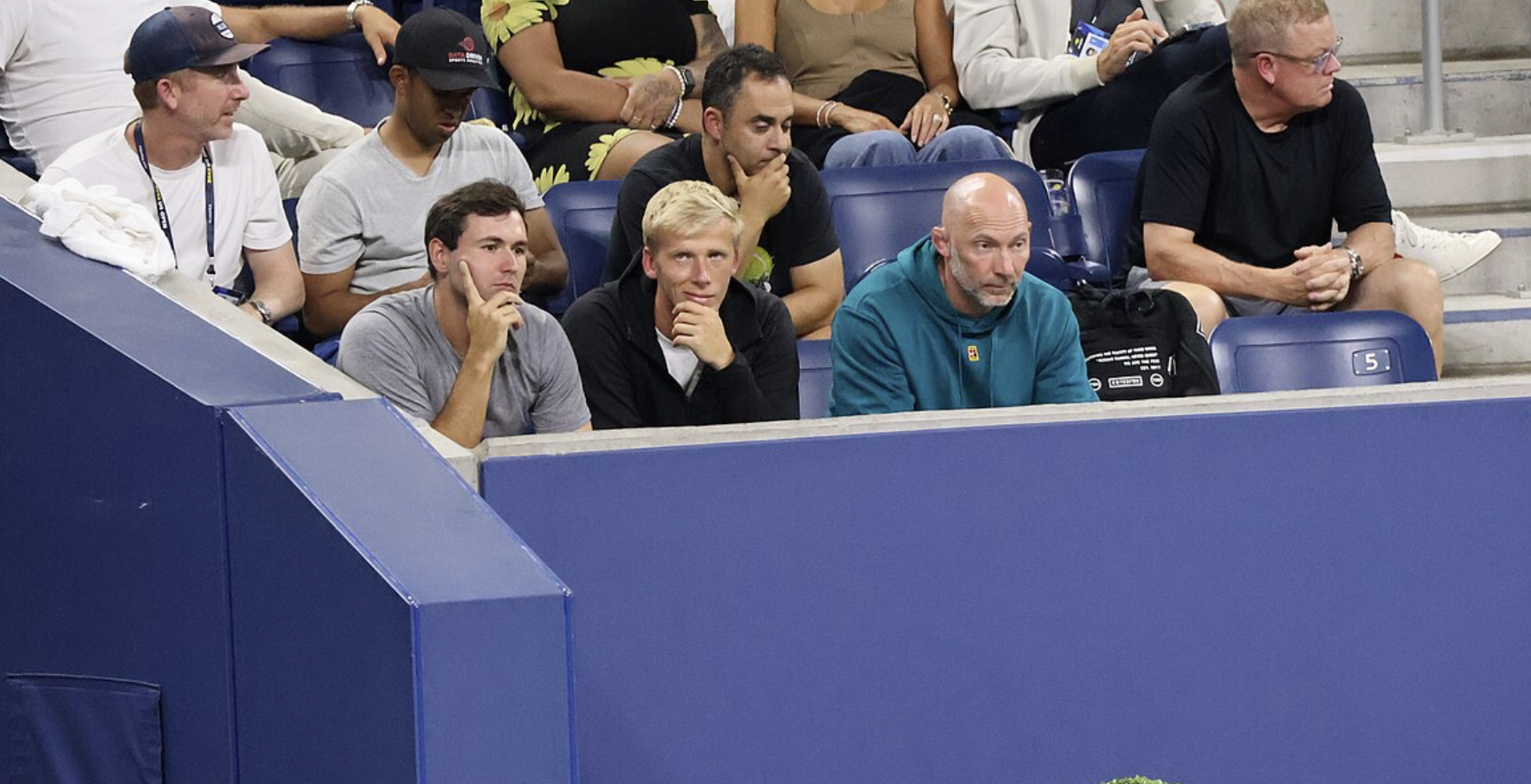
Spielerbox von Aryna Sabalenka, US Open 2023; v. l. n. r.: Anton Dubrov, Coach; Andrej Wassileuski, Schlagpartner; Jason Stacy, Fitnesstrainer.

Coaching, im Sinne der Beratung eines Spielers während eines Matches, war gemäß den ITF-Regeln generell untersagt. Im Oktober 2024 hat die ITF eine Änderung der Regel 30 beschlossen, wonach ab Januar 2025 das Coaching unter bestimmten Bedingungen erlaubt ist. Dabei wird zwischen dem On-Court-Coaching (Beratung auf dem Tennisplatz, etwa der Spielerbank) und Off-Court-Coaching (Beratung von außerhalb des Tennisplatzes, etwa der Spielerbox) unterschieden. Die diesbezüglichen Änderungen lauten:
- Off-Court-Coaching kann durch den Veranstalter erlaubt werden.
- Bei Mannschaftswettbewerben, bei denen ein Mannschaftskapitän auf dem Spielfeld sitzt, darf der Mannschaftskapitän die Spieler zu den vom Veranstalter festgelegten Zeiten coachen.
- Ansonsten ist On-Court-Coaching nicht erlaubt.
- Der Veranstalter kann Spielern erlauben, zugelassene Analysetechnologien zu den Zeiten, an denen Coaching erlaubt ist,  zu nutzen.
- Coaching ist zwischen Punkten und beim Seitenwechsel und bei Satzunterbrechungen sowie zu jedem anderen Zeitpunkt (außer während des Spielens eines Punktes) erlaubt, sofern dies vom Veranstalter gestattet wird.
- Nachdem das Coaching während des Matches inzwischen weitgehend erlaubt worden ist, wurden 2025 erstmals bei den Australian Open die Spielerboxen jedes Spielers beziehungsweise jeder Spielerin zweigeteilt. Neben der Spielerbox mit Familienmitgliedern, Freunden und Sponsoren gibt es eine zweite Spielerbox, die unmittelbar am Spielfeldrand platziert ist. Dort darf das eigentliche Trainerteam, bestehend aus maximal vier Personen, Platz nehmen. Um die Kommunikation zu erleichtern, befinden sie sich auf jeder Seite in direkter Nähe der Handtuchbehälter, die die Spieler und Spielerinnen zwischen zwei Ballwechseln aufsuchen.
- Beim Off-Court-Coaching und beim On-Court-Coaching zwischen Punkten darf die Kommunikation nur verbal (wenn sich Trainer und Spieler am selben Ende des Spielfelds befinden) oder durch Handzeichen (zu jedem Zeitpunkt, zu dem Coaching erlaubt ist) erfolgen.
- Beim Off-Court-Coaching und beim On-Court-Coaching zwischen Punkten muss das Coaching kurz (außer während Spielunterbrechungen) und diskret sein.

#### Frühere Coachingregeln
Bis 2024 war das Coaching während eines Matches gemäß ITF-Regeln untersagt, außer bei Mannschaftwettbewerben, während denen der auf der Spielerbank sitzende Mannschaftskapitän coachen durfte. Andernfalls wurde das Coaching mit einer Ermahnung, nachfolgend mit einem Punktverlust und dann bei weiteren Verstößen mit einer Disqualifikation bestraft. Seit 2017 fanden bereits Versuche mit Off-Court-Coaching statt, seit 2023 bei Veranstaltungen aller internationalen Veranstalter, darunter alle vier Grand Slams, die ATP- und WTA-Touren, die ITF World Tennis Tour (WTT) und die ITF UNIQLO Wheelchair Tennis Tour.

## Ausrüstung
Es wird erwartet, dass der weltweite Tennisausrüstungsmarkt von 4,16 Milliarden US-Dollar im Jahr 2023 auf 5,85 Milliarden US-Dollar im Jahr 2030 wachsen wird. 38 % davon entfallen auf den US-Markt. Inzwischen dominiert der online-Vertrieb mit 54 % das Marktgeschehen. 29 % des Umsatzes entfallen auf Tennisschuhe, 25 % auf Tennisbekleidung, 18 % auf Tennisschläger und 14 % auf Tennisbälle. Marktführer ist Wilson, gefolgt von Babolat, Head und Yonex.

### Schläger

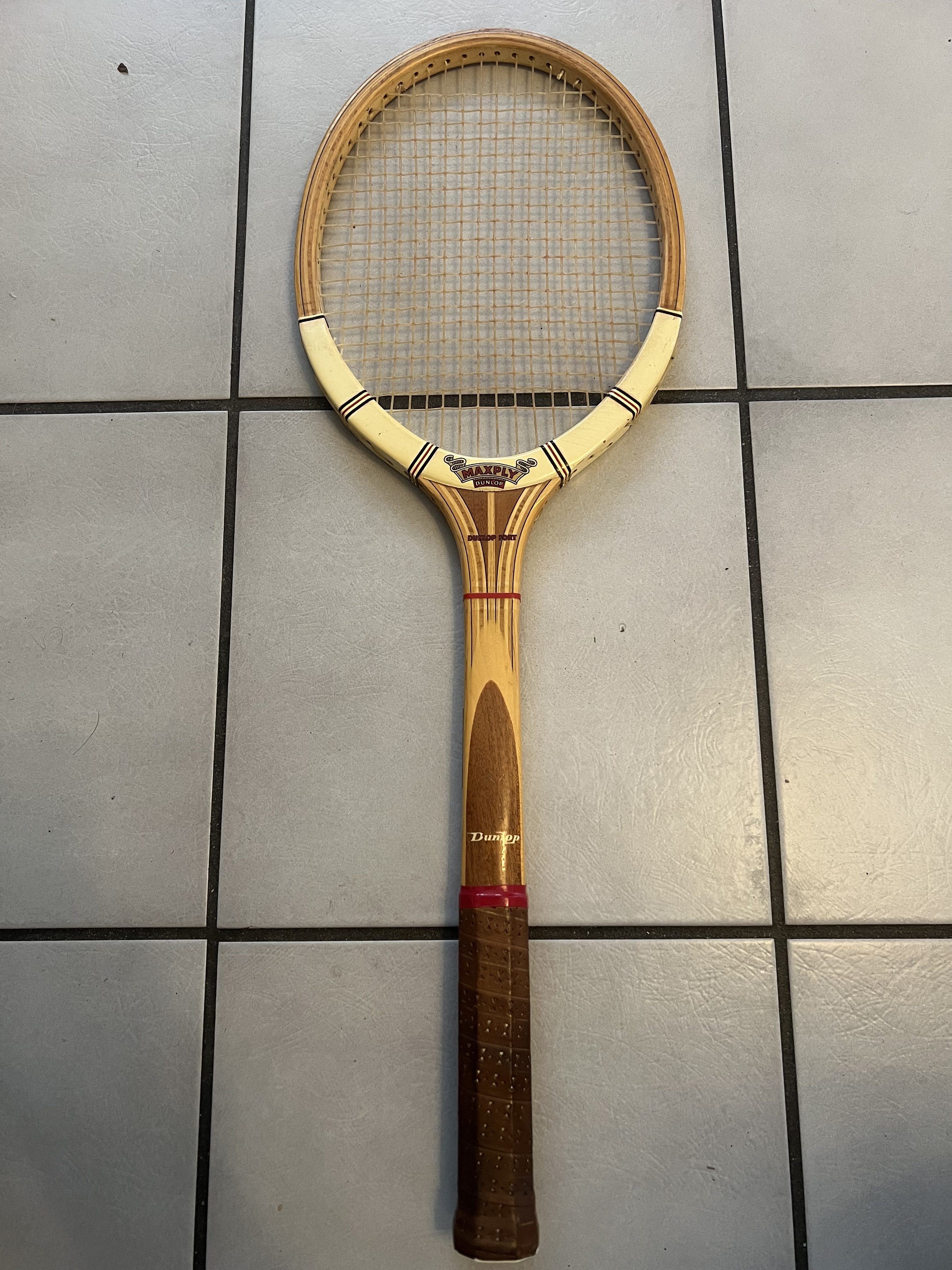
Dunlop Maxply, Markteinführung 1932; gespielt u. a. von Rod Laver, Virginia Wade und John McEnroe.

Ein Tennisschläger besteht aus einem mit einem Band umwickelten Griff, dem Schaft und dem Kopf, in den die aus Saiten bestehende Schlagfläche eingespannt ist. Früher wurden Tennisschläger ausschließlich aus Holz gefertigt. Der Dunlop Maxply errang während 50 Jahren Kultstatus. Nachdem in den 1960er Jahren kurzzeitig Metallrahmen aus Aluminium oder Stahl aufkamen, bestehen heutige Rahmen hauptsächlich aus kohlenstofffaserverstärktem Kunststoff, der ein geringes Gewicht in Verbindung mit einer hohen Steifigkeit gewährleistet. Ein Tennisschläger wiegt etwa 280 bis 350 Gramm. Nach den Regularien der ITF darf er maximal 29 Zoll (73,7 cm) lang und 12,5 Zoll (31,7 cm) breit sein. Bei der Schlägerfläche sind verschiedene Größen (von etwa 625 cm² bis zu 750 cm²) üblich; eine größere Schlägerfläche bietet einen größeren optimalen Treffpunkt (sweet spot) für den Ball und erlaubt eine weniger kraftintensive Spielweise, während eine kleinere Fläche die Ballkontrolle verbessert.

### Besaitung
Es gibt eine große Vielfalt an Tennissaiten, die sich in ihren Spieleigenschaften unterscheiden. Tennissaiten bestehen aus Nylon oder Polyester, die eine längere Lebensdauer als die im modernen Profitennis nur noch selten verwendeten reine Naturdarmsaiten aufweisen, sowie Multifilament-Saiten. Daneben gibt es die Hybridbespannung, eine Kombination aus zwei unterschiedlichen Saiten, von denen die Multifilamentsaite für die Längs- und die Naturdarmsaite für die Querbespannung verwendet wird, oft mit differierenden Bespannungshärten. Die Besaitungshärte lässt innerhalb von zwei Wochen um 2 kp nach. Wichtige Eigenschaften sind die Elastizität für die Ballbeschleunigung, die Vibrationsdämpfung für den Spielkomfort, die Haftung zur Kontrolle des Dralls (Effet, Topspin) und eine lange Haltbarkeit. Die Bespannungshärte spielt eine entscheidende Rolle für das Spielgefühl und die Kontrolle des Balls. Im Profitennis wollen manche Spieler, dass ihre Schläger am Abend vor dem Match besaitet werden. Andere wollen, dass dies am Tag des Matches erfolgt. Über Nacht kann die Besaitungshärte bereits um 0,75 kp nachlassen. Manche Spieler setzen je nach Empfinden Schläger mit unterschiedlichen Bespannungshärten ein. Manche wechseln den Schläger, sobald mit neuen Bällen gespielt wird.

### Bälle

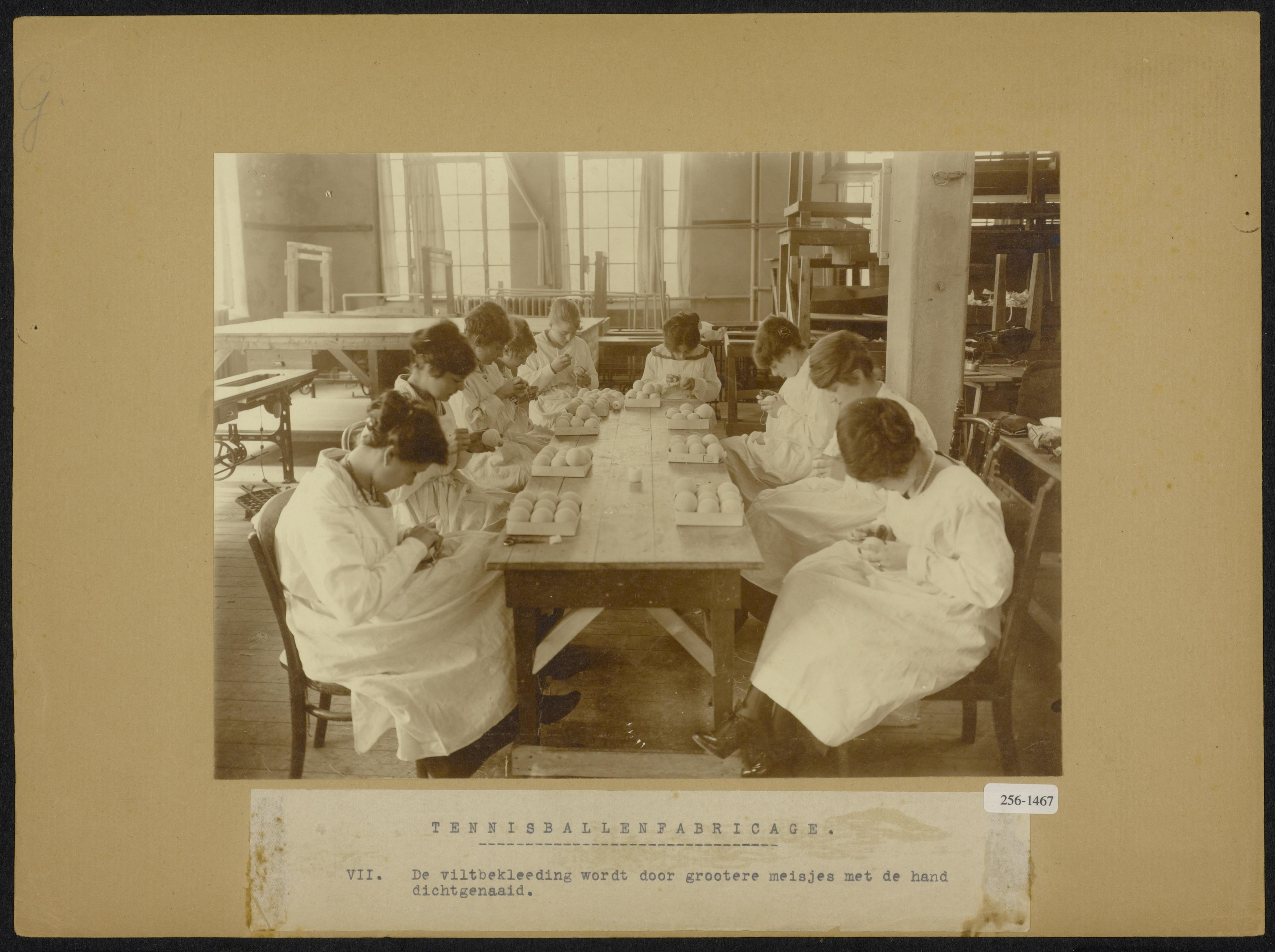
Tennisballherstellung 1919

Tennisbälle bestehen in der Regel aus einer mit Überdruck gefüllten Gummiblase, über die ein Filzüberzug gespannt ist. Sobald der Überdruck nach einer gewissen Zeit aus dem Ball entwichen ist, lässt die Sprungeigenschaft stark nach und der Ball muss ausgetauscht werden. Daneben existieren drucklose Bälle, deren Sprungeigenschaft auf der Verwendung verschiedener Gummischichten basiert. Bei offiziellen Turnieren wird fast ausschließlich mit Druckbällen gespielt. In Ballmaschinen werden meist drucklose Bälle verwendet. Während früher Tennisbälle in schwarz oder weiß üblich waren, setzten sich mit dem Aufkommen der Fernsehübertragungen von Tennisspielen in den 1970er Jahren hellgelbe Bälle durch, die auf Farbfernsehern besser zu erkennen sind. Bei den Wimbledon Championships wurde bis 1986 ausschließlich mit weißen Bällen gespielt. Wimbledon hält auch an der Tradition fest, dass seit 1902 nur mit Bällen von Slazenger gespielt wird.
Nach den offiziellen Regeln muss ein Tennisball zwischen 56,7 g und 58,5 g schwer sein und einen Durchmesser von 6,54 cm bis 6,86 cm besitzen. Jedes Jahr werden etwa 325 Millionen Tennisbälle produziert, wodurch etwa 20.000 Tonnen Abfall in Form von Gummi entstehen, der nicht leicht biologisch abbaubar ist.
Im Profitennis werden in der Regel während eines Matches die Bälle nach sieben Spielen und nachfolgend alle neun Spiele gegen neue ausgetauscht. Vor und während einem Tie-Break werden jedoch die Bälle nicht gewechselt. Wenn der Ball keine Luft mehr hat und sich so sehr eindrücken lässt, dass sich die Innenseiten des Balles berühren, wird der Punkt wiederholt. Ist der Ball hingegen nur weich geworden, so bleibt der gespielte Punkt bestehen. Ausgetauscht wird der Ball in beiden Fällen. Auf der ATP-Tour muss bis zwei absolvierten Spielen ein neuer Ball als Ersatz verwendet werden. Andernfalls muss ein Ball mit gleichem Verschleiß bereitgestellt werden.

### Bekleidung

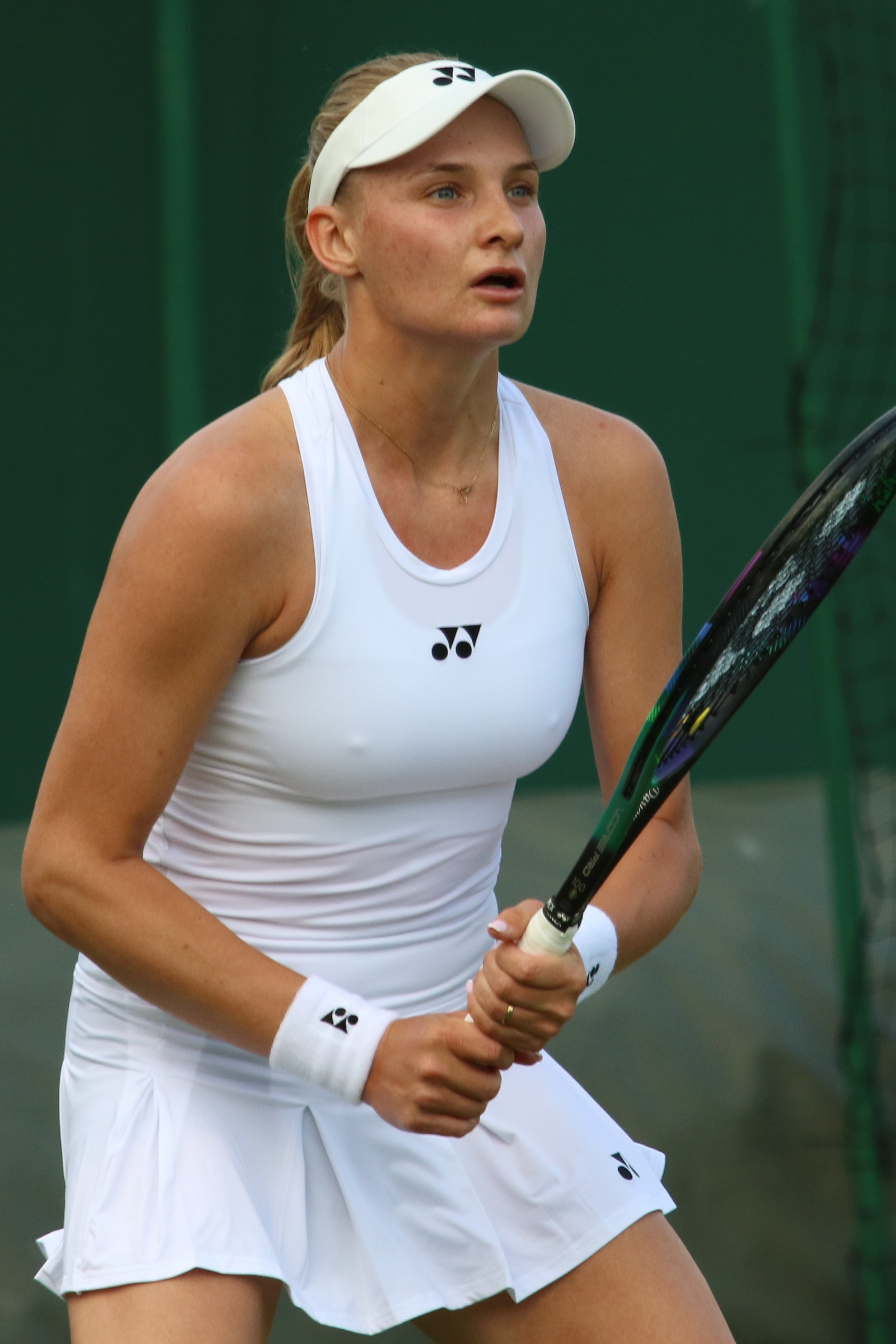
Weiße Spielkleidung mit Herstellerlogo (Yonex)

Bei der Bekleidung schreibt die ITF im § 24 für Wettkämpfe vor, wo und in welcher Größe Werbung, insbesondere des Herstellers, angebracht werden darf. Sie darf an zwei Stellen je nach Platzierung 13 cm², 26 cm² beziehungsweise 39 cm² groß sein. Bei regelwidriger Bekleidung kann der Spieler beziehungsweise Spielerin zum Kleiderwechsel aufgefordert werden. Wird dem nicht nachgekommen, folgt eine Disqualifikation. Auf der Kleidung oder Ausrüstung der Spieler dürfen keine Kennzeichen angebracht sein, die für Wettbüros, Tabak- oder E-Zigarettenprodukte, Spirituosen, politische Aktivitäten oder andere Kategorien werben/diese zeigen, die als schädlich für den Tennissport, die ITF oder die ITF World Tennis Tour erachtet werden.
Beim Tennisschuh sollen Sohle, Ober- und Innenmaterial, Stabilität und Dämpfung aufeinander abgestimmt sein. Sie werden für die spezifischen Bodenbeläge angefertigt, ob auf Sandplatz, Hartplatz, Rasenplatz oder Teppichplatz gespielt wird, und berücksichtigen den individuellen Spielstil.
In Wimbledon gelten zusätzlich besondere Regeln, wonach die Spielbekleidung zu mindestens 90 % weiß zu sein hat (selbst „gebrochenes weiß“ oder cremefarben ist nicht zulässig). Wimbledon hält damit an der Tradition des „weißen Sports“ fest. Ein bis zu zehn Millimeter breiter farbiger Rand ist gestattet. Sogar die Schuhsohlen der Tennisschuhe haben weiß zu sein. Erst seit 2023 ist es Tennisspielerinnen erlaubt, auch dunkle Unterwäsche zu tragen. Darauf haben Tennisspielerinnen wegen ihrer möglichen Menstruation bestanden. Sie darf jedoch nicht über den Tennisrock hinausragen. Die Kleiderregeln erstrecken sich auch auf Stuhlschiedsrichter, die ein gestreiftes Hemd mit weißem Kragen, beige Hosen für Männer und einen langen beigen Rock für Frauen sowie ein dunkles Jacket tragen müssen.

## Laufvarianten

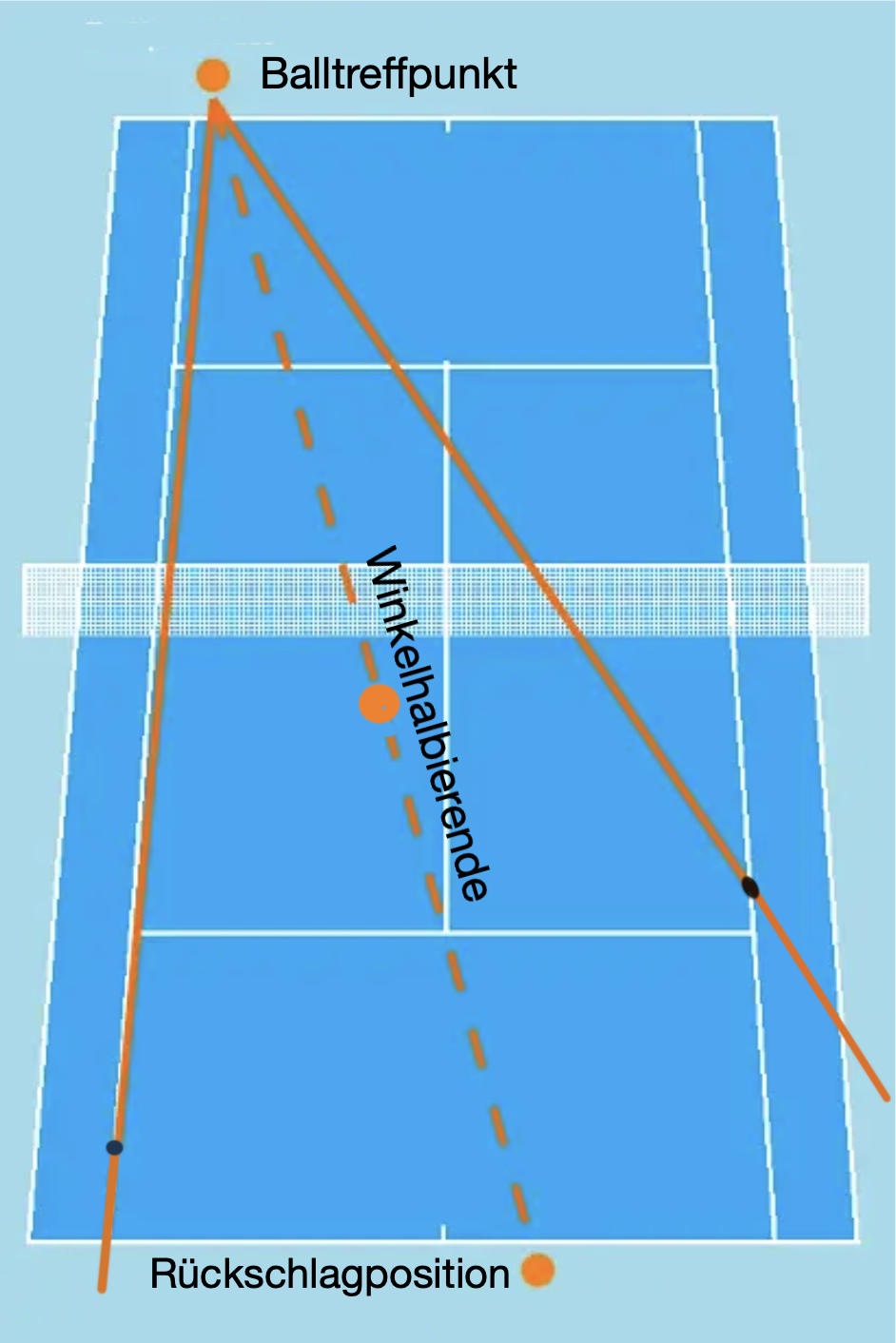
Winkelhalbierende möglicher Rückschläge; im Beispiel steht man an der Grundlinie rechts von der Mittellinie, bei einem Netzangriff links von der Mitte. Je weiter man hinter der Grundlinie steht, umso länger kann die Laufstrecke des Rückschlägers sein.

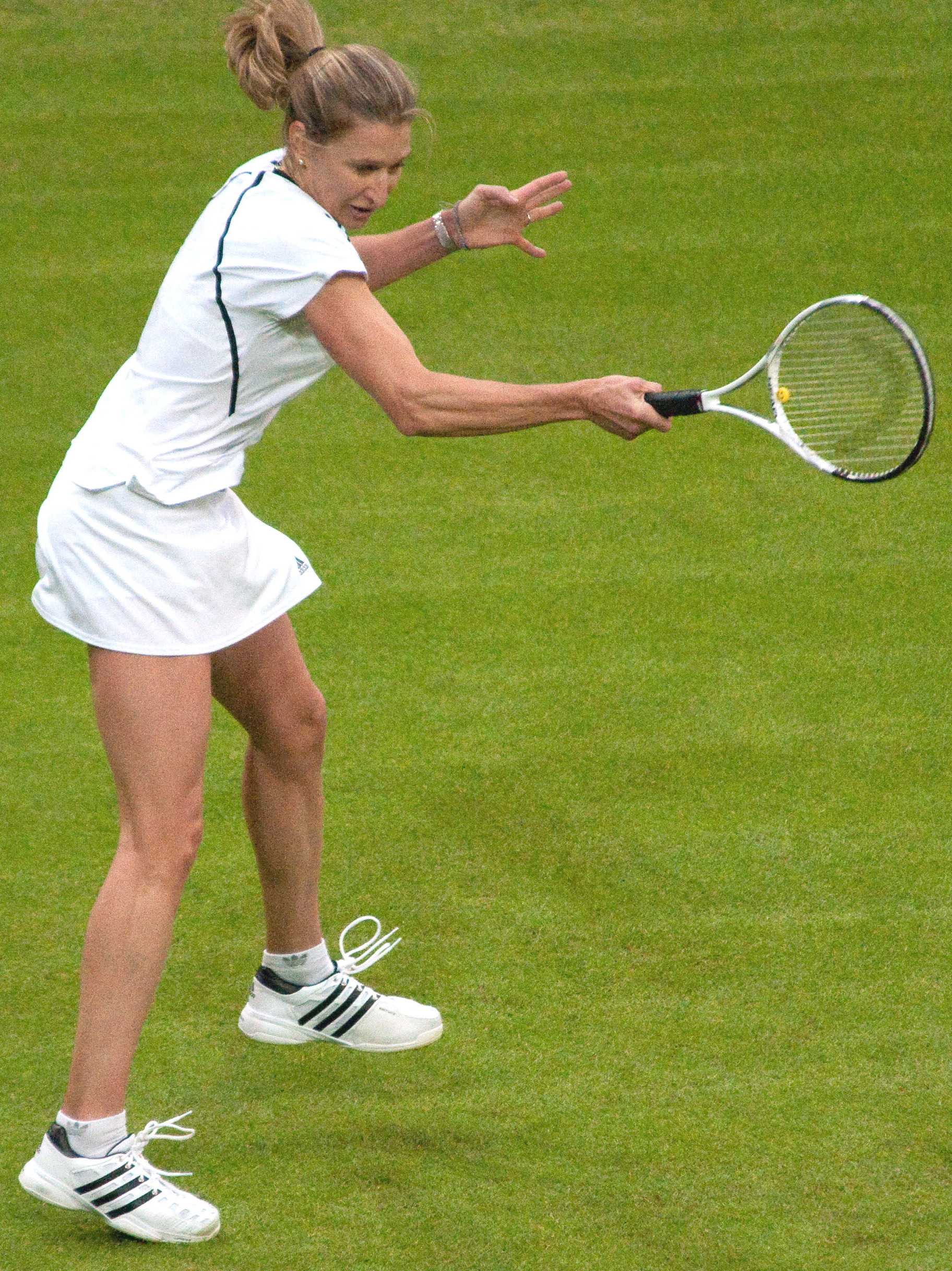
Die Deutsche Steffi Graf, die für ihre starke Vorhand bekannt war, bei einem Schaukampf in Wimbledon (2009)

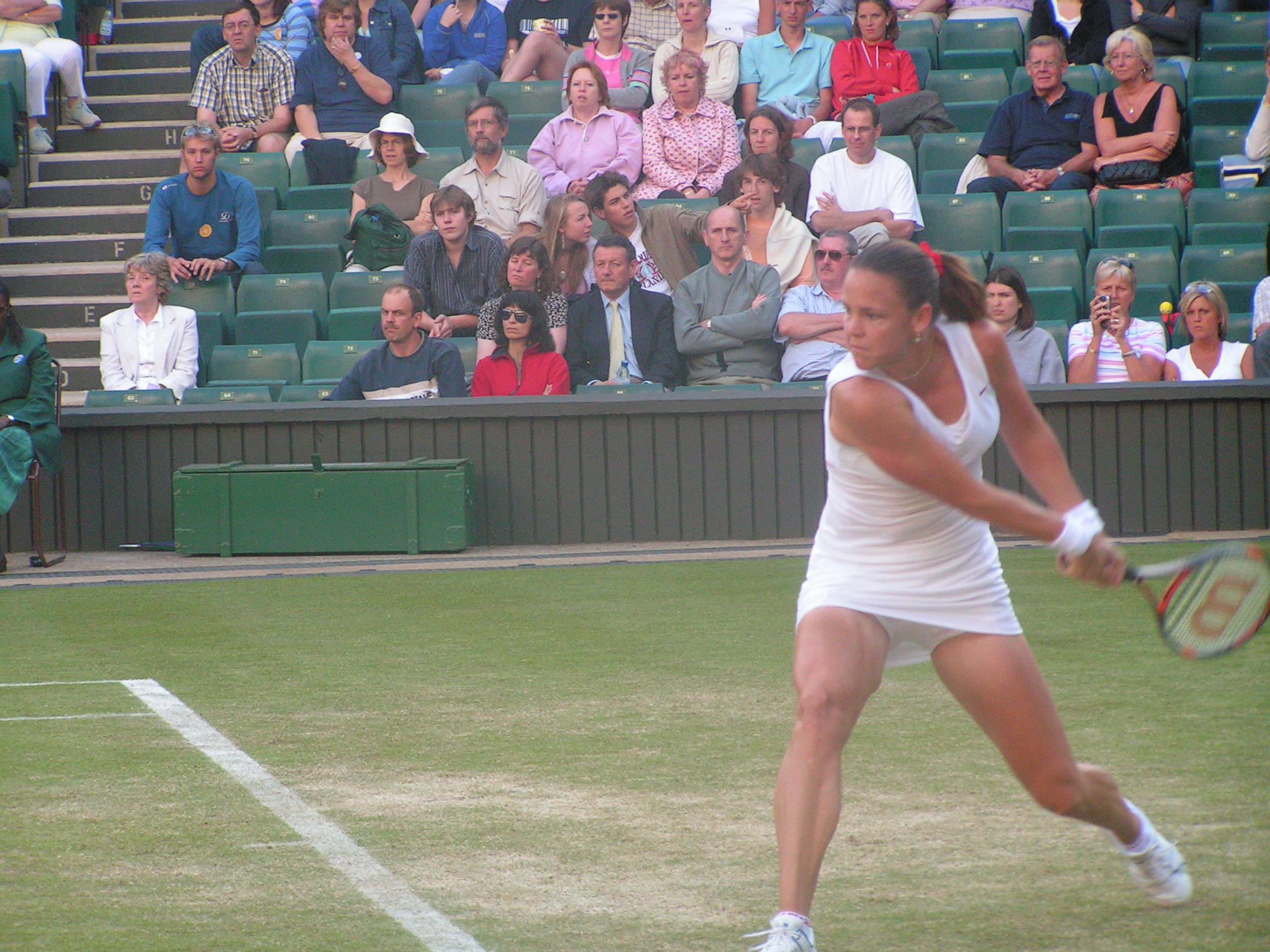
Beidhändige Rückhand

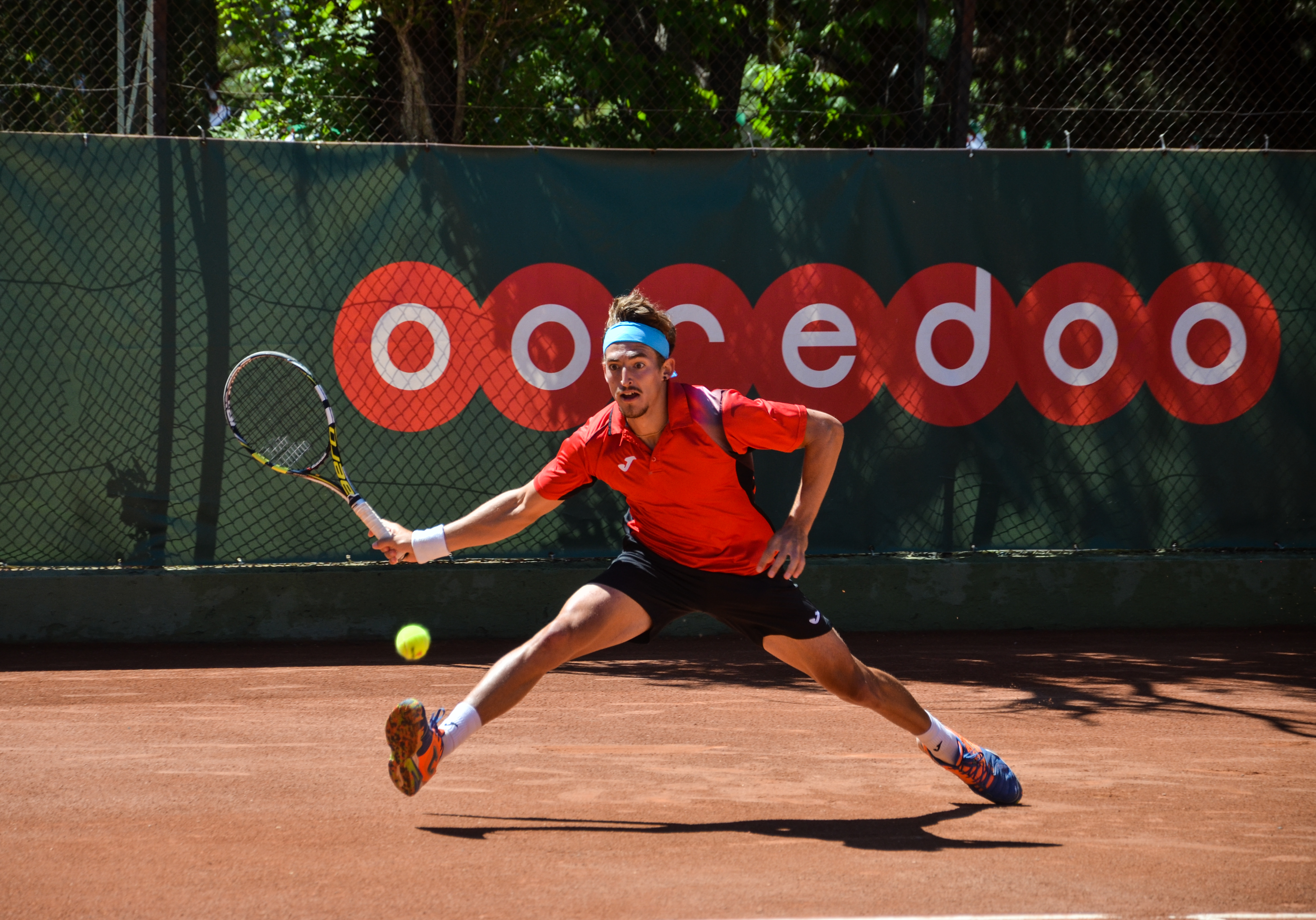
Bremstechnik im Tennis

Tennis ist ein Laufsport. Jedoch werden verschiedene Lauftechniken benötigt, die sich von anderen Sportarten unterscheiden. Früher dominierten sogenannte Sidesteps, bei denen der Oberkörper meist parallel zum Netz steht und man seitlich läuft. Im modernen Tennis sind inzwischen kurze Sprints vorherrschend, sowohl nach links, als auch nach rechts, als auch nach vorne, um beispielsweise einen kurzen Ball oder Stoppball zu erlaufen. Sie bestehen aus sechs bis acht Schritten. Wichtig ist auch das Rückwärtslaufen, um etwa einen Lob durch einen Smash spielen zu können. Immer häufiger wird im Tennis eine beidhändige Rückhand gespielt. Sie erfordert jedoch jeweils einen Schritt mehr, um den Ball zu erreichen.
In dem Augenblick, in dem der Spieler das Ziel des Schlages zu erkennen glaubt, wendet er den Splitstep an, damit er in eine  Bereitschaftsstellung springt, aus der er „explosiv“" in alle Richtungen starten kann. Er sorgt dafür, dass die für einen schnellen Antritt verantwortliche Muskulatur im entscheidenden Moment optimal vorgedehnt und damit gespannt ist.
Grundsätzlich versucht man als Spieler nach dem Schlagen eines Balles möglichst schnell vom Scheitelpunkt gesehen eine Winkelhalbierende möglicher Rückschläge zu erreichen, also nicht unbedingt zur Mitte des Spielfeldes zurückzulaufen. Vom Scheitelpunkt hat man die kürzeste Strecke, um den kommenden Ball des rückschlagenden Gegners zu erreichen.
Ein Lauftraining wird diesen Anforderungen angepasst, indem es aus kurzen Sprints besteht und einen schnellen Antritt erfordert. Ebenso gehört eine entsprechende Technik zum Abbremsen des Laufs dazu, was insbesondere auf dem Sandplatz durch ein Rutschen bewirkt wird. Während eines Matches kann die Gesamtlaufstrecke sechs bis acht Kilometer betragen.

## Schlagtechnik
Der Treffpunkt ist der wichtigste Teil des gesamten Schlages und entscheidet über Erfolg oder Misserfolg jedes Schlages. Der optimale Treffpunkt hängt von vielen vorangegangenen Aktionen, Bewegungsabläufen und vom Schlägergriff ab. Die Kontaktzeit zwischen Ball und Schläger beträgt durchschnittlich nur vier Millisekunden. Die erste Entscheidung betrifft die Schlägerhaltung, ob man einen Kontinentalgriff, Westerngriff oder Easterngriff, oder Mischvarianten bevorzugt. Wichtig ist die eigene optimale Entfernung zum Treffpunkt. Es geht darum, diese bei den meisten Schlägen einzuhalten. Nur so kann man problemlos durchschwingen. Hierfür sind vor allem ein optimales Gleichgewicht und unter anderem die Oberkörperhaltung verantwortlich. Hierzu gehört die richtige Antizipation des Ballfluges, die Erahnung des Absprungpunktes und eine gute Beinarbeit. Eine erhöhte Schwierigkeit besteht darin, den Ball nach dem Aufsprung noch im Ansteigen zu schlagen. Hierfür muss das Timing der Schlagbewegung stimmen. Es gilt eine Stabilität während des Schlages zu erreichen. Bei der Schwungbewegung ist darauf zu achten, dass sich die Beschleunigung in Richtung Schlägerspitze stetig vergrößert. Wenn man den Schläger sauber schwingen kann, dann ist die Entfernung zum Treffpunkt optimal. Das Handgelenk muss fest sein, weil man gegenüber dem ankommenden Ball im Treffmoment einen Schlägerwiderstand leisten muss. Das Handgelenk spielt beim Tennis eine besonders wichtige Rolle. Für kraftvolle und präzise Schläge ist eine gute Kombination aus Griffkraft und Geschmeidigkeit nötig. 

### Vorhand
Bei der Vorhand (engl. forehand) wird der Ball auf der Seite der Schlaghand (bei einem Rechtshänder also rechts, bei einem Linkshänder links) gespielt. In der Regel wird der Vorhandschlag mit einer Ausholbewegung eingeleitet und der Ball idealerweise etwa hüfthoch seitlich vor dem Körper getroffen. Früher war auch der sogenannte Westerngriff verbreitet, bei dem der Ball weit vor dem Körper getroffen wird. In der Regel wird die Vorhand einhändig gespielt und auch so gelehrt. Zu den wenigen Spielern, welche die Vorhand beidhändig spielen, gehörten Monica Seles und Fabrice Santoro. Von Carlos Moyá heißt es, er spielte die beste Vorhand im Herrentennis. Später trainierte er den Spieler mit der „zweitbesten“ Vorhand: Rafael Nadal.

### Rückhand
Bei der Rückhand (engl. backhand) wird der Ball auf der der Schlaghand gegenüberliegenden Seite (bei einem Rechtshänder also links, Linkshänder rechts) geschlagen. Ein Rückhandschlag kann sowohl einhändig als auch beidhändig ausgeführt werden. Die beidhändige Rückhand ist erst in den 1970er Jahren bekannt geworden. Anfängern wird diese häufig empfohlen, da die Durchführung einfacher zu erlernen ist als die einhändige Rückhand. Mittlerweile ist die beidhändige Rückhand auch unter Profispielern vorherrschend. Ausnahme ist der Rückhand-Slice, der meist einhändig geschlagen wird. Die beste zweihändige Rückhand soll Novak Đoković spielen, die beste einhändige Rückhand Stan Wawrinka.

### Aufschlag
Der Aufschlag (engl. Service) leitet den Ballwechsel ein. Aus einer Position hinter der Grundlinie muss der Ball in das gegenüberliegende Aufschlagfeld geschlagen werden. Die Linien gehören zum Aufschlagfeld. Ein Überschreiten oder die Berührung der Grundlinie vor dem Treffen des Balls ist regelwidrig. Der Aufschlag beginnt mit einer Konzentrationsphase. Normalerweise lässt man den Tennisball ein paar Mal aufspringen, um ihn dann für den Aufschlag einzusetzen. Jeder Aufschläger hat zwei Versuche; nach erfolglosem zweiten Versuch gehört der Punkt dem Gegner. Nach einem Spiel wechselt das Aufschlagrecht. Der Aufschlag kann, wie bei einem Grundlinienschlag, je nach taktischer Auslegung mit unterschiedlicher Rotation gespielt werden. Man unterscheidet dabei zwischen einem flachen und schnellen Aufschlag mit nur geringem Vorwärtsdrall, einem Topspin- und einem Sliceaufschlag.
Den günstigsten Schlagwinkel und dadurch höchste Ballgeschwindigkeiten erreicht man, wenn der Ball über Kopfhöhe geworfen und am höchstmöglichen Punkt getroffen wird. Im modernen Herrentennis werden mit dem ersten Aufschlag oft Geschwindigkeiten über 200 km/h erreicht. Aufschlaggeschwindigkeiten beim Tennis werden mittels Radargeräten gemessen. Der Weltrekord wird vom Australier Sam Groth gehalten und beträgt 263 km/h. John Isner schlug 14.470 Asse in insgesamt 772 Matches und hält damit den Rekord. Er profitierte dabei auch von seiner Körpergröße von 2,08 Meter.

### Ballrotation

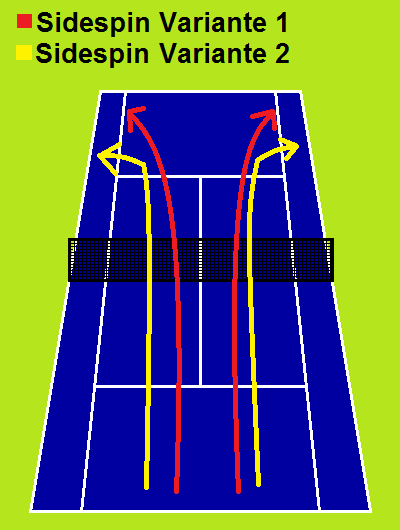
Verschiedenes Flug- bzw. Absprungverhalten der Effetvarianten im Tennis.

Während des Schlages kann der Spieler die Eigenrotation des Balles beeinflussen, die wiederum die Flugkurve und das Absprungverhalten des Balles bestimmt. Man unterscheidet hierbei Drive (kaum Eigenrotation), Topspin (Rotation in Flugrichtung) und Slice (Rotation entgegen der Flugrichtung).

#### Effet
Im Tennis sind verschiedene Varianten des Effets üblich. Dabei wird der Ball angeschnitten und damit in eine Rotationsbewegung versetzt. Hier bewirkt die Reibungskraft zwischen Luft und Balloberfläche einen Luftdruckunterschied, der zur Bahnablenkung führt (Magnus-Effekt). Neben diesem Einfluss auf die Flugbahn wird der Absprungwinkel des Balls nach dem Aufprall auf dem Boden geändert. Letztes ist besonders beim Stoppball relevant. Ist der Effet im Balltreffpunkt noch erhalten, beeinflusst er auch die nachfolgende Flugbahn des Balles beim Rückschlag.

#### Drive
Ein Drive (dt.: Treibschlag, Treibball) ist ein Grundschlag mit nur geringer Eigenrotation des Balles. Der Schlägerkopf trifft dabei den Ball in einem Winkel von ungefähr 90 Grad. Dieser bei Anfängern und Hobbyspielern übliche Schlag ist der intuitivste und kraftsparendste. Er hat durch seine flache Flugkurve allerdings den Nachteil, dass kraftvollere Schläge von der Grundlinie aus oft nicht mehr im gegnerischen Feld aufkommen und aus gehen. Ein Treibball ist für den Gegner am wenigsten problematisch, weil hier das Prinzip Einfallswinkel gleich Ausfallswinkel gilt, und der Gegner den Treffpunkt besser berechnen kann. Ein Vorteil des Treibballs ist seine maximale Fluggeschwindigkeit, die den Gegner zu extrem schnellen Reaktionen und Laufbewegungen zwingt.

#### Topspin

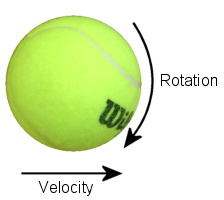
Topspin

Der Topspin ist inzwischen die häufigste Schlagvariante im modernen Tennis. Topspin beschreibt eine Vorwärtsrotation des Balles, die durch ein Überstreichen mit der Schlägerfläche auf der Oberseite („Top“) des Balles erzeugt wird. Die Schlägerfläche ist also im Treffpunkt leicht nach unten geneigt (weniger als 90 Grad). Der Schläger beschreibt eine Schleife. Dies bewirkt eine stärkere, vertikale Krümmung der Flugkurve, welche die Flugdauer des Balles verlängert, aber die Flugweite verkürzt. Zusätzlich haben Topspinbälle ein verändertes Absprungverhalten. Der Ball springt im Verhältnis zur Flugkurve höher und zusätzlich schneller ab, was ihn unberechenbarer als einen Drive-Schlag macht. Lang gespielte Topspinbälle zwingen den Gegner dazu, entweder weiter hinter die Grundlinie zurückzuweichen oder alternativ den Ball weiter vorne in größerer Höhe über dem Boden zu treffen, was oft schwierig ist. Eine Spielweise mit Topspin erfordert neben guter Technik auch deutlich mehr Kraft. Mit dem Handgelenk kann der Spin erhöht werden. Die Gefahr, den Ball durch die nach vorne geneigte Schlägerfläche mit dem Schlägerahmen zu treffen, ist deutlich höher als beim Drive. Auf Sand, wo der Ball beim Absprung langsamer wird, ist es noch wichtiger, den Topspin zu maximieren. Der zusätzliche Topspin kompensiert den Tempoverlust und sorgt dafür, dass die Bälle tief und hoch abprallen. Liegt der Tennisplatz in größerer Höhe über Meeresspiegel, ist die Luft weniger dicht. Dies reduziert den Magnus-Effekt. Um dies zu kompensieren, muss man noch mehr Spin erzeugen, um die gleiche Flugbahn zu erreichen, wie auf Meereshöhe.

#### Slice

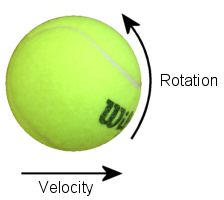
Slice (Backspin)

Beim Slice erfährt der Ball eine Rückwärtsrotation (engl. backspin). Dadurch kann der Ball sehr flach über das Netz fliegen und springt beim Auftreffen auf den Boden kaum mehr ab. Er kann einerseits als Vorbereitungsschlag für einen Netzangriff dienen, da er dem Spieler, bedingt durch den längeren Flug des Balles, mehr Zeit verschafft ans Netz vorzurücken. Andererseits kann der Slice dazu verwendet werden, sich aus einer Defensivsituation heraus Zeit zu verschaffen, etwa bei der Annahme eines harten Aufschlags. Zudem kann er für eine Variation des Spieltempos benutzt werden, um den Gegner aus dem Rhythmus zu bringen. Ein Slice kann meist nur langsam gespielt werden, da er durch die flache Flugkurve ansonsten ins Aus „segelt“ und wird bei einem Rückhand-Slice, genau wie bei einem Vorhand-Slice, in der Regel mit nur einer Hand ausgeführt.

## Strategische Schläge

### Aufschlag
Der Aufschlag kann auf die Rückhand oder die Vorhand des Gegners gespielt werden. Wird er weit nach außen gespielt, kann man dadurch das Spielfeld öffnen, um mit dem Folgeschlag ins freie Feld den Punkt zu erzielen. Ein Aufschlag auf den Körper des Gegners erschwert diesem den Return, denn er muss dem Ball unter Zeitnot ausweichen und kann ihn meist nur blocken. Im Regelfall wird der Aufschlag jeweils rechts oder links von der gleichen Position ausgeführt. Als seltene Variante kann der Aufschläger die Position zwischen der Mittellinie und Außenlinie beliebig einnehmen, wodurch der Winkel der Flugbahn des Balles verändert wird. Ebenfalls selten wird ein kurzer Aufschlag von unten durchgeführt, um den Gegner zu überraschen, wenn dieser weit hinter der Grundlinie steht.

### Return
Return (deutsche Bezeichnung Rückschlag) ist die Bezeichnung des Schlags, mit dem der Ball nach dem gegnerischen Aufschlag zurückgespielt – retourniert – wird. Neben dem Aufschlag, dem härtesten Schlag im Tennis, ist der Return von größter Bedeutung. Beide Schlagarten sind „Eröffnungsschläge“, mit denen der Ballwechsel eingeleitet wird. Ein schwacher Return erlaubt es dem Gegner, bereits mit dem Aufschlag Druck aufzubauen und den Ballwechsel zu bestimmen. Meist ist der Returnierende beim ersten Aufschlag nur in der Lage, den Schläger passiv, mit einer kurzen Ausholbewegung, hinzuhalten (zu „blocken“). Er versucht hierbei den Druck des gegnerischen Aufschlags mitzunehmen und dem Rückschlag die gewünschte Richtung zu geben. Der – in der Regel mit weniger Härte geschlagene – zweite Aufschlag kann dann vom retournierenden Spieler angegriffen werden.

### Schmetterball

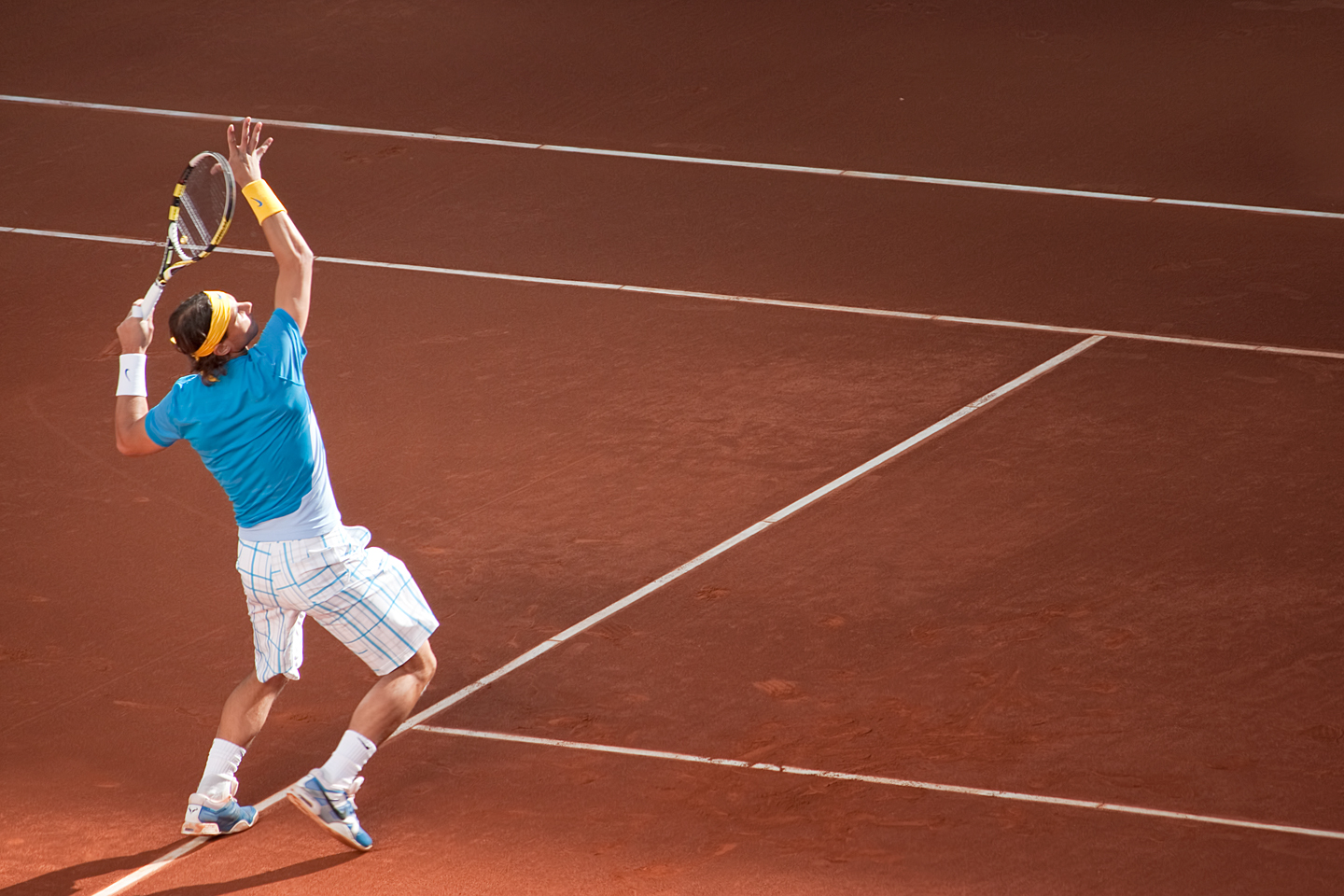
Smash von Rafael Nadal, 2010, Madrid

Der Schmetterball (englisch Smash) ähnelt von der Bewegungsausführung der Aufschlagbewegung. Es handelt sich um einen Überkopfschlag mit hoher Geschwindigkeit. Er wird meist als Reaktion auf einen Lob-Versuch des Gegners gespielt und gilt als der kraftvollste Angriffsschlag. Besonders schwierig gestaltet sich ein Rückhand-Smash, bei dem der Spieler meist mit dem Rücken zum Gegner steht.

### Angriffsball
Als Angriffsball bezeichnet man einen Schlag, der den Gegner in die Defensive zwingt, um anschließend den Punkt zu gewinnen. Überwiegend wird der Angriffsball aus dem Halbfeld als Antwort auf einen kürzeren Ball des Gegners gespielt, um anschließend an das Netz vorzurücken und mit einem Volley den Spielzug zu gewinnen. Im Profitennis werden Angriffsbälle auch von der Grundlinie aus gespielt, indem der Ball mit hoher Präzision entweder in die Ecken des gegnerischen Spielfelds nahe an die Linien oder als Topspin kurz cross gespielt werden, um das Spielfeld zu öffnen und mit dem nachfolgenden Schlag zur anderen Seite den Punkt für sich zu entscheiden.

### Passierschlag
Als Passierschlag, auch Passierball genannt (Vorhand oder Rückhand), bezeichnet man einen Schlag, mit dem der Ball am in der Nähe des Netzes postierten Gegner für diesen unerreichbar seitlich vorbei gespielt wird.

### Lob
Beim Lob versucht der Spieler, den an das Netz vorgedrungenen Gegner mittels eines hoch geschlagenen Balls zu überwinden. Ist der Schlag zu flach oder zu kurz geschlagen, kann der Gegner mit einem Schmetterschlag antworten. Gelegentlich bleibt – wenn der Lob zu hoch und zu langsam gespielt wird – auch noch genug Zeit zurückzulaufen und den Ball mit Vor- oder Rückhand zu schlagen. Höherklassige Spieler spielen den Lob deshalb mit Topspin. Hierdurch erreicht auch ein hoch als Lob gespielter Ball eine große Fluggeschwindigkeit und ist deshalb bei technisch sauberer Ausführung praktisch nicht mehr zu erlaufen. Der Topspinlob gehört zu den technisch schwierigsten Schlägen und ist deshalb im Amateurtennis kaum zu beobachten.
Neben dem Lob kann ein Mondball gespielt werden, bei dem ein Ball absichtlich sehr hoch über das Netz befördert wird, um Geschwindigkeit aus dem Ballwechsel zu nehmen und dem Spieler einen Neuaufbau zu erlauben.

### Tweener
Als spektakuläre Variante wird der Tweener als Notlösung gespielt, falls der Spieler überlobt wird, er deshalb keinen Smash ausführen kann und er den Ball – meist mit dem Rücken zum Netz – zwischen seinen Beinen zurückspielt.

### Sabr
Beim Sabr wird der zweite Aufschlag des Kontrahenten – der zur Vermeidung eines möglichen Doppelfehler meist vorsichtiger gespielt wird – mit frühem Laufen ins Feld beantwortet, während der Gegner noch in der Aufschlagbewegung steckt, und möglichst früh retourniert, um dem Gegenspieler damit weniger Zeit für dessen nächsten Schlag zu gewähren. Üblicherweise drängt der Rückschläger nach dem Sabr wie beim Chip and Charge ans Netz vor. Populär wurde dieser Schlag im Jahr 2015 durch Roger Federer, von dem auch die Wortschöpfung Sabr (Sneak Attack by Roger) stammt.

### Stoppball
Bei einem Stoppball (engl. drop shot) wird der Ball so gespielt, dass er kurz hinter dem Netz „herunterfällt“. Der Stoppball wird, ähnlich dem Slice, mit Rückwärtsdrall gespielt, wodurch er zum einen nach dem Auftreffen auf dem Boden kaum noch abspringt, und zum anderen nicht mehr vorwärts, sondern seitwärts oder möglichst sogar rückwärts springt. Ein Stoppball wird meistens dann benutzt, wenn sich der Gegner besonders weit hinter der Grundlinie befindet. Er kann aufgrund seiner überraschenden Wirkung sehr effektiv sein. Je härter der ankommende Ball geschlagen wurde, umso schwieriger ist es, die Ballgeschwindigkeit für einen wirkungsvollen Stoppball zu reduzieren.

### Volley

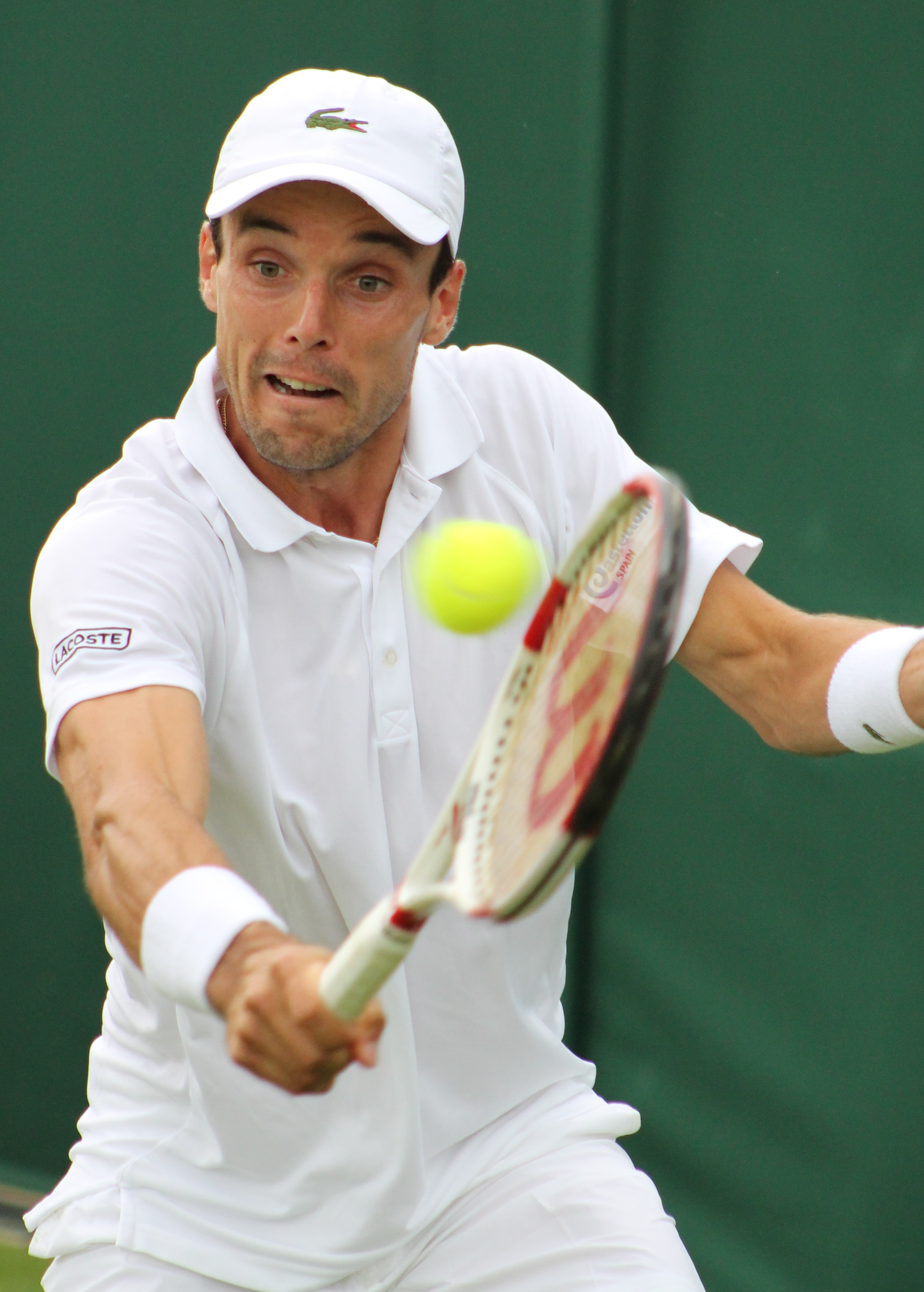
Volley, Roberto Bautista Agut

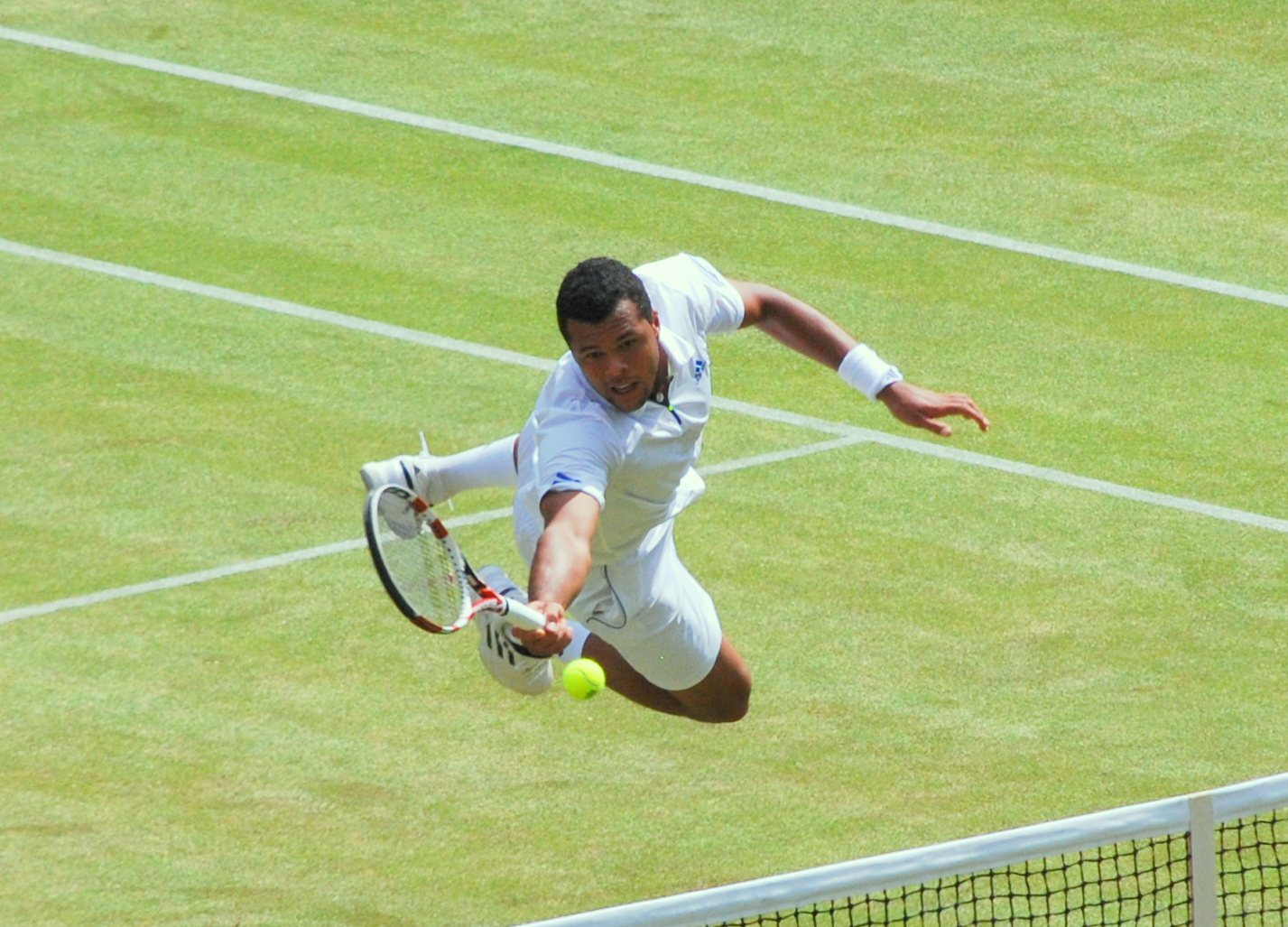
Hechtvolley, Jo-Wilfried Tsonga, Wimbledon 2011

Volley (deutsche Bezeichnung: Flugball) bezeichnet einen Schlag, bei dem der Ball noch vor dessen Auftreffen auf dem Boden zurückgespielt wird. Üblicherweise wird dieser Schlag nahe dem Netz gespielt, sodass sich der Spieler schnell – meist durch einen Splitstep – in Position bringen muss. Entscheidend ist, dass der Volley ohne Ausholbewegung vor dem Körper getroffen wird. Ein Ball, der auf den Körper gespielt wird, wird grundsätzlich als Rückhandvolley gespielt. Es gibt verschiedene Sonderformen.
Drivevolley
Der Drivevolley ist ein Volleyschlag, bei dem man den Ball nicht ins Feld „drückt“, sondern – wie bei der Vorhand – mit hoher Geschwindigkeit und Spin durchzieht. Populär machten diesen Schlag vor allem Andre Agassi und die Williams-Schwestern Venus und Serena.
Volleystop
Ein Volleystop ist eine Schlagtechnik, bei der aus einem gegnerischen Schlag ein Stoppball wird. Die Schwierigkeit des Schlages besteht darin, dem Ball die Geschwindigkeit zu nehmen und ihn kurz hinter dem Netz zu platzieren.
Hechtvolley
Der Hechtvolley ist eine spezielle Sonderform des Volley, bei der versucht wird, einen Passierschlag des Gegners noch mit Hilfe eines Sprungs zur Seite zu erreichen und so den Ball noch ins Feld des Gegners zu bringen. Dieser Schlag wurde durch Boris Becker bekannt. Ursprünglich hatte ein Jugendtrainer Beckers diesen Schlag entwickelt, um die Reichweite von Nachwuchsspielern am Netz zu erhöhen. Becker behielt aber diesen Schlag in seinem Repertoire und setzte ihn zur Verblüffung seiner Gegner und der Zuschauer auch bei internationalen Turnieren (z. B. 1985 in Wimbledon) erfolgreich ein. Naturgemäß landet man nach einem Hechtvolley unsanft auf dem Boden. Um Handverletzungen zu vermeiden, muss der Schläger vor dem Aufprall losgelassen werden.

### Halbvolley
Als Halbvolley oder Halbflugball wird ein Schlag bezeichnet, bei dem der Ball kurz nach dem Aufspringen getroffen wird, unabhängig davon, ob er an der Grundlinie oder im Halbfeld geschlagen wird. Dies kommt häufiger bei einem versuchten Netzangriff vor, bei dem der Gegner einen solchen Verteidigungsschlag einsetzt und dem Angreifer den Ball gewissermaßen „vor die Füße“ spielt. Auch im Doppel kommt es häufig zu dieser Spielsituation, da die Spieler im Feld stehen. Oft wird mit dem Halbvolley ein Stoppball gespielt.

### Cross
Ein cross (deutsch quer) geschlagener Ball ist ein Ball, der in die jeweils diagonal gegenüber liegende Ecke des Platzes gespielt wird. Ein Rechtshänder spielt demnach eine cross geschlagene Vorhand einem rechtshändigen Gegner ebenfalls auf die Vorhand (bzw. Rückhand auf Rückhand). Da die Diagonale des Platzes länger ist als die Seitenlinie, können etwa härtere und damit weiter fliegende Bälle cross geschlagen werden.
Eine effektvolle Variante ist der kurz cross geschlagene Ball, wodurch der Gegner weit nach außen gezwungen wird und mit dem das gegnerische Spielfeld geöffnet wird, um den anschließenden Ball ins freie Feld zu spielen.

### Longline
Ein longline (dt. entlang der Linie) geschlagener Ball ist ein Ball, der in die jeweils gegenüber liegende Ecke des Platzes gespielt wird, d. h., der Ball fliegt parallel zur Seitenauslinie. Ein Rechtshänder spielt demnach eine longline geschlagene Vorhand einem ebenfalls rechtshändigen Gegner auf die Rückhand (bzw. Rückhand auf Vorhand). Befindet sich der ausführende Spieler seitlich außerhalb des Feldes, kann ein Longline-Schlag auch regelkonform seitlich am Netzpfosten vorbei gespielt werden. Der longline geschlagene Ball weist zusätzliche Schwierigkeiten auf und erfordert hohe Präzision im Schlag. Bei der Richtungsänderung des Ballwechsels von cross zu longline ist der Ausschlagwinkel im Schläger ein anderer, als der Einschlagwinkel des ankommenden Balls. Die Flugstrecke ist kürzer, als die eines cross geschlagenen Balls. Der longline geschlagene Ball hat wenig Spielraum zur Außenlinie und kann leichter ins „aus“ fliegen. Antwortet der Gegner mit einem kurz cross geschlagenen Ball, hat man eine weite Laufstrecke zu bewältigen.

## Gewinnschläge

### Winner
Ein Winner (dt. auch Gewinnschlag) ist ein Ball, der so platziert gespielt wurde, dass der Gegner keine Möglichkeit hat, diesen zu retournieren.

### Ass und Service Winner
Ein Ass ist ein Aufschlag ins Feld, der vom Gegner nicht einmal mehr berührt werden kann. Er zählt demnach auch automatisch als ein Winner. Führt der Aufschlag zu einem direkten Punkt, kann aber noch erreicht werden, nennt man dies Service Winner. Sowohl Talent als auch Erfahrung spielen eine gravierende Rolle, um ein Ass zu schlagen.
Nicht nur die Aufschlagsgeschwindigkeit ist hier von großer Bedeutung, sondern auch das Erkennen, in welche Richtung der Rückschläger sich bewegen könnte.
Außerdem spielen hier der Tennisplatz und sein Belag eine immense Rolle. Die optimale Grundlage für ein Ass ist ein Hartplatz. Die schlechteste Option wäre ein Sandplatz, da hier der Ball durch den Sand abgebremst wird und der Gegner dadurch mehr Zeit für seine Reaktion gewinnt. Die höchste Wahrscheinlichkeit ein Ass zu erzielen findet man beim Rasentennis.

### Big Points
Eine besondere psychische Herausforderung sind die Entscheidungsbälle im Tennis, die auch Big Points genannt werden. Dazu gehört, alle vorherigen Spielstände ausblenden zu können. Die Frage, ob es Punkte in einer Tennispartie gibt, die in ihrer Wichtigkeit höher einzustufen sind als andere, wird in der Wissenschaft kontrovers diskutiert. Während der Deutsche Tennis Bund (DTB) sowie Richard Schönborn (war über 26 Jahre Cheftrainer des DTB), der Existenz von Big Points widersprechen, weisen verschiedene andere Experten und Wissenschaftler in ihren Arbeiten explizit auf dessen Existenz hin.
Man umschreibt mit dem Big Point eine Situation, bei der man entweder unter Druck geraten ist oder eine Chance für einen Erfolg hat. Ein Faktor dabei ist das sogenannte „Momentum“, womit der psychologische Vorteil gemeint ist, den ein Spieler für den Spielverlauf gegenüber seinem Gegner erlangt. Den Satz- oder Matchgewinn vor Augen, beeinflusst jedoch häufig der psychische Druck das Können des Spielers. Die Muskelspannung oder üblicherweise automatisiert ablaufende Bewegungsabläufe können sich geringfügig ändern, was zu einem Fehler führen kann. Ebenso kann die psychische Anspannung die Spielstrategie beeinflussen. So wechselt man zu einem defensiveren Spiel oder spielt plötzlich aggressiver oder man glaubt einen „besonderen“ Ball spielen zu müssen. Die umkämpften und bedeutenden Punkte können wesentlich für den Ausgang des Spiels sein. Somit ist der Spielball bei 1:0 Satzführung zum 4:1 ein viel wichtigerer Punkt, als beispielsweise der Punkt zum 15:0 im ersten Spiel des zweiten Satzes. Beide Punkte haben gewissermaßen denselben Zählwert, aber der Punkt zum 4:1 entscheidet maßgeblich darüber, wie der weitere Abschnitt des zweiten Satzes taktisch angegangen werden kann. So kommt es immer wieder vor, dass ein Match gedreht wird und der vermeintliche Sieg in einer Niederlage endet.

## Fehler

### Forced Error und Unforced Error
Als Unforced Error (dt. unerzwungener, vermeidbarer oder leichter Fehler oder Fehler ohne Not) wird ein Schlag bezeichnet, mit dem ein Spieler den Punkt auf Grund eines eigenen Fehlers verliert, ohne dass dies durch den vorangegangenen Schlag des Gegners erzwungen wurde. Kann er hingegen den Ball auf Grund eines vorhergegangenen harten, platzierten oder sonst schwer zu spielenden oder erreichenden Schlages des Gegners nicht regelgerecht retournieren, spricht man von einem Forced Error (dt. erzwungener Fehler). Die Übergänge zwischen vermeidbarem und erzwungenem Fehler können im Einzelfall fließend sein. Die Einteilung unterliegt damit häufig einem Beurteilungsspielraum des jeweiligen Statistikführenden bzw. Kommentators.

### Doppelfehler
Als Doppelfehler (engl. double fault) wird ein Punktverlust des Aufschlagenden durch zwei regelwidrige Aufschläge bezeichnet. Ein Doppelfehler zählt zugleich als Unforced Error.

## Tennisstatistik

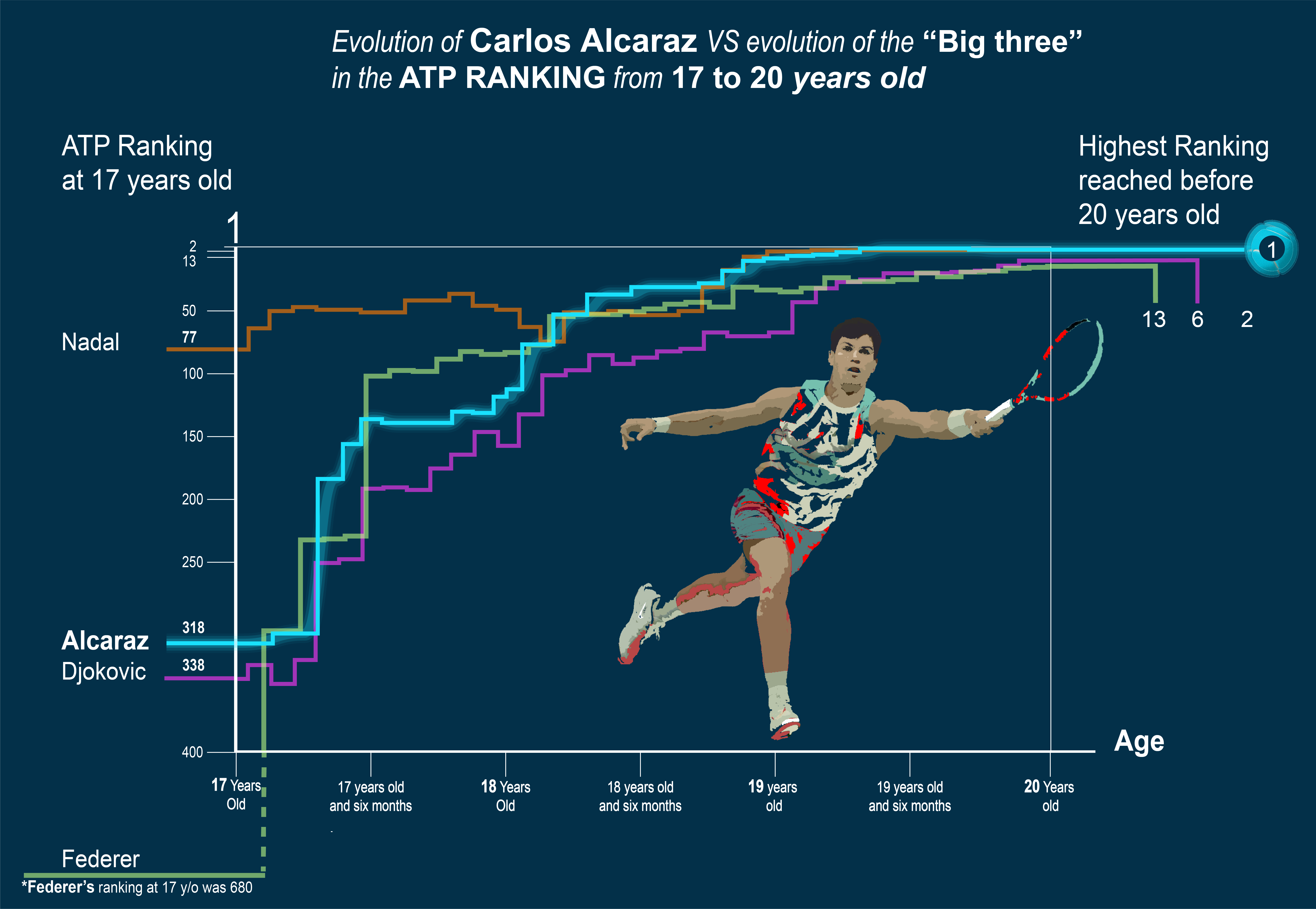
Entwicklung der Weltranglistenposition von Carlos Alcaraz im Vergleich mit Roger Federer, Novak Đoković und Rafael Nadal zwischen dem 17. und 20. Lebensjahr (Stand 1. Oktober 2023)

Im Tennissport gibt es eine ganze Reihe an Möglichkeiten, um eine Karriere, ein Match oder auch nur einen Satz statistisch auszuwerten. Damit kann abgelesen werden, wie effektiv ein Spieler oder eine Spielerin agiert hatte.
Erhoben werden folgende Werte bei einer Satz- oder Matchauswertung:
- 1. Aufschlag: in Prozent und Geschwindigkeit
- 2. Aufschlag (in Prozent)
- Anzahl der Asse
- Anzahl der Doppelfehler
- Anzahl der direkten Punkte
- Anzahl der unerzwungenen Fehler
- erfolgreiche Netzangriffe (in Prozent)
- Anzahl der Breakchancen zu erfolgreichen Breaks
- zurückgelegte Laufstrecke
- Ballrotation
- Gesamtpunktezahl
- Ergebnisse in Satz und Match

Daneben werden globale Statistiken geführt, aus denen sich Rekordlisten ergeben.

## Spielstrategien
Im modernen Profitennis wird nach Möglichkeit die Spielweise des kommenden Gegners umfassend analysiert und eine Spielstrategie festgelegt. Dazu gehört etwa die Analyse des Aufschlags, wohin der Gegner bevorzugt aufschlägt, unterschieden nach erstem und zweitem Aufschlag und Spielstand, wie die jeweilige Stärke des Spielers, was Aufschlag, Rückschlag, Vorhand, Rückhand und Volleys angeht. Ist der Gegner sprintstark, laufstark und konditionell auf lange Rallyes vorbereitet. Wie ist seine mentale Stärke bei verschiedenen Spielständen. Wo sind seine (relativen) Stärken und Schwächen. In die Strategie fließen Erfahrungen aus vergangenen Begegnungen ein. Bei der hohen Leistungsdichte im Profitennis, insbesondere in der Weltspitze, kann die Spielstrategie matchentschiedend sein. Hierzu gehört auch die Fähigkeit, auf eine alternative Strategie auszuweichen, falls die geplante Strategie nicht erfolgreich zu sein scheint. Manchmal entscheidet die Tagesform über den Matchausgang. So kann es an mangelnder Konzentration, am Timing, Ermüdung oder Verkrampfungen liegen, dass der Spieler seine gewohnte Leistung nicht abrufen kann. Bekannt sind auch sogenannte „Trainingsweltmeister“, die im Training hervorragend Tennis spielen, jedoch nicht in der Lage sind, ihre Leistungen während eines Matches umzusetzen.
Bei der hohen Ballgeschwindigkeit im modernen Tennis ist es wichtig, sich einen Zeitvorteil zu erarbeiten, indem früh erkannt wird, wie und wohin der Tennisball vom Gegner geschlagen wird. Hierzu muss die Körperhaltung, die Schlägerhaltung und die Schlagbewegung möglichst früh erfasst („gelesen“) werden.

### Angstgegner
Manche Spieler haben einen „Angstgegner“, einen Spieler, gegen den sie nur schwer oder gar nicht gewinnen können. Die Leistungserwartung bei einem Angstgegner erwächst sowohl aus der Überschätzung seiner Leistungspotenzen als auch aus einer Unterschätzung der eigenen Erfolgsmöglichkeiten. Solche Fehlhaltungen können ihre Ursachen sowohl in mehreren Niederlagen gegen diese Sportler als auch in einem einmaligen schockierenden Ergebnis haben. In einzelnen Fällen kann sich das Angstgegnerdenken nicht vorrangig auf das komplexe Leistungsvermögen beziehen, sondern es wird sich vor allem auf bestimmte technisch-taktische Besonderheiten und Merkmale des kämpferischen Einsatzes konzentrieren. So gilt etwa Taylor Fritz als Angstgegner von Alexander Zverev, Roberto Bautista Agut als derjenige von Dominic Thiem, Adrian Mannarino von Stan Wawrinka, Daniil Medwedew von Jannik Sinner oder Tommy Paul von Carlos Alcaraz.

### Serve and Volley
Beim Serve-and-Volley-Spiel folgt der Spieler seinem Aufschlag (Service), versucht möglichst weit zum Netz vorzudringen und den Ballwechsel mit einem Volley abzuschließen. Diese Strategie ist besonders auf schnellen Belägen, insbesondere auf Rasen, erfolgversprechend. Die Position des Angreifers dicht am Netz verkürzt die Reaktionszeit des Gegenspielers; häufig kann der angreifende Spieler bereits mit dem ersten Volley punkten. Für ein erfolgreiches Serve-and-Volley-Spiel sind zwei Grundvarianten des Aufschlagspiels möglich. Zum einen kann der Aufschlag mit großer Härte gespielt werden. Dem Gegner bleibt dann nur geringe Reaktionszeit, er kann den Aufschlag oft nur noch „blocken“, das heißt, er kann den Schläger nur passiv ohne eigene Ausholbewegung hinhalten. Der Ball wird dann nur noch mäßig kontrolliert und ohne Drall zurückgespielt, was dem Aufschläger ermöglicht, den Volley mit hohem Tempo und platziert zurückzuspielen. Nachteil der hohen Aufschlaghärte ist, dass auch dem Aufschläger verhältnismäßig wenig Zeit bleibt, Richtung Netz vorzurücken. Er muss den ersten Volley in der Regel in Höhe der T-Linie im sogenannten Halbfeld schlagen. Ist der Aufschlag gut platziert, so ist dies wegen der oft hohen Flugbahn des Returns unproblematisch. Erahnt der Rückschläger die Richtung des Aufschlags oder ist dieser schlecht platziert, so wird der Aufschläger oft zum Halbvolley gezwungen, da der Returnierende ihm den Ball mit Topspin „auf die Füße“ spielen kann. Typische Vertreter dieser Spielweise sind großgewachsene Spieler, wie es beispielsweise Boris Becker und Goran Ivanišević waren.
Als zweite Variante kann der Aufschlag mit weniger Tempo, aber hoher Genauigkeit und viel Schnitt gespielt werden. Der Druck auf den Gegner entfaltet sich dann durch die stärkeren Winkel; der Rückschläger hat größere Probleme, den Ball noch zu returnieren und wird häufig bereits mit dem Aufschlag aus der Platzmitte gedrängt. Wegen der geringeren Aufschlaggeschwindigkeit hat der Aufschläger mehr Zeit für den Weg zum Netz. Hierdurch erreicht er eine bessere Position für den ersten Volley, kann den Ball auch fast immer von oben nach unten spielen und wird nur selten zum Halbvolley gezwungen. Meist wird der Aufschlag mit Vorwärtsdrall (Kick) gespielt. Wegen des hohen Absprungs ist es zusätzlich schwer für den Returnierenden, den Ball flach zu halten, da er diesen von oben nach unten spielen muss. Nachteil dieser Variante ist, dass nur selten bereits mit dem Aufschlag gepunktet werden kann. Der Angreifer benötigt ein herausragendes Volleyspiel, um mit dem ersten Volley den Druck aufrechterhalten zu können. Typische Vertreter dieser Variante waren Stefan Edberg oder John McEnroe.
Früher wurde die Serve-and-Volley-Taktik von vielen Weltklassespielern angewandt. Da die Spieler heutiger Zeit auch in der Lage sind, äußerst druckvoll Returns zu spielen, hat diese Strategie zumindest im Einzelwettbewerb an Bedeutung verloren.

### Grundlinienspiel
Beim Grundlinienspiel bleiben beide Spieler an der Grundlinie. Dabei versuchen sie, dadurch einen Vorteil zu erzielen, dass sie den Ball auf die vom Gegner weiter entfernte Seite oder gegen die Laufrichtung spielen. Mit dieser Taktik erzielt man meist erst dann einen Punktgewinn, wenn mehrere gut platzierte Schläge hintereinander gespielt werden. Dabei werden die Schläge überwiegend mit Topspin, seltener auch mit Slice gespielt.
Beim Grundlinienspiel versucht man den Ball möglichst nahe an die gegnerische Grundlinie zu spielen. Die Schwierigkeit besteht darin, dass die Balllänge, die man dafür spielen will, von der eigenen Schlagposition und der Ballgeschwindigkeit und Rotation des ankommenden Balls abhängt. Steht man weit hinter der Grundlinie, muss der Ball eine weitere Strecke fliegen und deshalb entweder stärker geschlagen werden oder weniger Spin erhalten, als wenn man eher nahe an seiner eigenen Grundlinie oder gar im Feld steht. Ebenso kommt es darauf an, ob man den Ball mit oder gegen die Rotation des ankommenden Balls spielt und ob man den Ball bereits im Aufsteigen schlägt. Diese Feinjustierung des eigenen Schlages stellt im Hochgeschwindigkeitstennis der Weltklassespieler eine besondere Herausforderung dar. Diese erhöht sich noch weiter, wenn der Schlag aus vollem Lauf erfolgen muss.

### Chip and Charge
Hierbei antwortet der Rückschläger auf den Aufschlag direkt mit einem Angriffsball (chip) und rückt anschließend sofort ans Netz auf (charge). Dort versucht er, per Volley den Ballwechsel zu entscheiden. Dieser Spielzug wird fast ausschließlich gegen den zweiten Aufschlag angewandt. Wird diese Schlagfolge taktisch klug eingesetzt, setzt sie den Gegner unter Druck, da dieser dazu veranlasst werden könnte, beim zweiten Aufschlag mehr zu riskieren. Diese Angriffsvariante wird immer seltener gespielt, weil die Grundlinienspieler inzwischen dynamisch und schnell geworden sind, dass man sie nicht wirklich unter Druck setzen kann. Sie haben im Gegenteil sogar viel mehr Zeit, um den Ball zu spielen und können einen Passierschlag anbringen oder einen Lob spielen.

### Inside-Out-Schläge
Bei Inside-Out-Bällen (engl. für von innen nach außen) vermeidet der Spieler jeweils Vor- oder häufiger die Rückhand, indem er den Schlag „umläuft“. Der Ball wird, wenn die Rückhand umlaufen wird, von der Rückhandseite mit der Vorhand diagonal gespielt. Ziel ist es, mit der häufig druckvolleren Vorhand das Tempo hochzuhalten oder den unsichereren Schlag zu vermeiden. Seltener wird der Ball statt diagonal auch entlang der Seitenlinie gespielt. In diesem Fall spricht man von einem Inside-In-Schlag.

### Rhythmuswechsel
Als taktische Maßnahme der Spielgestaltung gilt der Rhythmuswechsel, bei der die Ballgeschwindigkeit beschleunigt oder verzögert wird. Der Rhythmuswechsel verfolgt je nach Spielverlauf und Spielsituation unterschiedliche Ziele, so z. B. Anwendung einer kraftsparenden Spielweise, Wiedererlangung eines ruhigen und besonnenen Spielaufbaus durch Verlangsamen des Spieltempos, Provokation gegnerischer Fehler durch plötzliche Temposteigerung, Durchsetzen des Powerplay oder des Pressing Game. Hierzu kann der Wechsel von Topspinschlägen zu Sliceschlägen und umgekehrt angewendet werden, wodurch der Gegner – insbesondere bei langen Ballwechseln – aus seinem Rhythmus gebracht werden soll.

## Doppel

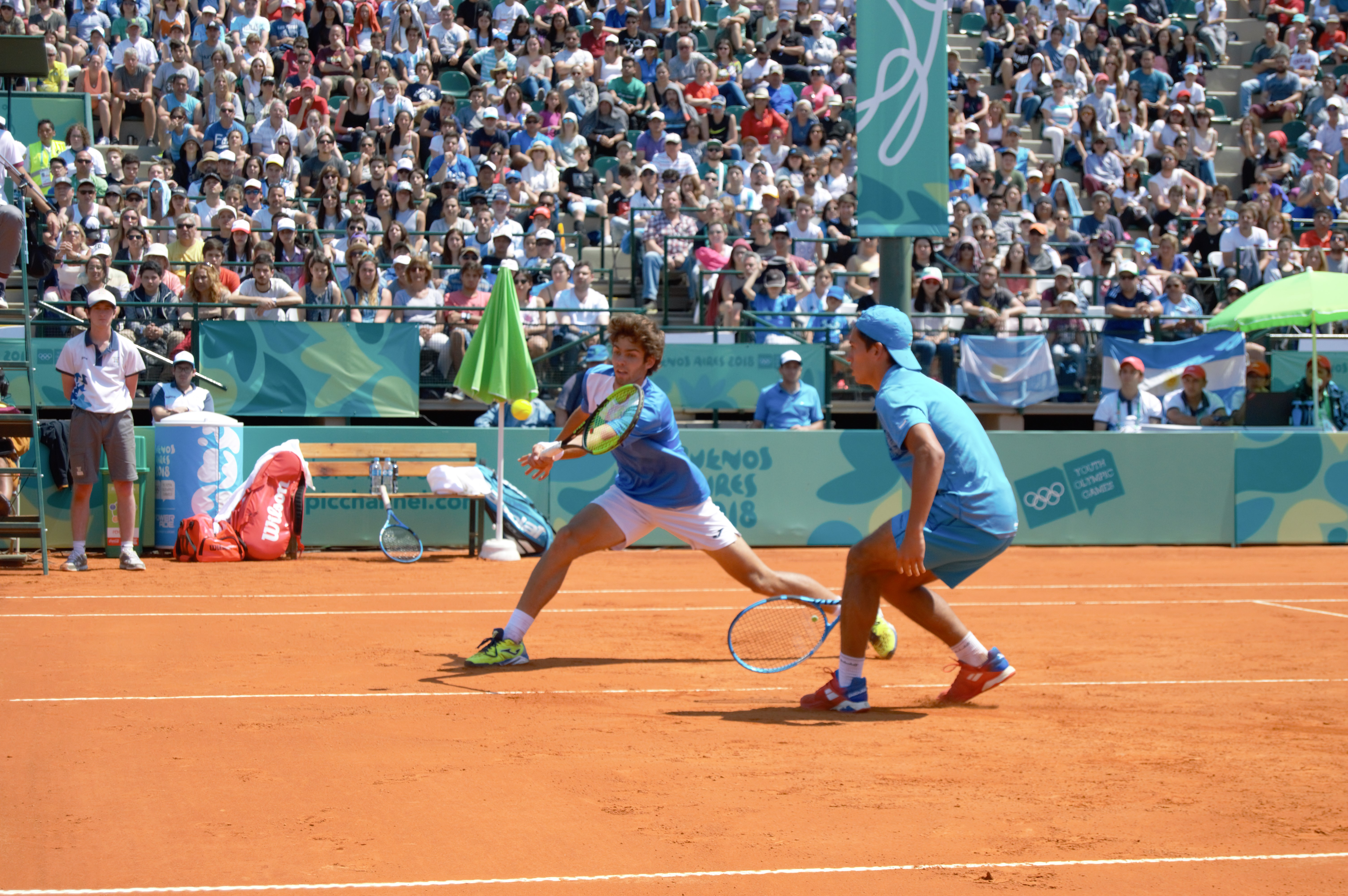
Doppelspieler am Netz

Das Doppel verlangt etwas andere Stärken als das Einzel. Wichtig ist der Aufschlag und der Return sowie das Volleyspiel, gefolgt vom Lob und Smash. Die beiden Spieler eines Teams müssen versuchen, das gesamte Spielfeld abzudecken, ggf. muss schnell von einer Seite auf die andere gewechselt und das Spielfeld nach vorne und hinten abgedeckt werden. Ein auf einander eingespieltes Team ist hier von Vorteil. Vor dem Aufschlag sprechen sich die beiden Teammitglieder ab, wohin der Aufschlag platziert werden soll. Um ein Lippenlesen zu verhindern, bedecken sie dabei meist den Mund. Eine andere Variante der Kommunikation ist die Zeichensprache. Dabei signalisiert der am Netz stehende Spieler seinem aufschlagenden Partner hinter dem Rücken mittels abgesprochenen Fingerzeichen, wohin er aufschlagen soll oder wohin der Netzspieler sich nach dem Aufschlag bewegen wird. Die ATP unternimmt Versuche, das Doppel attraktiver zu machen. Hierfür werden testweise geänderte Regeln ausprobiert. Die Pausen zwischen den Ballwechseln sollen auf 15 Sekunden verkürzt werden, ebenso die Pausen beim Seitenwechsel auf 60 Sekunden. Die Spieler sollen mit Mikrophonen ausgestattet werden, damit das Publikum Konversationen zwischen den Spielern mitverfolgen kann. Ebenso ist das Publikum gehalten, die Spieler auch während eines Ballwechsels anzufeuern.

### Mixed
Das Mixed wird teilweise in einer neuen Variante gespielt. Geändert wurde die Dauer der Matches, ein Satz wird lediglich bis vier gespielt – bei einem 4:4 kommt es zum Tie-Break, bei Satzgleichstand zum Match-Tie-Break. Es gilt die No-Ad-Regel, die besagt, dass bei Einstand (40:40) ein Entscheidungsball gespielt wird, dabei serviert immer Mann auf Mann und Frau auf Frau. Ausnahme ist das Finale, wo auf zwei herkömmliche Gewinnsätze gespielt wird, jedoch gegebenenfalls ein Match-Tiebreak als Entscheidungssatz bei Satzgleichstand.

## Turniere
Das professionelle Tennis wird von internationalen Turnieren bestimmt, die das ganze Jahr über stattfinden und zumeist im K.-o.-System ausgespielt werden. Die Dachorganisation für diese Turniere ist bei den Damen die Women’s Tennis Association (WTA) und bei den Herren die Association of Tennis Professionals (ATP). Über ATP und WTA steht noch die International Tennis Federation (ITF), die die Spielregeln bestimmt. Bei den Turnieren werden jeweils Punkte für die Tennisweltrangliste vergeben. Die Zahl hinter der jeweiligen Turnierbezeichnung bedeutet die Punktezahl des Siegers für die Weltrangliste. Dadurch wird die Wertigkeit und die Gewichtung des jeweiligen Turniers ausgedrückt. Die Weltranglistenposition der Spieler wiederum entscheidet über die Teilnahmeberechtigung bzw. Setzposition bei den einzelnen Turnieren.

### ATP Tour
Auf der ATP Tour zählen gewonnene Punkte im Ranking maximal 52 Wochen, bis sie aus der Gesamtpunktzahl des Spielers entfallen. Es zählen maximal 19 Turniere für das Ranking:
- 4 Grand-Slam-Turniere
- 9 Masters-Turniere
- 6 C-, D-, E-, F-Turniere

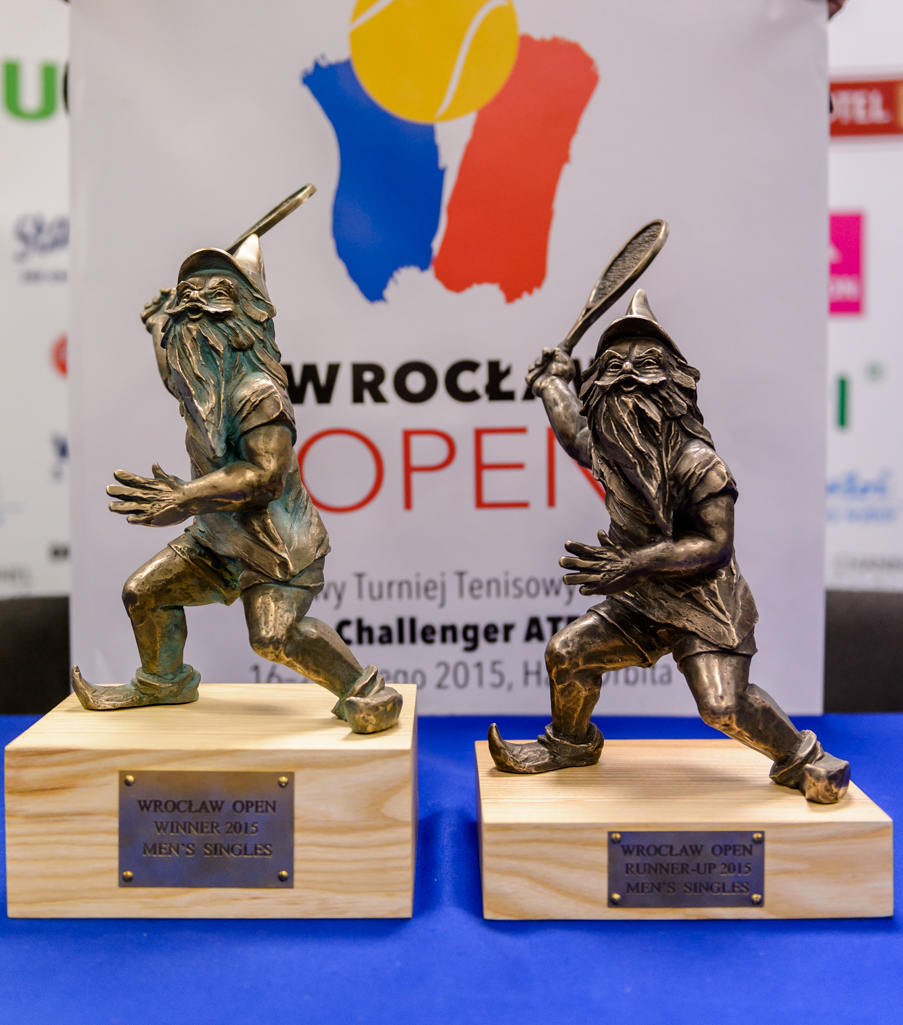
Breslauer Zwerge als Siegertrophäen der Wrocław Open 2015 (ATP Challenger Tour)

Ist die Weltranglistenposition zu niedrig, um an Grand Slams oder Masters-Turnieren teilzunehmen, kann ein anderes Turnier in die Wertung des Spielers eingebracht werden. Sollte der Spieler als Qualifikant, Lucky Loser oder per Wildcard im Hauptfeld in einem dieser Pflichtturniere stehen, wird das Ergebnis gewertet. Spieler, die zu Beginn einer Saison mehr als 600 Spiele in ihrer Karriere gespielt haben, mindestens 12 Saisons absolvierten oder mindestens 31 Jahre alt sind, dürfen auf die Teilnahme an drei B-Turnieren (Masters 1000) verzichten und können dafür ein anderes Turnier in die Wertung mit einbeziehen. Männliche Spieler unter vierzehn Jahren sind nicht zur Teilnahme an Turnieren der ATP Tour oder der ATP Challenger Tour berechtigt. Ab dem Alter von vierzehn Jahren dürfen sie an maximal acht Turnieren, ab dem Alter von fünfzehn Jahren an maximal zwölf Turnieren der ATP Tour oder der ATP Challenger Tour teilnehmen.
Die Turniere sind danach benannt, wie viele Weltranglistenpunkte der jeweilige Sieger erhält. Sie lassen sich nach ihrer Wertigkeit in drei Kategorien unterteilen:
- 9 Turniere der ATP Tour Masters 1000
- 16 Turniere der ATP Tour 500
- 30 Turniere der ATP Tour 250

Es folgen die ATP Challenger Tour und dann die ITF Future Tour. Die Challenger Tour dient vornehmlich Spielern außerhalb der Top 100 der Weltrangliste genügend Ranglistenpunkte für die Teilnahme an höherwertigen Turnieren der ATP Tour zu sammeln. Sie ist damit das Bindeglied zwischen der Future Tour und der ATP Tour. Es gibt mehr als 150 Challenger-Turniere pro Jahr in weltweit über 30 Ländern.

### WTA Tour
In der WTA Tour zählen gewonnene Punkte im Ranking ebenfalls maximal 52 Wochen, bis sie aus der Gesamtpunktzahl der Spielerin entfallen. Die Anzahl gewerteter Turniere setzt sich aus maximal 17 Turnieren zusammen:
- 4 Grand-Slam-Turniere
- 4 WTA-1000-Turniere (für Top-20-Spielerinnen: 2 WTA-1000-Turniere mit 900 Punkten)
- 6 bzw. 8 Turniere der Kategorie WTA 1000, WTA 500, WTA 250, WTA 125 etc.

Ist die Weltranglistenposition zu niedrig, um an Grand Slams oder WTA-1000-Turnieren teilzunehmen, kann ein anderes Turnier in die Wertung des Spielers eingebracht werden. Um in der Weltrangliste der Damen zu erscheinen, müssen in mindestens 3 Turnieren Weltranglistenpunkte erreicht worden sein oder 10 Punkte gewonnen werden. Spielerinnen unter vierzehn Jahren sind nicht zur Teilnahme an Profiturnieren der WTA berechtigt. Ab vierzehn Jahren dürfen sie an maximal acht Turnieren, zwischen vierzehn und fünfzehn Jahren an maximal zehn Turnieren, zwischen fünfzehn und sechzehn Jahren an maximal zwölf Turnieren, zwischen sechzehn und siebzehn Jahren an maximal 16 Turnieren teilnehmen.
Laut einer besonderen Regel der WTA darf bei einem Event der Kategorie 250 nur eine Spielerin der Top Ten teilnehmen. So will die WTA besonders bei kleineren Turnieren einen ausgewogenen Wettbewerb gewährleisten. (Die WTA lässt bei dieser Regel nur eine Ausnahme zu: Wenn die Titelverteidigerin als Top-Ten-Spielerin zurückkehrt, ist ein zweiter Startplatz möglich).
In der WTA Tour werden die Turnierserien wie folgt unterteilt:
- 10 Turniere der WTA 1000
- 17 Turniere der WTA 500
- 23 Turniere der WTA 250

Es folgt als Pendant zur ATP Challenger Tour die WTA 125. Sie dient vor allem Spielerinnen außerhalb der Top 100 der Weltrangliste dazu, Ranglistenpunkte zu sammeln, um an den höher dotierten WTA-Turnieren teilnehmen zu können.

### Grand-Slam-Turniere
Die prestigeträchtigsten Turniere im Tennis sind die vier Grand-Slam-Turniere, die vom Tennisweltverband ITF ausgetragen werden.
- US Open
- Wimbledon
- French Open
- Australian Open

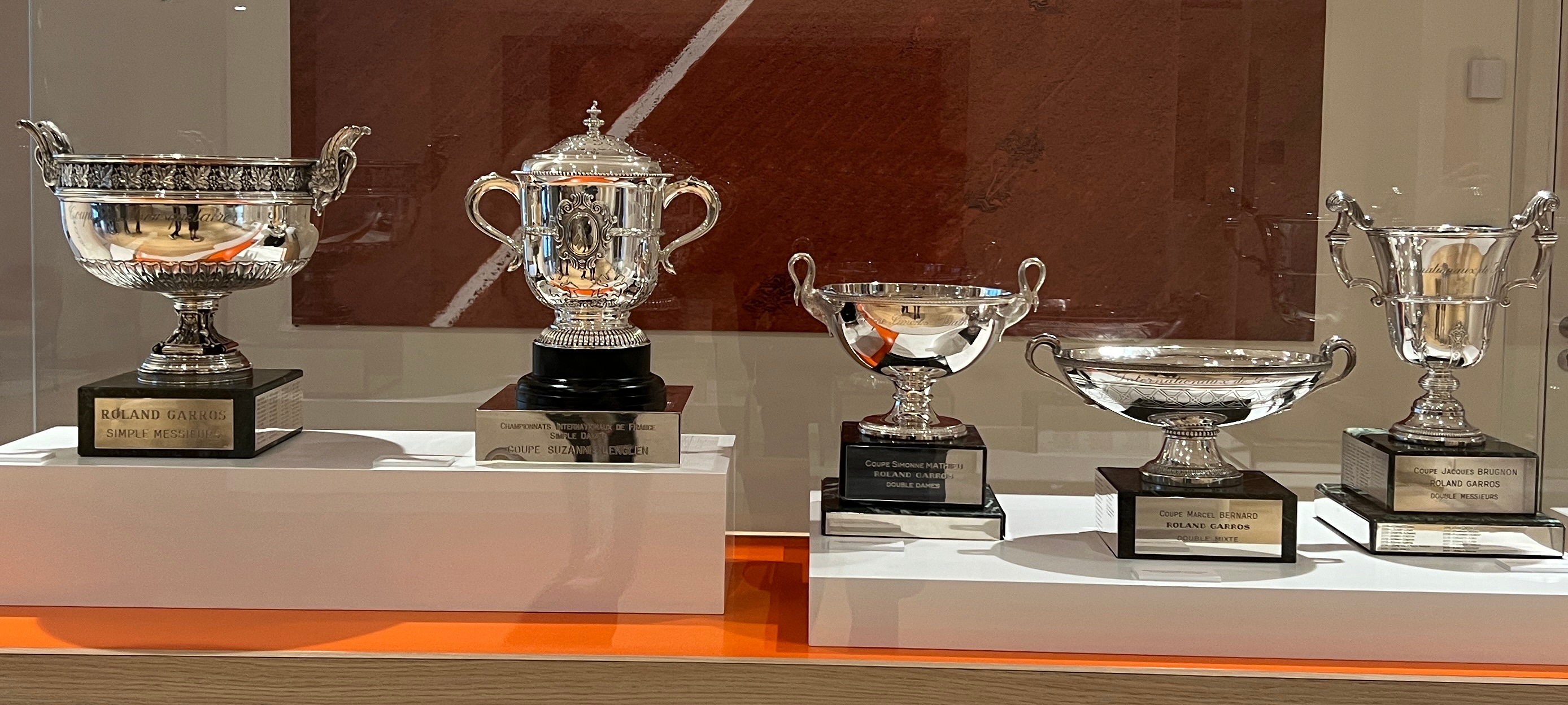
Siegerpokale der French Open

Im Jahr 2024 wurden bei den Grand Slams Preisgelder in Höhe von 254 Millionen US-Dollar ausgezahlt. Die Popularität des Grand-Slam-Tennis erreichte 2024 neue Höhen mit einer Gesamtzuschauerzahl von fast 2 Milliarden Menschen in mehr als 200 Ländern. Mehr als 3.360.000 Fans besuchten die Turniere, an denen 800 Profispieler teilnahmen.

### ATP Finals – WTA Finals
Die ATP Finals (aktuell: ATP Finals 2024) und die WTA Finals (aktuell: WTA Finals 2024) gelten nach den vier Grand-Slam-Turnieren als die wichtigsten Tennisturniere und sind die Saisonabschlussturniere. Das Teilnehmerfeld besteht üblicherweise aus den jeweiligen Top 8 der jeweiligen Weltrangliste. Dabei zählen nur die Weltranglistenpunkte des laufenden Kalenderjahres, die im sogenannten ATP Race beziehungsweise von der WTA als Race to the Championships ermittelt werden. 2024 bekam Jannik Sinner als Turniersieger der ATP Finals ohne Niederlage 1500 Punkte und 4.881.100 US-Dollar im Einzel beziehungsweise das Siegerteam im Doppel, Kevin Krawietz mit Tim Pütz, zusammen 862.700 US-Dollar und jeweils 1000 Punkte.

### Junior Accelerator Programme
Die 2023 von der ITF eingeführte Initiative des Junior Accelerator Programme (englisch Beschleunigungsprogramm für Junioren und Juniorinnen) soll den Fortschritt der weltbesten Jungen und Mädchen fördern.
- Jeder Spieler, der am Jahresende in den Top 20 der ITF World Tennis-Tour Junioren Rangliste[47] rangiert, erhält in der folgenden Saison bis zu acht sogenannte Accelerator-Plätze bei den Turnieren der ATP Challenger Tour 50 und 75. Diese werden zwischen Hauptfeld (Jungen, die in den Top 10 gelandet sind) und Qualifikation (Jungen, die auf den Plätzen 11 bis 20 der Rangliste gelandet sind) aufgeteilt, wobei Spieler auch für zwei Accelerator-Plätze bei M15- oder M25-Events der ITF World Tennis Tour in Frage kommen. Spieler, die am Jahresende in der Jungen-Rangliste der ITF auf den Plätzen 21 bis 30 rangieren, haben im folgenden Kalenderjahr Anspruch auf acht Plätze bei M15- oder M25-Events.
- Für jede Spielerin, die in den Top 20 der Mädchenrangliste der ITF rangiert, gibt es fünf Möglichkeiten, an den Hauptfeldern der Damenevents der ITF World Tennis Tour teilzunehmen – von W15 bis W100, je nach Ranglistenplatz. Mädchen, die in den Top 20 landen, sind im nächsten Kalenderjahr berechtigt, ihren Accelerator-Platz zu nutzen, um direkt am Hauptfeld eines entsprechenden Turniers teilzunehmen, für das sie aufgrund der WTA-, ITF- oder nationalen Rangliste ansonsten nicht startberechtigt wären.

### ITF Junior Masters
Das ITF Junior Masters ist das Saisonabschlussturnier der jeweils acht bestplatzierten Junioren und Juniorinnen der Kategorie der unter 18-jährigen im Tennis. Es ist nach den vier Junioren-Grand-Slam-Turnieren das bedeutendste auf der ITF Junior Tour.

### Next Generation ATP Finals
Die Next Generation ATP Finals sind ein seit 2017 jährlich ausgetragenes Tennisturnier für die besten unter 21-jährigen Tennisspieler der Saison. Ab 2024 wurde die Altersgrenze auf unter 20-jährige Tennisspieler abgesenkt und eine Vielzahl an besonderen Regeln für das Turnier eingeführt.

### Mannschaftswettbewerbe
- Davis Cup (Herren)
- Junior Davis Cup
- Billie Jean King Cup (Damen)
- Junior Billie Jean King Cup
- Hopman Cup (Mixed)
- Laver Cup (Europa gegen Welt)
- United Cup (Nationenwettbewerb)
- World Team Cup (2012 eingestellt)
- Wightman Cup (1989 eingestellt)

### Olympische Sommerspiele

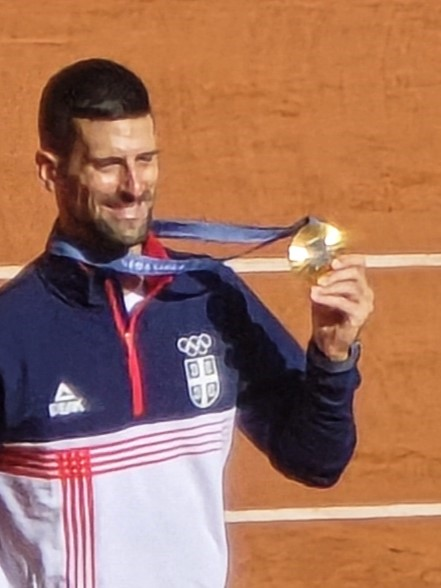
Goldmedaille für Novak Đoković, Olympische Spiele 2024, Paris

- Tennis bei den Olympischen Spielen (zuletzt: 2024)

Die olympischen Spiele wollen Teilnehmer der ganzen Welt teilnehmen lassen. Deshalb gelten dort modifizierte Qualifikationskriterien. So waren 2024 nur Spieler teilnahmeberechtigt, die seit den letzten Olympischen Spielen an zwei Billie Jean King Cups (Frauen) oder Davis Cups (Männer) teilgenommen hatten. Jedes Nationale Olympische Komitee (NOK) durfte bis zu sechs männliche und sechs weibliche Athleten melden. Im Einzel durften maximal vier Athleten pro Land und Geschlecht einen Quotenplatz beanspruchen, in den Doppeln maximal zwei Paare pro Land und Geschlecht. Bei den Einzelwettbewerben qualifizierten sich die 56 besten Spieler beziehungsweise Spielerinnen der Weltranglisten. Maximal durften vier Athleten pro Nation sich auf diesem Wege qualifizieren. Für die Herren- und Damendoppel konnten sich jeweils 32 Paare qualifizieren. Für die Teilnehmer gibt es keine Weltranglistenpunkte, aber olympische Medaillen haben einen hohen Prestigewert für die Spieler. Teilweise erhalten die Medaillengewinner unterschiedliche Geldprämien von ihren Heimatregierungen oder nationalen Sportverbänden. So erhielt 2024 der Serbe Novak Đoković 201.000 € für seine Goldmedaille, die er aber einem humanitären Zweck zugeführt hat.
- siehe auch: Qualifikation zu den olympischen Spielen

### Special Olympics

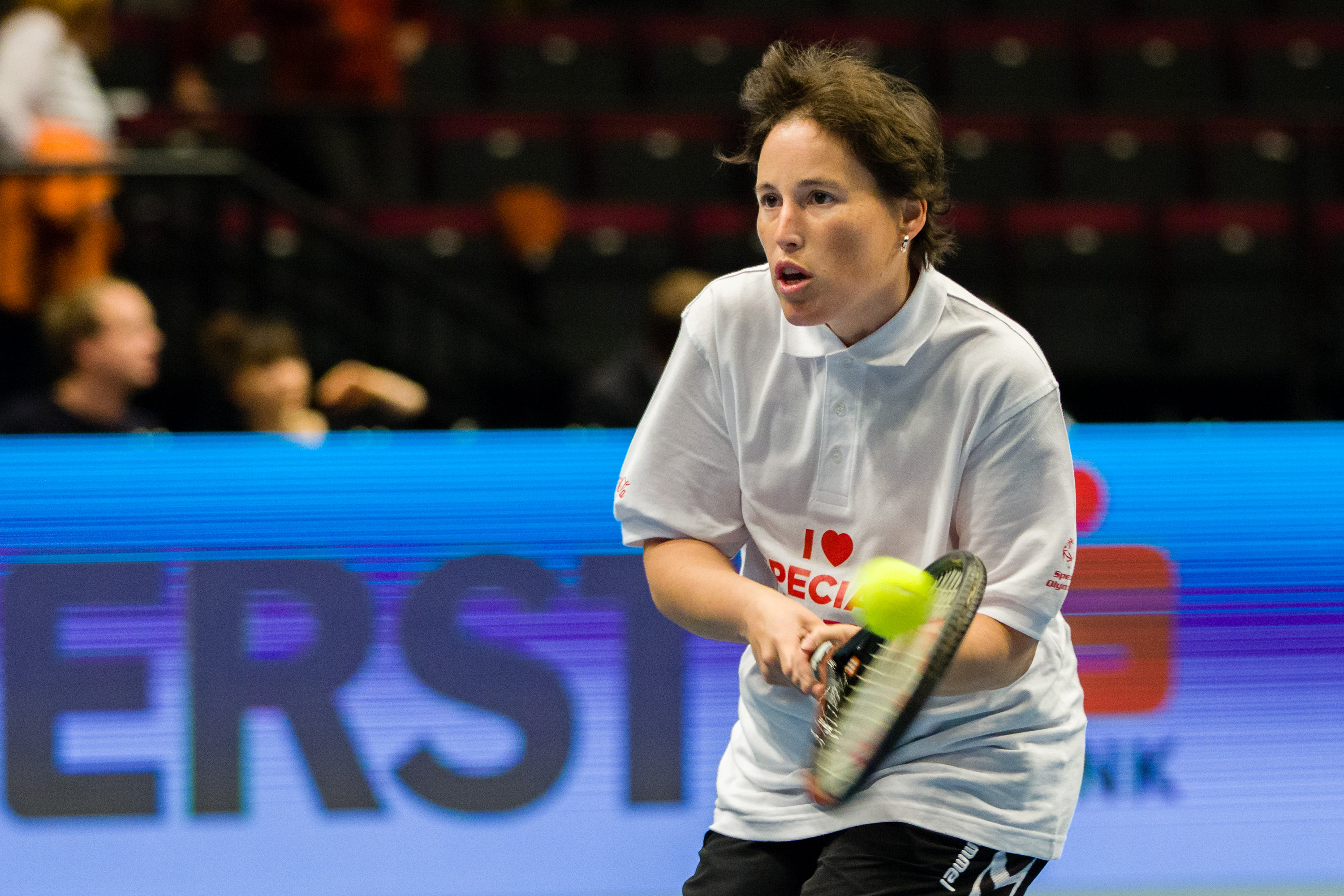
Special-Olympics-Athletin bei den Erste Bank Open 2016

Tennis bei den Special Olympics ist eine Sportart, die auf den Regeln von Tennis beruht und in Wettbewerben und Trainingseinheiten der Organisation Special Olympics weltweit für geistig und mehrfach behinderte Menschen angeboten wird. Die Sportart ist seit 1987 bei Special Olympics World Games vertreten. Das Regelwerk der International Tennis Federation wurde für Special Olympics leicht verändert, um die Länge der Spiele durch kürzere Sets verändern zu können. Außerdem besteht die Möglichkeit, auf kleineren Feldern und mit kompressionsarmen Bällen zu spielen. Vor den eigentlichen Wettbewerben finden Klassifizierungsrunden statt, damit die Athleten in möglichst leistungshomogene Gruppen eingeteilt werden können.

### Showturniere
So wie es im Fußball Freundschaftsspiele gibt, so gibt es im Tennis Showturniere (englisch Exhibition Tournaments). Jedes Jahr finden sie weltweit außerhalb der ATP- und WTA-Tour statt. Sie sind eine willkommene zusätzliche Einnahmequelle für Tennisprofis. Zuletzt hat Saudi-Arabien ein neues Showturnier ins Leben gerufen, mit der Bezeichnung „Six Kings Slam“, zu dem sechs führende Tennisspieler eingeladen werden. Das Turnier ist kein Teil der ATP-Tour, es gibt demnach auch keine Weltranglistenpunkte. Dafür schlägt das Preisgeld alle Rekorde: Allein die Antrittsprämie für jeden einzelnen Teilnehmer beträgt 1,5 Millionen US-Dollar. Der Sieger erhält eine Siegprämie in Höhe von sechs Millionen US-Dollar. Erstmals wurde es vom 16. bis 19. Oktober 2024 in Riad ausgetragen. Sieger wurde Jannik Sinner. Kritiker werfen dem Land vor, mithilfe von „Sportswashing“ Verfehlungen wie Menschenrechtsverletzungen übertünchen zu wollen.

## Turnierbetrieb

### Hawk-Eye
Bei großen Turnieren wird, um Benachteiligungen der Spieler durch Fehlentscheidungen der Schieds- oder Linienrichter zu reduzieren, ein Electronic Line Calling (ELC) verwendet, ein computergestütztes System zur Ballverfolgung. Durchgesetzt hat sich das Hawk-Eye-System. Dabei erhält jeder Spieler pro Satz eine feste Anzahl von sog. Challenges (von engl. to challenge sth. ‚etwas infrage stellen‘), die es ihm ermöglichen, eine Entscheidung durch das Hawk-Eye-System überprüfen zu lassen. Stellt sich dabei heraus, dass der Spieler recht hatte, so vergibt der Schiedsrichter je nach Eindeutigkeit der Spielsituation entweder direkt einen Punkt oder lässt den Ball wiederholen; die Anzahl der Challenges des Spielers bleibt in diesem Fall gleich. Wenn der Spieler in seiner Einschätzung falsch liegt, wird ihm eine Challenge abgezogen.
Je nach Turnier erhält ein Spieler pro Satz zwei bis drei Challenges; falls der Satz durch ein Tie-Break entschieden werden muss, erhält jeder Spieler eine Challenge zusätzlich. In Sätzen, in denen kein Tie-Break gespielt wird (sog. Advantage- bzw. Vorteilssätze), erhält jeder Spieler nach jeweils zwölf gespielten Spielen, somit beim Stand von 6:6, 12:12 usw., wieder die ursprüngliche Zahl von Challenges. Eine Weiterentwicklung ist das Hawk-Eye-live, das seit 2023 verwendet wird. Die Hochgeschwindigkeitskameras nehmen dabei 340 Bilder pro Sekunde auf. Inzwischen wurde die Anzahl der Kameras auf 12 erhöht. Hinzukommen sechs Kameras zur Erkennung von Fußfehlern. Laut Hawk-Eye kostet die Ausrüstung für einen Platz fast 100.000 US-Dollar. Bei den US Open summieren sich die Kosten bei 17 Tennisplätzen auf 1,7 Millionen US-Dollar. Vor Beginn eines Turniers wird das System drei Tage lang justiert und getestet. Hierzu werden etwa 250 Tennisbälle systematisch auf dem Tennisplatz verteilt.
Die Association of Tennis Professionals (ATP) hat entschieden, das Hawk-Eye-live ab 2025 auf allen Touren verbindlich einzusetzen. Das Overrule, die Berechtigung des Stuhlschiedsrichters, eine Entscheidung zu überstimmen, ob ein Ball „aus“ ist oder nicht, entfällt bei Verwendung des Hawk-Eye. Die Entscheidung auf Grund der Hawk-Eye-Feststellung ist endgültig.

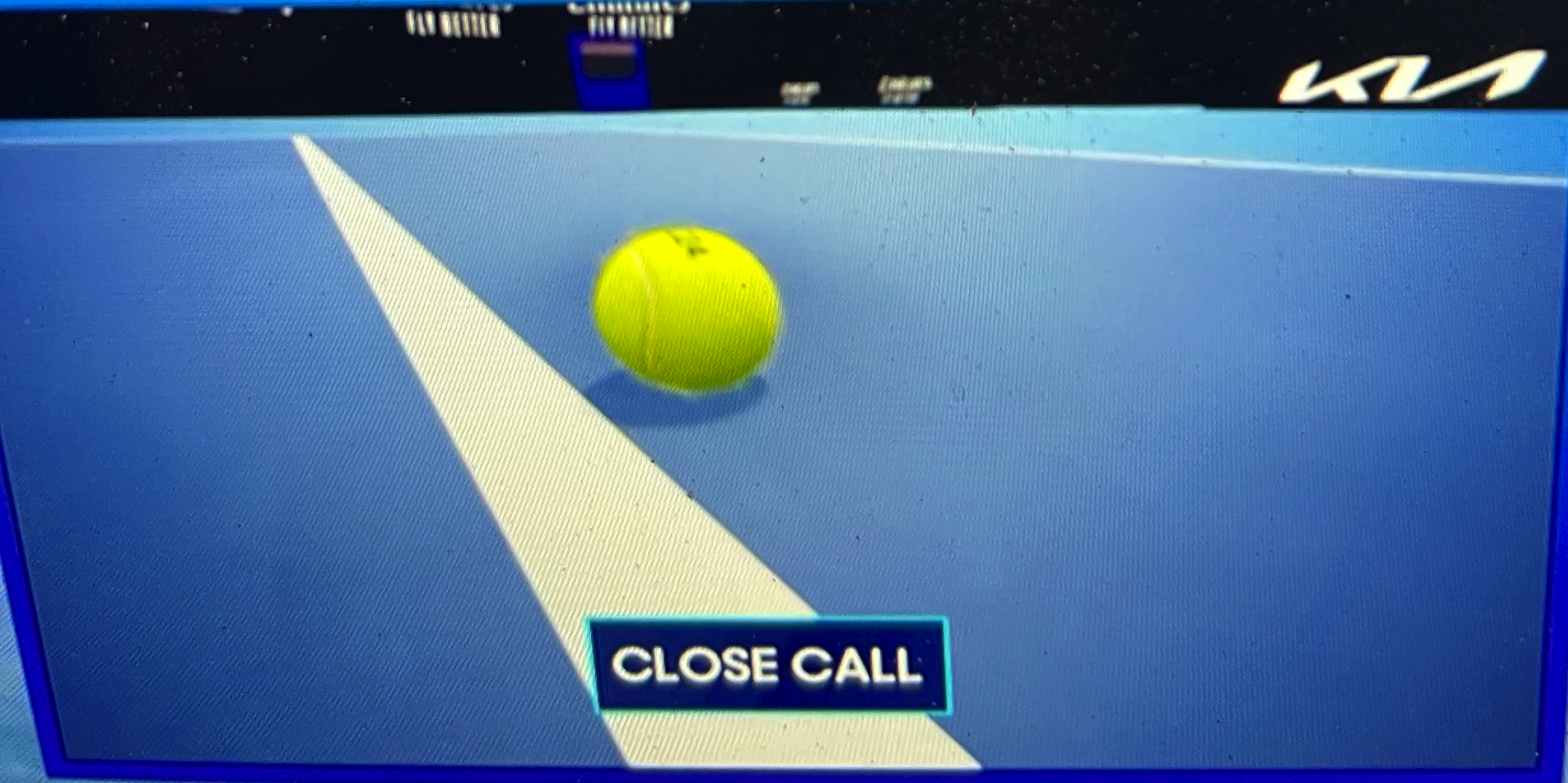
Hawk-Eye: Einblendung einer knappen Entscheidung
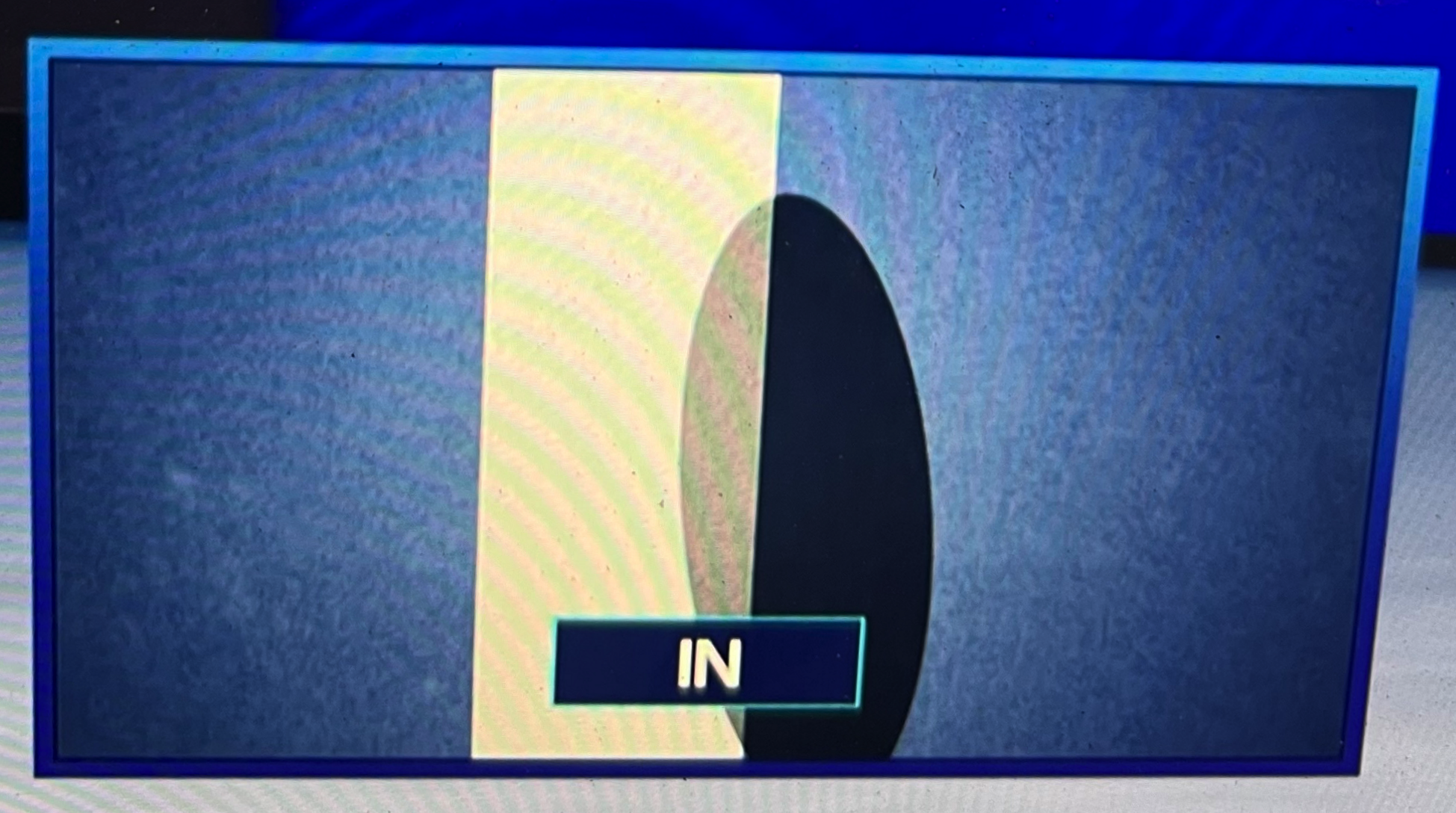
Hawk-Eye: Einblendung einer knappen Entscheidung; hier: Ball wird gut gegeben
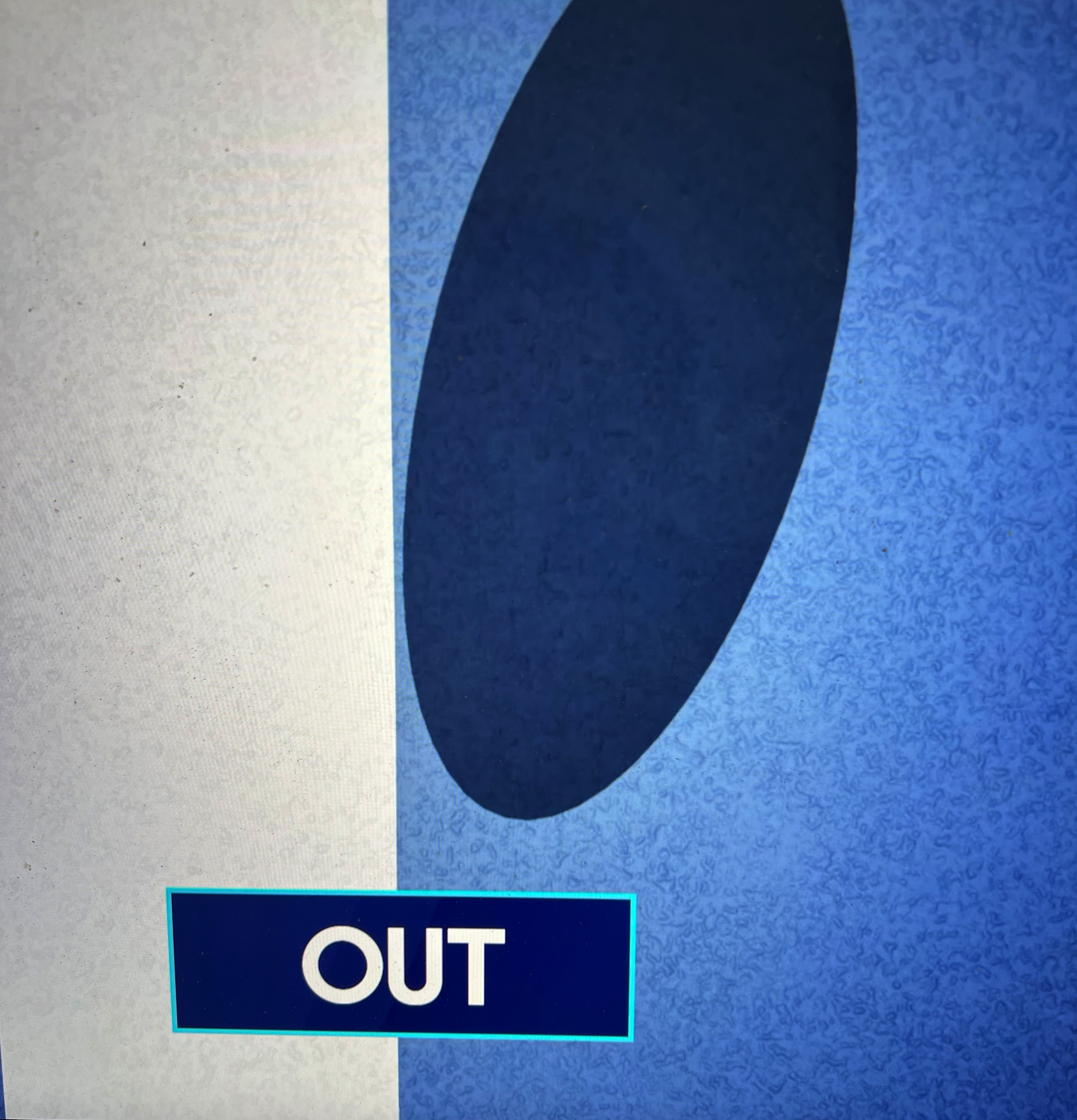
Hawk-Eye: Einblendung einer knappen Entscheidung; hier: Ball wird aus gegeben

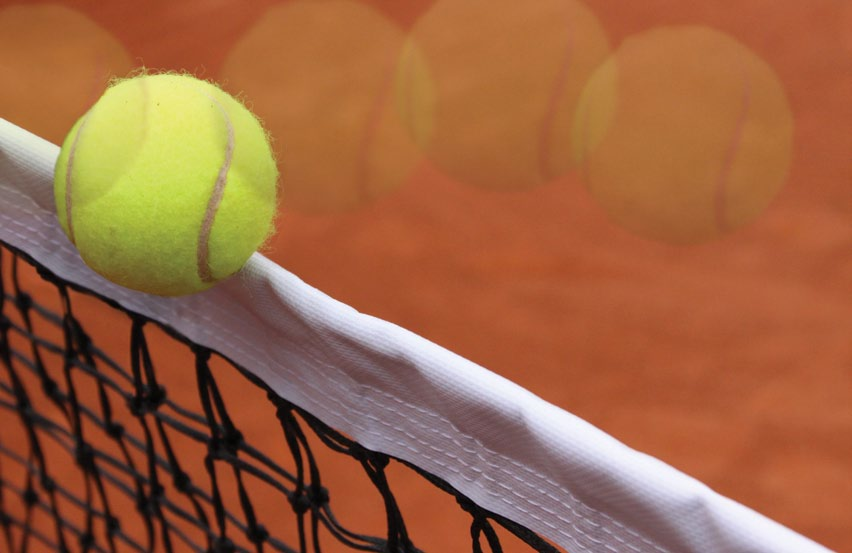
Netzberührung eines Balls

Zur Veranschaulichung wird die Flugbahn des Balls und dessen Auftreffpunkt bei einem „close call“ (sinngemäß: „knappe Entscheidung“) nicht live projiziert, sondern in einer 3D-Animation dargestellt, die aus den gemessenen Daten durch eine spezielle Software generiert wird.

### Weitere Messgeräte
Neben dem Hawk-Eye wird auch ein Sensor verwendet, der eine Netzberührung beim Aufschlag durch einen Piepton anzeigt, was zu einer Wiederholung des Aufschlags führt. Zudem können Videoaufzeichnungen erfolgen, um etwa eine unzulässige Netzberührung des Spielers, einen Körperkontakt des Tennisballs oder ein zweimaliges Auftreffen des Balls am Boden zu dokumentieren. Der Netzsensor, die Aufschlag- und Fußfehlergeräte werden während des Aufschlagvorgangs eines Spielers zu Beginn jedes Punktes gleichzeitig eingeschaltet und dann automatisch ausgeschaltet. Die Aufschlaggeschwindigkeit wird mit dem Doppler-Radar gemessen. Dabei wird ein Radar-Signal geschickt und eines kommt wieder retour. Dazu stehen bei großen Turnieren an der Grundlinie Radarmessgeräte. Sie messen die Geschwindigkeit genau zu dem Zeitpunkt, wenn der Ball den Schläger verlässt. Der Ball befindet sich nur sechs ms auf dem Schläger. Bei einem harten Schlag wirkt dabei eine Kraft von 550 N auf ihn, was dem Gewicht von etwa 56 kg entspricht. Der Luftwiderstand bremst den Ball, am meisten aber der Aufprall auf dem Boden. Trifft ein Ball mit etwa 100 km/h schräg auf Rasen, springt er nur mit rund 70 km/h wieder ab. Auf Sand wird er auf unter 60 km/h gebremst. Gegenwind verstärkt den Luftwiderstand.

### Künstliche Intelligenz

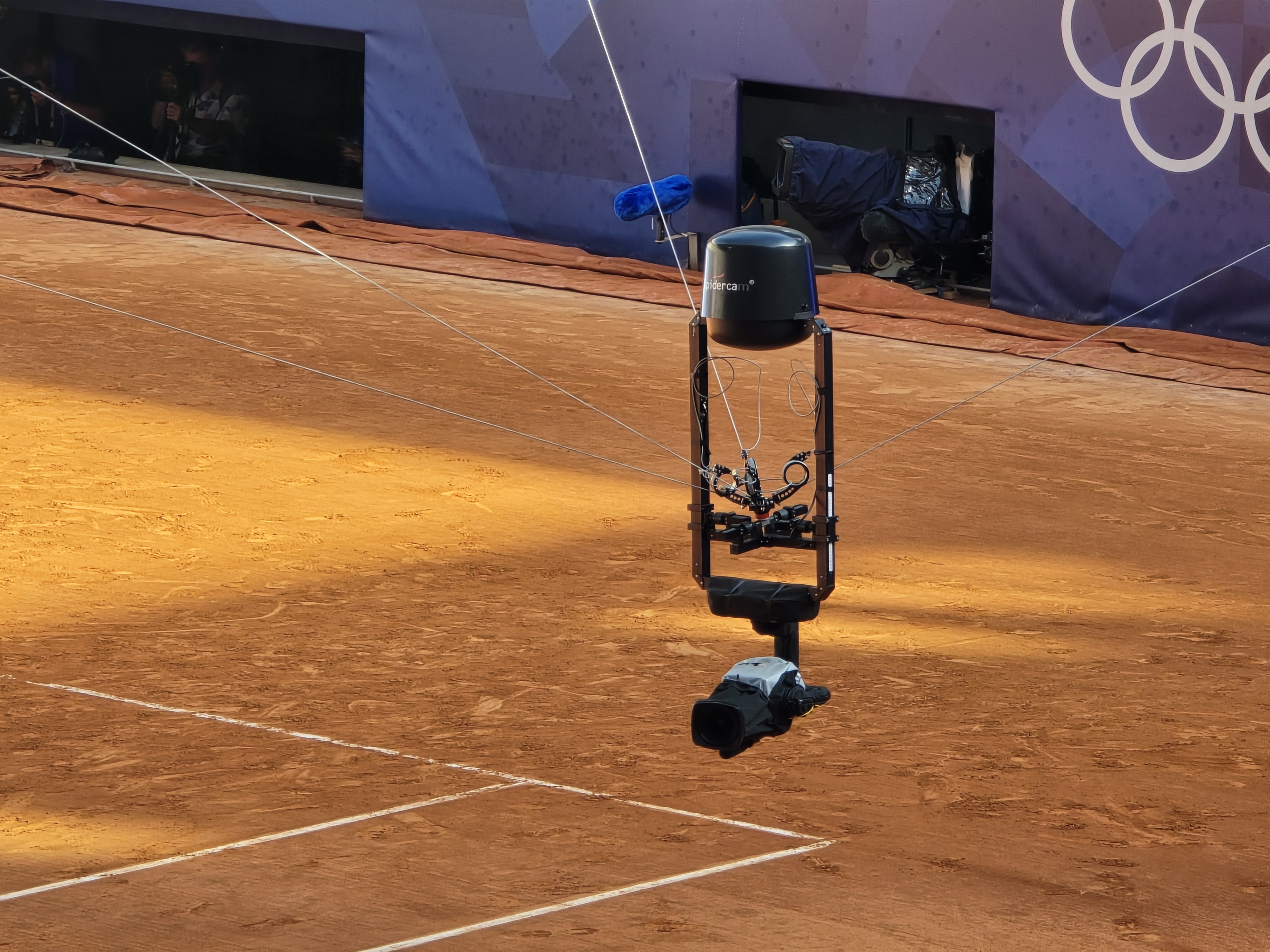
Spielfeldkamera (Seilkamera)

Die Integration von Künstlicher Intelligenz (KI) in den Tennissport stellt einen Paradigmenwechsel in der Herangehensweise und Wertschätzung des Sports dar. Durch die Kombination modernster Technologie mit traditioneller Spielweise hat KI die Leistung der Spieler und das Erlebnis für die Fans optimiert. Die vielfältigen Einsatzmöglichkeiten von KI gehen von der Verbesserung von Trainingsplänen und der Vorbeugung von Verletzungen bis hin zur Konstruktion von Tennisschlägern, Bereicherung des Zuschauererlebnisses, Unterstützung der Kommentatoren und der Verbesserung der Talentsuche. So bieten KI-gestützte Anwendungen und Plattformen auch psychologisches Training und helfen Spielern, ihre mentale Stärke zu verbessern. Predictive Analytics im Tennis geht über einfache Gewinn-Verlust-Wahrscheinlichkeiten hinaus. So wurde IBMs „Watson“ in Wimbledon eingesetzt, um Spieldaten zu analysieren und Vorhersagen über Spielergebnisse zu liefern. Dieses System verwendet historische Daten und aktuelle Turnierdaten, um entsprechende Prognosen zu erstellen.

### Matchanalyse
Im Tennis hat sich die Leistungsanalyse vor allem als Notationsanalyse entwickelt. Die Analysetechniken haben sich insbesondere seit dem Jahr 2000 deutlich weiterentwickelt, insbesondere in der Matchanalyse. In einem Review wurde die Datenerfassung und -analyse untersucht, inwieweit die Analysen für den Ausgang von Matches hilfreich sein können, denn zunehmend werden diese Analysen von führenden Tennisspielern verwendet, um einerseits ihre Leistung zu verbessern und andererseits Strategien für anstehende Matches zu entwickeln. Die Bedeutung der Tennisdatenanalyse liegt in ihrer Fähigkeit, Muster und Trends aufzudecken, die mit bloßem Auge nicht erkennbar sind. Durch eine umfassende Analyse wichtiger Kennzahlen können Trainer ein tieferes Verständnis für das Spiel ihrer Spieler gewinnen und sie dazu bringen, während eines Spiels fundiertere Entscheidungen zu treffen. Dieser datengesteuerte Ansatz ermöglicht gezieltes Training, strategische Anpassungen und eine präzise Spielplanung, die darauf zugeschnitten ist, die Schwächen des Gegners auszunutzen. Die Analysegeräte (Player Analysis Technology (PAT)) müssen von der ITF zugelassen sein und werden in einer Liste veröffentlicht.

### International Tennis Integrity Agency
Die International Tennis Integrity Agency (ITIA) ist die Organisation, die für die Wahrung der Integrität des professionellen Tennis weltweit verantwortlich ist. Es handelt sich um eine Nachfolgeorganisation der Tennis Integrity Unit (2008–2020). Neben Präventions-, Aufklärungs- und Drogentestaktivitäten sammelt sie Informationen und untersucht Wettbewerbsmanipulationen, insbesondere Spielmanipulationen im Tennis. Sie hat die Möglichkeit, Bußgelder und Sanktionen zu verhängen und Spielern, Schiedsrichtern und anderen Tennisfunktionären die Teilnahme an Turnieren zu verbieten. Die ITIA ist eine gemeinsame Initiative der ITF, der ATP, der WTA und der vier Grand-Slam-Turniere.

### Balljungen und Ballmädchen

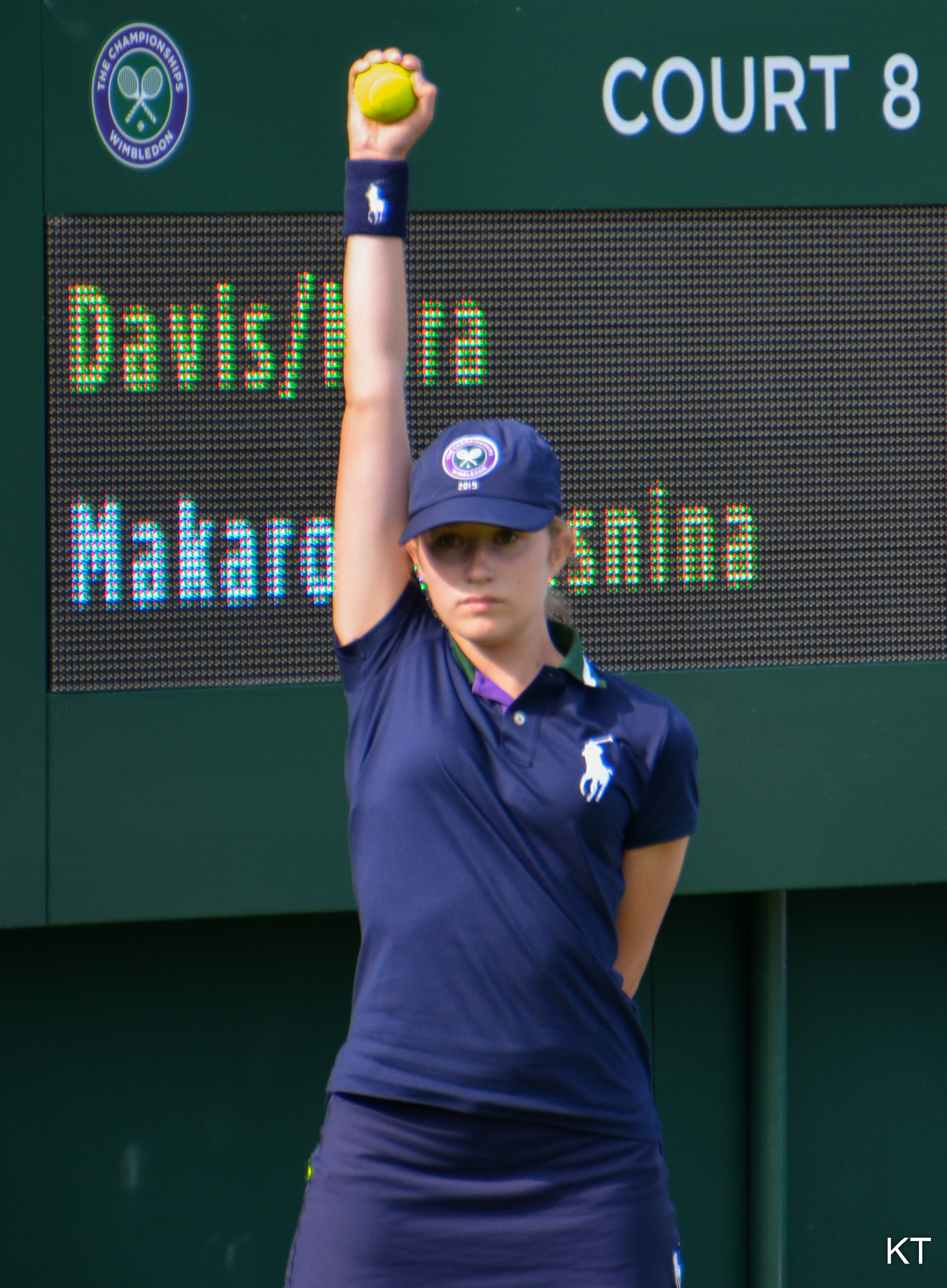
Ballmädchen

Im Profitennis kommen Teams, die in der Regel aus sechs Balljungen und -mädchen bestehen, zum Einsatz, um einen zügigen Spielverlauf zu ermöglichen. Diese sind in den Courtecken und am Netz positioniert. Teilweise unterstützen sie auch die Spieler während der Seitenwechsel, um ihnen Handtücher oder Getränke zu reichen, Tennisschläger zum Besaiten zu bringen oder ihnen mit einem Sonnenschirm Schatten zu spenden. Üblicherweise werden Jugendliche ab 14 Jahre eingesetzt, die nach bestimmten Einsatzzeiten rotieren. Die US Open lassen auch Ältere zu. Die US Open sind auch das einzige Grand Slam Turnier, das die Balljungen und -Mädchen mit 17 $ pro Stunde entlohnt. Bis 2018 bestanden die US Open auf einer Tradition, wonach die Bälle zwischen den Balljungen und -mädchen über den Platz geworfen wurden. Erst seit 2018 haben sie sich den anderen Grand-Slam-Turnieren angeschlossen, wonach die Bälle nur noch gerollt werden. Ihre Einsätze unterliegen festen Regeln. Bei großen Turnieren werden sie nach einem Auswahlverfahren mehrere Wochen auf ihre Einsätze vorbereitet. In Wimbledon kamen erstmals Balljungen in den 1920er Jahren zum Einsatz. Seit 1977 werden dort auch Mädchen in dieser Funktion eingesetzt.

### Security
Bei großen Turnieren, insbesondere den vier Grand-Slam-Turnieren, sind Sicherheitsbeamte im Einsatz, um die Spieler und den Turnierverlauf zu schützen. Beispielsweise findet jeden Morgen bei den Australian Open ein Ritual in einem hell erleuchteten Korridor am Rande der Rod Laver Arena statt. Etwa 20 Sicherheitsleute bilden ein Spalier. Kurz vor 11 Uhr folgen dutzende Spieler ihren Begleitern in den 63 Hektar großen Melbourne Park. Die Begleitpersonen achten auf potentielle Bedrohungen. Teilweise können Spieler mittels unterirdischen Gängen die Courts erreichen.
Im Jahr 1993 stach ein Mann mit einem Messer auf Monica Seles aus Jugoslawien ein, als sie bei einem Turnier in Hamburg auf der Spielerbank saß. Seles war damals die Nummer eins der Welt und brauchte zwei Jahre, um sich zu erholen. Seitdem wurden die Sicherheitsvorschriften stark verschärft. So stehen beim Seitenwechsel Sicherheitsleute im Rücken der Spieler. Die ITF hat spezielle Richtlinien zur Gewährleistung der Sicherheit bei Wettbewerben erlassen. Die Kontrollen beginnen bereits am Eingang zu den Tennisstadien.

## Externe Einflüsse

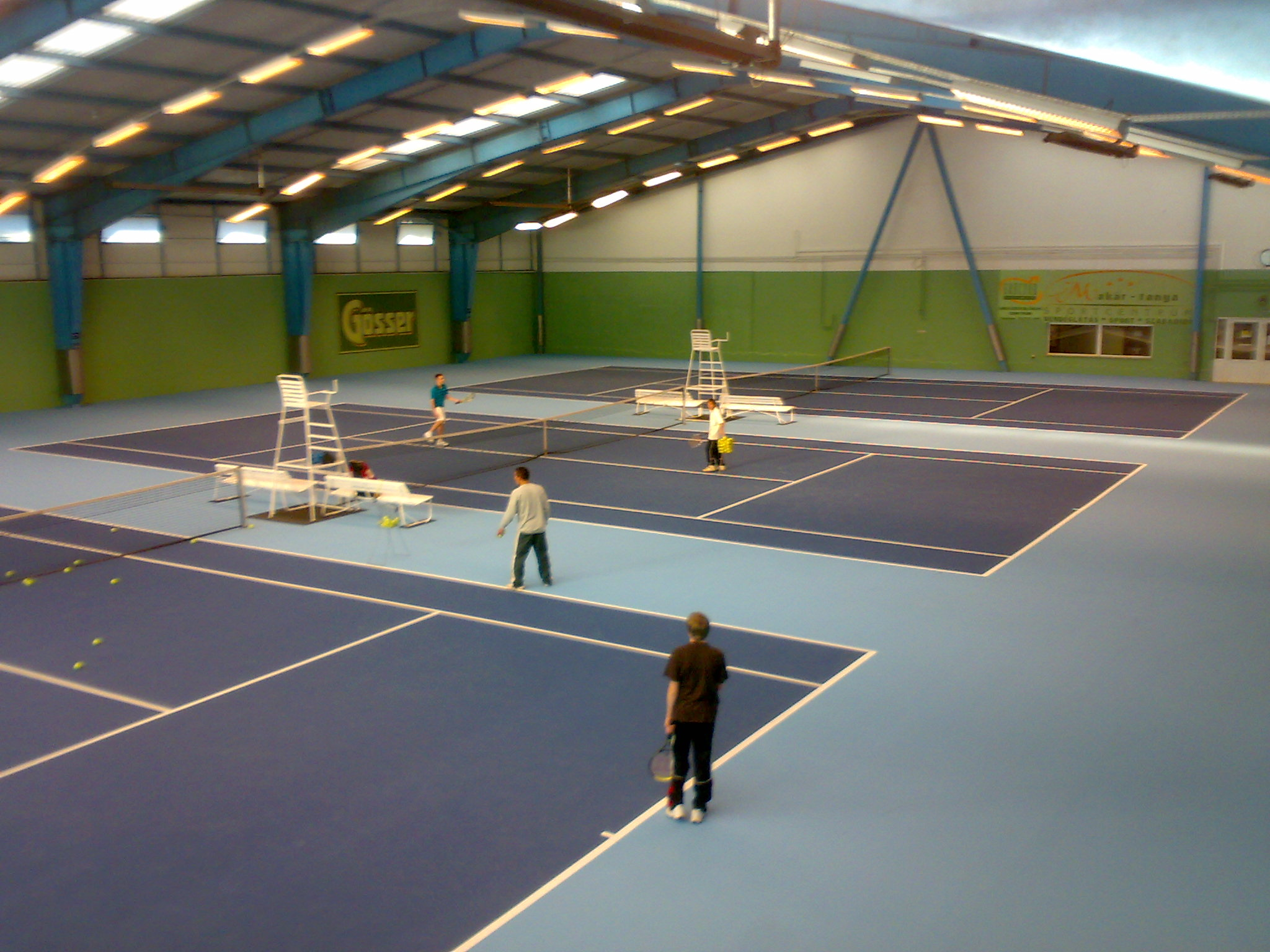
Tennishalle

Externe Einflüsse beeinflussen zusätzlich den Matchverlauf, insbesondere im Profitennis:
Individuell:
- Auswahl des Turniers
- Position in der Setzliste
- Auswahl des Schlägers
- Auswahl der Tennissaite
- Bestimmung der Besaitungshärte
- Auswahl der Tennisschuhe
- Coaching
- Weltranglistenpunkte
- Preisgeld
- Matchanzahl und -länge im Turnier
- Verletzungen
- Vorerkrankungen
- psychische Verfassung
- Unterbringung und Verpflegung
- Privates Umfeld

Allgemein:
- Auswahl der Bälle
- Auswahl des Courts
- Auswahl des Platzbelags
- Größe des Auslaufs
- Umfang der Trainingszeiten
- Anzahl der Gewinnsätze
- Geräuschkulisse
- Unruhe im Publikum
- Grunting
- Anfeuerung – für oder gegen sich
- Uhrzeit des Matchbeginns
- Match mit oder ohne Schiedsrichter, Hawk-Eye
- Flutlicht
- Spielunterbrechungen durch Regen, Verletzungspause oder technische Störungen
- Lage über Meereshöhe

Halle:
- Lichtverhältnisse
- Raumhöhe
- Hall
- Heizung/Lüftung

Im Freien:
- Rückenwind, Gegenwind, Seitenwind
- Sonnenstand
- Schattenbildung
- Außentemperatur
- Luftfeuchtigkeit
- Bodenbeschaffenheit – feucht, trocken, heiß, kalt, uneben

Bei hohen Temperaturen steht den Spielern eine tragbare, batteriebetriebene Klimaanlage (IcyBreeze) zur Verfügung, aus der sie sich über einen Schlauch von kalter Luft anblasen lassen können. Geeiste Handtücher liegen in einem Kühlschrank bereit.

## Einkommen
Man geht allgemein davon aus, dass ein Spieler, der auf der ATP Tour oder WTA Tour eine auskömmliche Summe verdienen will, in den Top 150 der Rangliste platziert sein muss. Für Spieler und Spielerinnen unterhalb der Top 250 gibt es nur wenige Sponsoren oder Werbeverträge. Auch müssen sie vom Preisgeld ihre Flüge, Hotelaufenthalte, Verpflegung, auch für mitreisende Trainer, Schlagpartner, Betreuer, Agenten, Masseure und Physiotherapeuten einschließlich deren Honorare, bezahlen, entrichten natürlich auch Steuern und Versicherungen und müssen ihre Altersversorgung absichern. So erhalten beispielsweise die Ersatzspieler bei den ATP Finals – ohne gespielt haben zu müssen – eine Art Anwesenheitsgeld von 152.000 $, um deren Kosten zu decken. Auf Grund eines besonderen Besteuerungssystems in England kann es sogar sein, dass Athleten mit hohen Werbeeinnahmen mehr Steuern zahlen müssen, als sie durch ein Preisgeld einnehmen. Insgesamt bedeutet dies, dass die meisten Profispieler und Profispielerinnen jenseits der Weltranglistenposition 250 kaum genug Geld verdienen, um es als Vollzeitjob zu betreiben. Viele von ihnen arbeiten zusätzlich als Tennislehrer oder spielen gegen Honorar in Vereinsmannschaften, wo sie je nach Ranglistenplatz zwischen 1000 € und 20.000 € pro Match erhalten. Hinzu kommt, dass meistens die Tenniskarriere von Profis um das 35. Lebensjahr endet. Die unter anderem von Novak Đoković begründete Professional Tennis Players Association setzt sich für bessere Bedingungen für Profispieler ein.
Beispielsweise erhielt ein Spieler beim ATP-Challenger-Tampere-Turnier, dessen Hauptfeld aus 32 Spielern bestand, in der 1. Runde ein Preisgeld von 440 €, der Sieger 6150 €. Teilweise haben Spieler aus Geldnot in den Umkleideräumen der Tennisanlage übernachtet. Seit 2019 müssen alle Challenger-Turniere ihren Spielern „Hospitality“ gewähren, das heißt, sie übernehmen die Kosten für Unterkunft und Verpflegung, jedoch nicht die Reisekosten. Die Challenger Tour dient vornehmlich Spielern außerhalb der Top 100 der Weltrangliste dazu, genügend Ranglistenpunkte für die Teilnahme an höherwertigen Turnieren der ATP Tour zu sammeln. Um das Einkommen der Spieler auf der Challenger Tour aufzubessern beschloss die ATP ein Rekordpreisgeld von 28,5 Millionen US-Dollar für die Saison 2025 auszuschütten, 6,2 Millionen US-Dollar mehr als 2024, was eine Steigerung von 135 % seit 2022 bedeutet.

### ATP Baseline
Die Herrentour ATP legte 2024 das Programm „Baseline“ auf. In dem wird den Spielern zwischen Platz 1 und 250 ein Grundeinkommen zugesichert. Wer 2024 als Top-100-Spieler nicht mindestens 300.000 Dollar Preisgeld in einem Jahr erwirtschaftet hat, für den stockt die ATP sein Einkommen bis zu dieser Grenze auf. Spieler auf den Rängen 101 bis 175 bekommen eine Einkommensgarantie von 150.000 Dollar und alle restlichen Spieler bis Platz 250 noch eine in Höhe von 75.000 Dollar. Insgesamt wurden 2024 1,3 Millionen Dollar an 26 Spieler ausgeschüttet. 17 Spieler fielen unter die Einkommensgarantie. Im Jahre 2025 stockt die ATP die Einkommensgarantien auf. Spieler auf den Rängen 101 bis 175 erhalten eine Einkommensgarantie von 200.000 Dollar und alle restlichen Spieler bis Platz 250 noch eine in Höhe von 100.000 Dollar. Auch die Aufstockung muss versteuert werden.
Eine zweite Säule des Baselineprogramms sichert Spielern, die wegen einer Verletzung an weniger als neun ATP-Tour- und Challenger-Tour-Events in einem Jahr teilnehmen konnten, ein Mindestpreisgeld zu, das Top-100-Spielern 200.000 $, 100.000 $ zwischen Weltranglistenplatz 101 und 175 und 50.000 $ Spielern zwischen Weltranglistenplatz 176 und 250 garantiert. Davon profitierten für 2024 drei Spieler.
Die Förderung erhalten jedoch nur Spieler, die bislang weniger als 15 Millionen $ Preisgeld in ihrer Karriere verdient haben. Damit sind aktive Spieler förderberechtigt, die in der ewigen Preisgeldrangliste der ATP etwa hinter Rang 50 stehen. Das bedeutet, dass etwa 25 aktive Spieler der ewigen Preisgeldrangliste von der Förderung ausgeschlossen sind. Diese hohe Preisgeldhürde relativiert die Preisgelder im Profitennis.
Eine dritte Säule fördert Nachwuchsprofis, die es erstmals in die Top 125 schaffen mit einer Preisgeldvorauszahlung von bis zu 200.000 $. Diese Förderung erhielten 2024 sieben Spieler. Das Baseline-Programm ist zunächst für drei Jahre angelegt und soll anschließend evaluiert und ausgebaut werden.

### Grand Slam Player Development Programme
Die International Tennis Federation unterhält einen Fonds, der mit jährlichen Beiträgen der vier Grand-Slam-Turniere Spieler direkt durch Tourteams oder Reisestipendien unterstützt, die als Grand Slam Player Grants bekannt sind. Sie wurden erstmals 2017 eingeführt, damit Nachwuchsspielerinnen und -spieler internationale Wettkampferfahrung sammeln können. Seinerzeit erhielten Spieler wie die spätere Wimbledon-Siegerin von 2022, Jelena Rybakina, und die Grand-Slam-Finalisten Ons Jabeur und Casper Ruud diese Grand-Slam-Player-Grants sowie Gustavo Kuerten, Li Na, Jeļena Ostapenko, Wiktoryja Asaranka und Simona Halep. 2024 erhielten insgesamt 51 Nachwuchs- und Profispieler Zuschüsse von 12.500 US-Dollar beziehungsweise 25.000 US-Dollar, zwei Spieler erhielten 50.000 US-Dollar. Zu den Empfängern zählten die Sieger der ITF Junior Tour Victoria Jiménez Kasintseva, Alexandra Eala, Petra Marčinko und Dino Prižmić. 2025 werden 56 Spieler gefördert. Zwei Spieler, der Brasilianer João Fonseca und Xinran Sun aus China. erhalten 50.000 $, 45 Spieler erhalten 25.000 $ und neun Spieler erhalten 12.500 $.

### Preisgelder der größten Turniere
Preisgelder der Sieger der vier Grand-Slam-Turniere:
| Veranstaltung   | Preisgeld     | in Euro     |
| --------------- | ------------- | ----------- |
| US Open         | 3.000.000 $   | 2.765.869 € |
| Wimbledon       | 2.350.000 £   | 2.758.406 € |
| French Open     | 2.300.000 €   | 2.300.000 € |
| Australian Open | 2.975.000 AU$ | 1.761.694 € |

| Veranstaltung   | Preisgeld     | in Euro     |
| --------------- | ------------- | ----------- |
| US Open         | 3.600.000 $   | 3.290.058 € |
| Wimbledon       | 2.700.000 £   | 3.199.581 € |
| French Open     | 2.400.000 €   | 2.400.000 € |
| Australian Open | 3.150.000 AU$ | 1.906.695 € |

| Veranstaltung   | Preisgeld     | in Euro     |
| --------------- | ------------- | ----------- |
| US Open         |               |             |
| Wimbledon       | 3.000.000 £   | 3.524.730 € |
| French Open     | 2.550.000 €   | 2.550.000 € |
| Australian Open | 3.500.000 AU$ | 2.111.000 € |

Obwohl die eine Woche dauernden ATP-Finals und WTA-Finals am Ende des Jahres deutlich weniger öffentliche Aufmerksamkeit auf sich ziehen als die vier Grand-Slam-Turniere, sind sie für den exklusiven Kreis der jeweils üblichen acht Teilnehmer und Teilnehmerinnen äußerst lukrativ. Dort errechnet sich das Gesamtpreisgeld aus der Summe der Preisgelder für die gewonnenen Matches. So erhielt der Sieger Jannik Sinner der ATP-Finals 2024 insgesamt 4,88 Millionen US-Dollar, die Siegerin Coco Gauff der WTA-Finals 2024 insgesamt 4,80 Millionen US Dollar. Die Siegerin der WTA Finals 2024 verlor bei dem Event ein Rundenturnier. Wäre sie ungeschlagen geblieben, hätte ihr Preisgeld 5,15 Millionen Dollar betragen.
Den Rekord im Preisgeld hält das Showturnier „Six Kings Slam“. Der Sieger des Turniers 2024 (Jannik Sinner) erhielt eine Siegprämie in Höhe von sechs Millionen US-Dollar.

### Karriere-Preisgeldrangliste
Anders sieht es bei den Topspielern aus, die hohe Millionenbeträge an Preisgeldern während ihrer Karriere verdient haben. Es zählen nur Preisgelder der ATP- und WTA-Tour ohne den Preisgeldern aus Showturnieren und ohne Antrittsgelder. Nachfolgend die Top Ten der ewigen Preisgeldrangliste (Stand: 14. Juli 2025):
| Rang | Spieler          | Rücktritt | Preisgeld     |
| ---- | ---------------- | --------- | ------------- |
| 1    | Novak Đoković    |           | 188.934.053 $ |
| 2    | Rafael Nadal     | 2024      | 134.946.000 $ |
| 3    | Roger Federer    | 2022      | 130.594.000 $ |
| 4    | Andy Murray      | 2024      | 064.687.542 $ |
| 5    | Alexander Zverev |           | 053.764.389 $ |
| 6    | Carlos Alcaraz   |           | 047.362.248 $ |
| 7    | Daniil Medwedew  |           | 046.779.909 $ |
| 8    | Jannik Sinner    |           | 045.682.097 $ |
| 9    | Pete Sampras     | 2003      | 043.280.500 $ |
| 10   | Stan Wawrinka    |           | 037.600.348 $ |

| Rang | Spielerin          | Rücktritt | Preisgeld    |
| ---- | ------------------ | --------- | ------------ |
| 1    | Serena Williams    | 2022      | 94.816.730 $ |
| 2    | Venus Williams     |           | 42.648.578 $ |
| 3    | Simona Halep       | 2025      | 40.236.618 $ |
| 4    | Marija Scharapowa  | 2020      | 38.777.962 $ |
| 5    | Wiktoryja Asaranka |           | 38.283.302 $ |
| 6    | Petra Kvitová      |           | 37.359.508 $ |
| 7    | Caroline Wozniacki | 2020      | 36.441.868 $ |
| 8    | Iga Świątek        |           | 36.473.498 $ |
| 9    | Aryna Sabalenka    |           | 36.082.811 $ |
| 10   | Angelique Kerber   | 2024      | 32.519.180 $ |

Selbst der Hundertste auf dieser ewigen Preisgeldrangliste, Richard Krajicek, kommt auf eine Preisgeldsumme von 10.077.425 $ (Stand: 3. Februar 2025).
Die hundertste Spielerin dieser ewigen Preisgeldrangliste, Ai Sugiyama, kommt auf eine Preisgeldsumme von 8.128.125 $ (Stand: 3. Februar 2025).
Diese Spieler kassieren bei kleineren Turnieren (ATP Tour 250, ATP Tour 500 und WTA Tour) zusätzlich Antrittsgelder. So soll Rafael Nadal eine Million Euro Antrittsgeld verlangt haben. Damit die kleineren Turniere, welche meist gleichzeitig stattfinden, die Zuschauerzahlen erhöhen können, sichern sie sich dadurch die Gunst der besten Spieler. Hinzu kommen auch noch weit höhere Beträge aus Werbeverträgen, die die Preisgelder beträchtlich übersteigen. So war 2020 der Anteil der Preisgelder an den Gesamteinnahmen von Roger Federer nur 0,6 Millionen gegenüber 82,4 Millionen aus Werbeeinnahmen. Naomi Ōsaka nahm 50,4 Millionen ein, davon nur 4,7 Millionen an Preisgeldern, Serena Williams 36,6 Millionen zu 1,7 Millionen, Novak Đoković 27,5 zu 7,3 und Rafael Nadal 21,1 zu 3,7.
2024 führt Carlos Alcaraz bei den erzielten Werbeeinnahmen (ohne Preisgelder) in Höhe von 32 Millionen (Nike, Rolex, BMW), gefolgt von Novak Đoković mit 25 Millionen (Peugeot, Seiko, Lacoste, Hublot), Coco Gauff mit 20 Millionen (Carol's Daughter, Naked Brand), Jannik Sinner mit 15,1 Millionen (La Roche-Posay, De Cecco), Iga Świątek mit 15 Millionen (Lego, Lancôme, On) und Alexander Zverev (Richard Mille, Adidas, Head, Peugeot).
In den Doppelwettbewerben wird nur ein Bruchteil dessen verdient. So kommen gerade mal neun Tennisprofis (Marcel Granollers, Horacio Zeballos, Jordan Thompson, Mate Pavić, Nikola Mektić, Wesley Koolhof, Kevin Krawietz, Marcelo Arévalo und Tim Pütz) auf eine Preisgeldsumme während ihrer gesamten Karriere von etwas über einer Million Dollar, können aber durch zusätzlich in Einzelwettbewerben gewonnenes Preisgeld oder Sponsoren davon leben (Zum Vergleich: Etwa 800 männliche Tennisprofis erzielten im Einzel und Doppel eine Karriere-Preisgeldsumme von mindestens einer Million Dollar).

### Ewige Preisgeldrangliste früherer Topspieler
Die ATP und WTA führen neben den Punkteranglisten auch Preisgeldranglisten, deren Reihung nach der Summe der gewonnenen Preisgelder erfolgt. Neben der Preisgeldrangliste des laufenden Kalenderjahres werden sogenannte „ewige Preisgeldranglisten“ geführt, die die Summe der Preisgelder des gesamten Profiturnierlebens enthalten. Nachdem die Preisgelder jedes Jahr beträchtlich steigen, rutschen die Topspieler früherer Zeiten in der ewigen Preisgeldrangliste kontinuierlich nach hinten, wobei die kumulierte Summe davon abhängt, in welchem Zeitraum die Preisgelder gewonnen wurden. Die ewige Preisgeldrangliste der Damen umfasst rund 12.000 Spielerinnen, die der Herren doppelt so viel. Nachfolgende Auswahl beinhaltet nur ehemalige Sieger mindestens eines Grand-Slam-Turniers (Stand: 17. Februar 2025).
| Rang | Spieler         | Rücktritt | Preisgeld    |
| ---- | --------------- | --------- | ------------ |
| 14   | Andre Agassi    | 2006      | 31.152.975 $ |
| 15   | Dominic Thiem   | 2024      | 30.333.255 $ |
| 21   | Boris Becker    | 1999      | 25.080.956 $ |
| 29   | Ivan Lendl      | 1994      | 21.262.417 $ |
| 33   | Stefan Edberg   | 1996      | 20.613.441 $ |
| 57   | Jim Courier     | 2000      | 14.034.132 $ |
| 64   | Carlos Moyá     | 2010      | 13.443.970 $ |
| 71   | Michael Stich   | 1997      | 12.595.128 $ |
| 73   | John McEnroe    | 1992      | 12.552.132 $ |
| 74   | Thomas Muster   | 2011      | 12.266.977 $ |
| 93   | Petr Korda      | 1999      | 10.448.900 $ |
| 119  | Jimmy Connors   | 1996      | 08.641.040 $ |
| 136  | Mats Wilander   | 1996      | 07.948.601 $ |
| 238  | Guillermo Vilas | 1989      | 04.923.882 $ |
| 317  | Björn Borg      | 1993      | 03.655.751 $ |
| 333  | Yannick Noah    | 1991      | 03.440.660 $ |
| 487  | Ilie Năstase    | 1985      | 02.076.761 $ |
| 586  | Ken Rosewall    | 1979      | 01.602.700 $ |
| 593  | Arthur Ashe     | 1980      | 01.584.909 $ |
| 600  | Rod Laver       | 1979      | 01.565.413 $ |
| 784  | John Newcombe   | 1981      | 01.062.408 $ |

| Rang | Spielerin               | Rücktritt | Preisgeld    |
| ---- | ----------------------- | --------- | ------------ |
| 15   | Martina Hingis          | 2017      | 24.749.074 $ |
| 18   | Ashleigh Barty          | 2022      | 23.829.070 $ |
| 22   | Lindsay Davenport       | 2010      | 22.166.338 $ |
| 23   | Steffi Graf             | 1999      | 21.895.277 $ |
| 24   | Martina Navratilova     | 2006      | 21.626.089 $ |
| 25   | Justine Henin           | 2011      | 20.863.335 $ |
| 31   | Arantxa Sánchez Vicario | 2002      | 16.942.639 $ |
| 42   | Monica Seles            | 2008      | 14.891.762 $ |
| 71   | Jennifer Capriati       | 2004      | 10.206.639 $ |
| 76   | Mary Pierce             | 2006      | 09.793.119 $ |
| 85   | Chris Evert             | 1989      | 08.871.591 $ |
| 89   | Gabriela Sabatini       | 1996      | 08.785.850 $ |
| 143  | Pam Shriver             | 1997      | 05.460.566 $ |
| 150  | Mary Joe Fernández      | 2000      | 05.258.471 $ |
| 224  | Hana Mandlíková         | 1990      | 03.340.959 $ |
| 304  | Claudia Kohde-Kilsch    | 1994      | 02.227.116 $ |
| 323  | Tracy Austin            | 1994      | 02.092.380 $ |
| 339  | Billie Jean King        | 1983      | 01.966.487 $ |

### Preisgeldparität
1973 gelang es Billie Jean King unter Androhung eines Boykotts, dass die Verantwortlichen beim Grand-Slam-Turnier der US Open der Siegerin erstmals das gleiche Preisgeld wie das der Herren in Höhe von damals 10.000 US-Dollar zahlten (50 Jahre später ist das Preisgeld der Sieger 360 mal so hoch). Die Australian Open zogen 28 Jahre später nach, bei den French Open und in Wimbledon erhalten seit 2007 Damen und Herren Preisgelder in gleicher Höhe. Die WTA möchte bei gemeinsamen Turnieren mit der ATP auf den Ebenen 1000 und 500 bis zum Jahr 2027 das gleiche Preisgeld auszahlen. Bei Events an verschiedenen Schauplätzen soll bis 2033 Parität einkehren. Ein Anfang wurde mit den WTA Finals 2024 gemacht, indem das Gesamtpreisgeld auf 15.250.000 US-Dollar und damit auf das Niveau der ATP Finals 2024 angehoben wurde, was einer Steigerung von 69,44 % im Vergleich zum Vorjahr entspricht.

## Verletzungen beim Tennis
Durch plötzliche Sprints, schnelle Richtungswechsel oder die Beschaffenheit der Tennisplätze kann der Körper übermäßig belastet werden. Auch eine falsche Schlagtechnik oder ein unpassender Schläger können Auslöser für Schmerzen beim Tennisspielen sein. Durch ein gezieltes Muskeltraining und entsprechende Dehnübungen – außerhalb des Tennisplatzes – kann das Verletzungsrisiko minimiert werden. Ein Profitennisspieler, der durch ärztliches Attest eine Verletzung nachweist, ist von der Teilnahme an den Pflichtturnieren befreit (siehe Berechnung des ATP-Rankings seit 2009 und WTA Tour Ranking). Einem Spieler, der sich während eines Matches eine behandelbare Verletzung zuzieht, kann eine medizinische Auszeit von drei Minuten (medical time-out) für die Behandlung gewährt werden. Sollte eine Wunde bluten, kann durch den Oberschiedsrichter die Auszeit auf fünf Minuten verlängert werden.

### Muskelbeschwerden
Durch besondere Überbeanspruchung verschiedener Muskelgruppen kann es zum Muskelkater, Muskelzerrungen, Muskelfaserriss oder zu Mikrotraumata im Sarkomer kommen.

### Schulterschmerzen
Häufig ist ein „Posterosuperiores Impingement“ für die Schmerzen verantwortlich. Durch die wiederholte Außendrehung und Abspreizung der Schulter kann es zu Druck- bzw. Scherbelastungen im Bereich der hinteren Gelenklippe, der dortigen Kapselstruktur und der Rotatorenmanschette mit der Folge von Schädigungen kommen.

### Rückenschmerzen
Das ständige Rotieren des Oberkörpers, die vielen Dreh-, Sprint- und Stopp-Bewegungen, ebenso wie die Stauchung der Wirbelsäule beim Aufschlag können zu Rückenschmerzen führen. Hierzu gehören Muskelverspannungen, Lumbale Überlastung, Bandscheibenprobleme, Entzündung des Sakroiliakalgelenks, Facettengelenksyndrom bis hin zu Stressfrakturen. Ebenso kann die Entwicklung einer Skoliose oder eines Hohlkreuzes durch Tennis begünstigt werden.

### Tennisarm

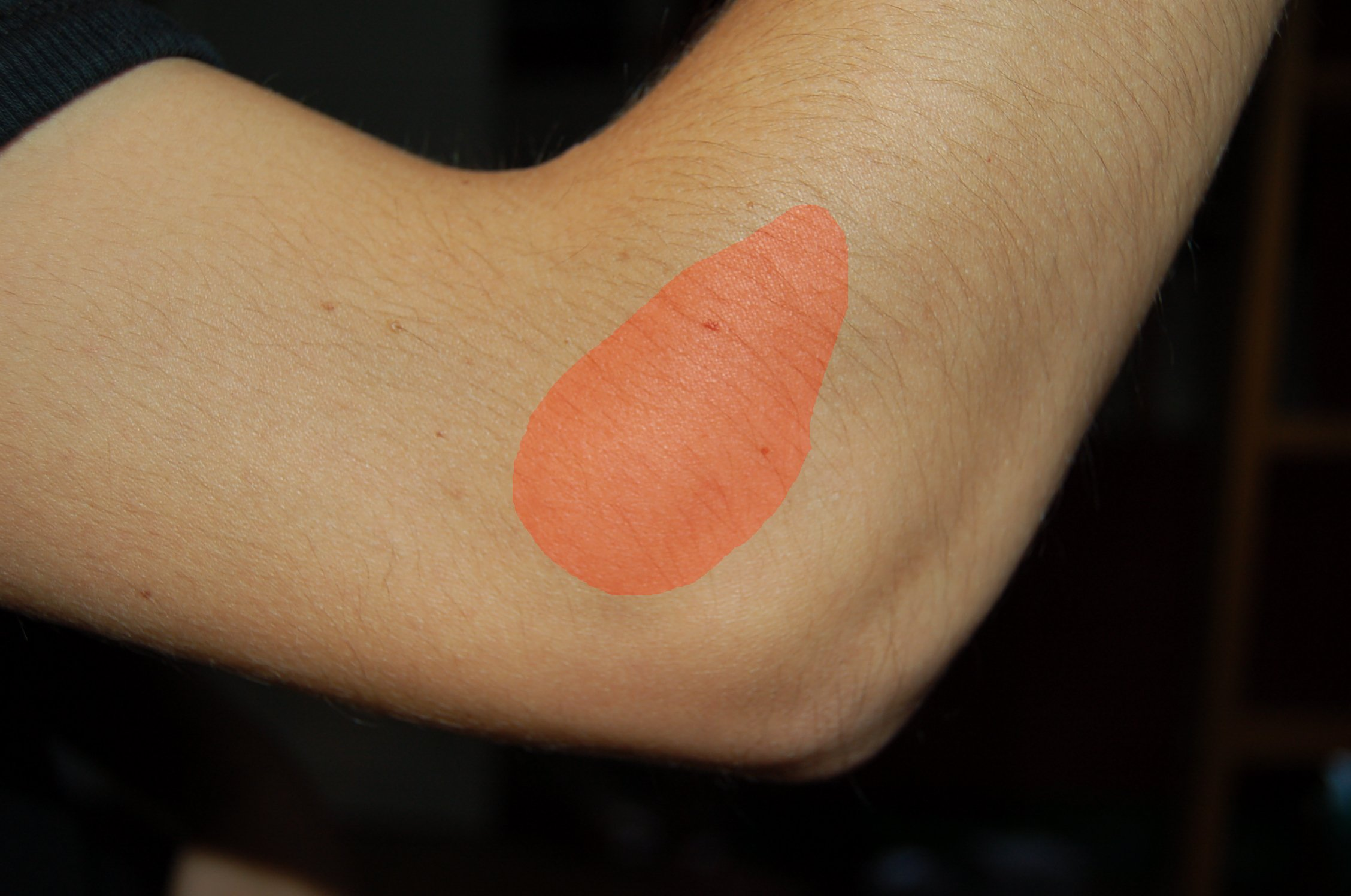
Schmerzbereich eines Tennisellenbogens

Beim Tennisarm handelt sich um eine entzündungsähnliche Verletzung an den Sehnenansätzen (Epicondylitis), die durch Überbelastung entsteht. Der Entzündungsherd liegt meist an der Außenseite des Ellenbogens.

### Handgelenk
Verletzungen an der Hand oder dem Handgelenk beim Tennis werden durch eine falsche Rückhand- oder Vorhandtechnik begünstigt. Dauerhaft kann es hier zur Sehnenscheidenentzündung kommen. Bei der beidhändigen Rückhand wird diese sehr einseitig belastet. Die nicht-dominante Hand leidet unter der Monotonie der Bewegung im Vergleich mit der einhändigen Vorhand und schadet dadurch dem Handgelenk mehr. Es entstehen muskuläre Dysbalancen. Im Handgelenk werden der sogenannte „Diskus“ und die dazugehörigen Sehnen überbelastet. Die Folgen sind Einrisse und Entzündungen. Verletzungen am Handgelenk und den Fingern können ferner durch Stürze entstehen, insbesondere wenn man den Schläger noch in der Hand hält.

### Verletzungen am Bein, Knöchel, Knie
An den Beinen kann es zu Muskelfaserrissen, Sehnenrissen, Zerrungen und Prellungen kommen. Diese sind meist an den hinteren Oberschenkeln oder der Wadenmuskulatur und dem Kniegelenk (Läuferknie) zu finden, etwa das Patellaspitzensyndrom. Ebenso kann der Meniskus betroffen sein oder die Knöchel.

### Schienbeinkantensyndrom
Ballsportarten mit charakteristischen schnellen Richtungswechseln können zum Schienbeinkantensyndrom (Shin Splints) führen. Dazu gehören die Überbeanspruchung der Muskulatur oder Knochenhautentzündungen an stark belasteten Stellen am Schienbein.

### Hautblase
Durch Reibung an der Handinnenfläche der Schlaghand kann es zur Bildung einer Hautblase kommen, ebenso an den Füßen.

### Schürfwunde

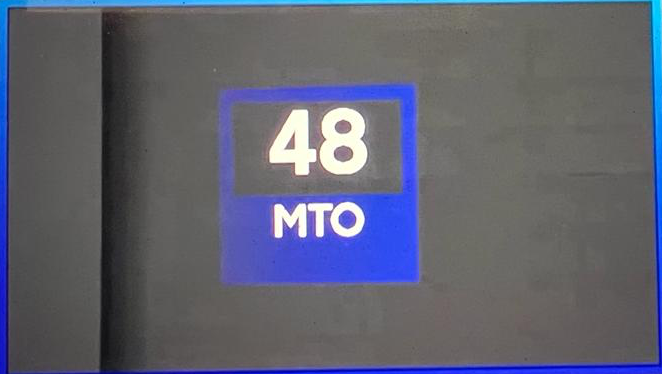
Anzeige der verbleibenden Zeit bei einer medical time-out (MTO)

Durch Stürze könne sich Spieler Abschürfungen zuziehen. Es entsteht eine oberflächliche Wunde, wenn die Haut durch Reibungskräfte verletzt wird. Bei einer blutenden Wunde kann bei Wettkämpfen ein verlängertes medical time-out (medizinische Auszeit) von fünf statt drei Minuten zur Versorgung der Wunde gewährt werden.

### Dehydrierung
Insbesondere bei hohen Außentemperaturen und hoher körperlicher Belastung kann es zu einer Dehydrierung kommen, die leichte bis schwere Folgen nach sich ziehen kann, insbesondere einer Reduzierung des Allgemeinzustandes.

## Kondition
Die körperliche Leistungsfähigkeit besteht aus Kraft, Schnelligkeit, Ausdauer, Beweglichkeit, koordinativen Fähigkeiten, Bewegungsfertigkeiten und psychischen Fähigkeiten. Je nach Spiellevel steigen die entsprechenden Anforderungen an den Sportler. Anthropometrie, Laufschnelligkeit (Antritts- und Beschleunigungsfähigkeit mit und ohne Richtungswechsel), Sprungfähigkeit (Schnellkraft und Reaktivkraft), Wurfkraft und Koordination gehören dazu. Im Profitennis darf die körperliche Leistungsfähigkeit auch während mehrere Stunden dauernden Matches möglichst nicht nachlassen. Ermüdungserscheinungen verändern nicht nur die Laufgeschwindigkeit, sondern auch den Muskeltonus und damit den Bewegungsablauf und reduzieren die Konzentration, wodurch die Fehlerquote steigt. Beim Training ist die Interaktion zwischen Athleten und Trainern sehr wichtig. Nicht wenige Tennisspieler beschäftigen spezielle Konditionstrainer. Sie führen eine Leistungsdiagnostik durch und steuern anschließend das Training gezielt, dass sich die Athleten maximal verbessern. Diese Trainingssteuerung beinhaltet eine Trainingsplanung, -durchführung, -kontrolle und -auswertung.
Ermüdung beeinflusst die Fairness beim derzeitigen Turniersystem. Spieler, die sich durch die Qualifikation erst für den Hauptbewerb qualifizieren, gehen im Hauptbewerb mit einer deutlich höheren Vorbelastung in ihre Begegnungen. Dies kann in der ersten Runde ein Vorteil sein, da die Bedingungen auf den Plätzen bereits bekannt sind und positive Erfahrungen das Selbstbewusstsein bestärken. In den letzten Runden eines Turnieres ist dies allerdings ein nicht zu unterschätzender Nachteil.

## Ernährung
Eine ausgewogene Ernährung ist entscheidend für die Leistungsfähigkeit im Tennis. Höchstleistungen
können nur mit einer optimalen Trainings- und Ernährungsbasis realisiert werden. Mit der richtigen
Ernährung werden fünf Energiebilanzen im Gleichgewicht gehalten:
1. Kalorienbilanz
2. Nährstoffbilanz
3. Mineralstoffbilanz
4. Vitaminbilanz
5. Flüssigkeitsbilanz

Der Deutsche Tennis Bund hat hierzu ein detailliertes Ernährungskonzept entwickelt, wobei seit geraumer Zeit Profitennisspieler ein individuell abgestimmtes Ernährungsprogramm einhalten.

### Energiebereitstellung
Bei 91 % der Ballwechsel liegt die Belastungsdauer bei unter zehn Sekunden, somit überwiegt im Tennis die anaerob-alaktazide Energiebereitstellung durch Adenosintriphosphat (ATP) und Kreatinphosphat (KP) während der Belastungsphasen. In den Pausen (zwischen den Ballwechseln) werden diese energiereichen Phosphate (ATP und KP) in der Arbeitsmuskulatur aerob über den Abbau von Kohlenhydraten und Fetten wiederhergestellt. Kumuliert ergibt sich daraus eine Energiebereitstellung zu ca. 60–85 % durch den Abbau von Kohlenhydraten und zu ca. 15–40 % über die Fettsäureoxidation, wobei es aufgrund der Natur des Tennissports (Wettkampfdauer zwischen <60 min und >5h, Bodenbelag, Länge der Ballwechsel etc.) zu Abweichungen kommen kann. Grundsätzlich ist anzunehmen, dass mit zunehmender Wettkampf- bzw. Trainingsdauer der Fettstoffwechsel stärker in den Vordergrund tritt, wobei im Damentennis die Fettoxidation etwas höher liegt als beim Herrentennis. Der (Brutto-)Kalorienumsatz im Tenniswettkampf beträgt bei männlichen Turnierspielern (ca. 80 kg) durchschnittlich ca. 600–800 kcal/Stunde.

### Flüssigkeitszufuhr
Leistungssportlern wird empfohlen, täglich ca. drei Liter Flüssigkeit zuzüglich der belastungsbedingten Schweißverluste zusätzlich zur Nahrung aufzunehmen. Der durchschnittliche Schweißverlust im Leistungstennis beträgt bei Männern etwa 1–1,5 l/h und bei Frauen 30 % weniger, ist allerdings auch individuell unterschiedlich und hängt von vielen Faktoren wie Spielertyp, Spielweise, Temperatur, Netto-Spielzeit etc. ab. In Extremsituationen kann die Schweißproduktion auf 2–3 l/h ansteigen. Grundsätzlich sollten mindestens 50–80 % davon, maximal jedoch 1,2–1,5 l/h ersetzt werden.

### Ernährung am Matchtag
Neben dem allgemeinen Ernährungsprogramm werden am Matchtag selbst drei Phasen unterschieden. Etwa zwei bis drei Stunden vor dem Match werden kohlenhydratreiche, leicht verdauliche Speisen eingenommen. Während des Matches wird auf eine ausreichende Flüssigkeitszufuhr geachtet, wobei meist isotonische Elektrolytgetränke eingenommen werden. Zudem sind kleine Snacks hilfreich für die Energieaufnahme während der Pausen. Der wohl bekannteste unter Tennisspielern ist die Banane oder Datteln. So wurden bei den Australian Open 2025 von den Spielern 5000 Bananen aus Queensland konsumiert. Beliebte Snacks sind aber auch Energieriegel oder sogenannte Energie-Gele. Kohlenhydratkonzentrate enthalten verschiedene Zuckerarten, die vom Körper unterschiedlich aufgenommen werden. Dies sind meist Glucose, Fructose, Trehalose oder Maltodextrin. Nach dem Match nimmt man für die Regeneration der Muskeln nach etwa 30 Minuten einen proteinreichen Snack ein. Ungefähr zwei Stunden nach Matchende stärkt man sich mit einer Mahlzeit aus 80 % Kohlenhydraten und 20 % Proteinen. Ein Abendessen mit vielen Kohlenhydraten eignet sich zwar gut zum Auffüllen der Glykogenspeicher, bewirkt jedoch einen kürzeren Schlaf, wohingegen ein Abendessen mit viel Proteinen (Verzweigtkettige Aminosäuren) nicht nur gut gegen Muskelkater ist, sondern die Schlafqualität verbessert.

## Aufwärmphase

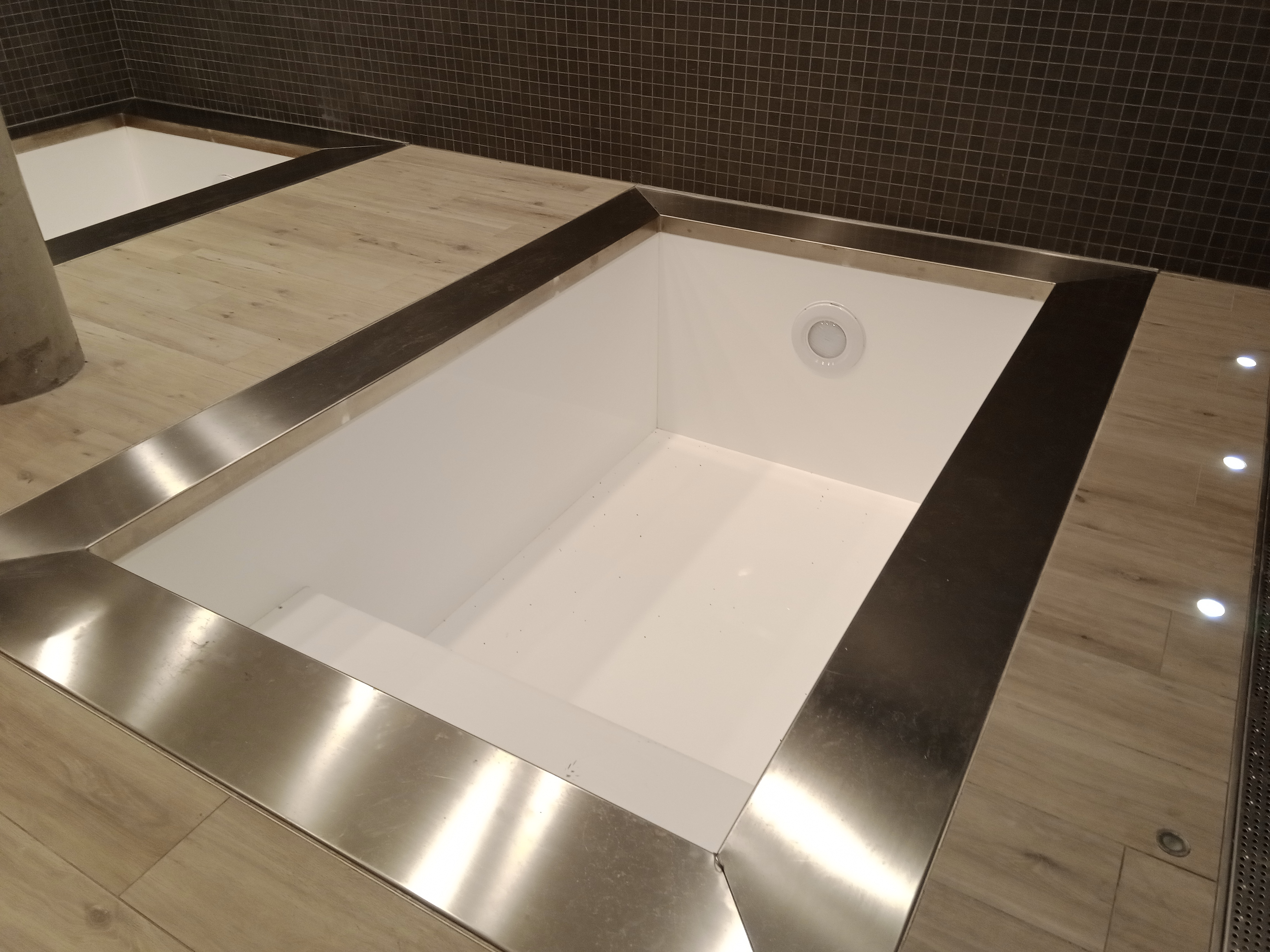
Eiswasserbecken im Stade Roland Garros

Insbesondere bei großen Turnieren steht den Spielern ein Fitnessraum zur Verfügung, in dem sie sich vor einem Match aufwärmen können und verschiedene Trainingsmethoden an zahlreichen Geräten anwenden können. Er kann mit Gymnastikmatten, Klimmzugstangen, Lang- und Kurzhanteln, Laufbändern, TRX-Trainer, Fahrradergometer und Crosstrainer/Stepper ausgestattet sein. Der Raum wird auch zum Cool Down (englisch Abwärmen oder Auslaufen) nach einem Match aufgesucht.

## Regeneration
Neben der Ernährungsweise nimmt insbesondere im Profitennis, bei dem oft während eines Turniers in kurzen Abständen lange Matches bis zu fünf Sätzen gespielt werden müssen, die physische Regeneration einen hohen Stellenwert ein, zu der Physiotherapie, Massagen und Kaltwasserimmersion (Eisbad) gehören. Zur psychischen Regeneration gehören eine psychologische Betreuung, Atemübungen, Visualisierungstechniken und Entspannungsverfahren wie Meditation, Yoga, EMDR oder Stretching. Wesentlich sind dabei auch ausreichend lange Schlafpausen. Es gibt zahlreiche Studien, welche Nahrungsmittel die Schlafqualität und -länge positiv beeinflussen.

## Dopingtests
Die Welt-Anti-Doping-Agentur (WADA) untersucht mehrmals im Jahr die Werte der Tennisspieler bezüglich verbotener Substanzen. Die ITF legte die Zahlen offen, wie oft solche Dopingtests tatsächlich stattfinden, etwa zehn bis vierzehn Mal pro Jahr. Die Sportler werden nicht nur bei Wettbewerben und Turnieren kontrolliert, sondern müssen sich auch abseits der Stadien auf Untersuchungen einstellen. Im Laufe der Jahre wurden nicht wenige prominente Profitennisspieler überführt, unerlaubte Substanzen eingenommen zu haben, darunter auch Kokain (siehe auch Dopingfälle im Tennis). Eine ausgewählte Gruppe von Tennisspielern wird im Rahmen des Athlete Biological Passport (ABP)-Programms regelmäßig getestet. ABPs werden im Tennis seit 2013 eingesetzt. Der Deutsche Tennisbund (DTB) hat daran angelehnt eine Anti-Doping-Ordnung erlassen. Dort heißt es zu Beginn:

„Es ist die persönliche Pflicht der Athleten*innen, dafür zu sorgen, dass keine Verbotenen Substanzen in ihren Körper gelangen. Athleten*innen sind für jede Verbotene Substanz oder ihre Metaboliten oder Marker verantwortlich, die in ihrer Probe gefunden werden. Demzufolge ist es nicht erforderlich, dass Vorsatz, Verschulden, Fahrlässigkeit oder bewusster Gebrauch aufseiten der Athleten*innen nachgewiesen wird, um einen Verstoß gegen Anti-Doping-Bestimmungen gemäß Artikel 2.1 zu begründen.“

## Korruption
Die International Tennis Integrity Agency (ITIA, deutsch Internationale Agentur für Rechtschaffenheit im Tennis) ist eine Organisation, die für die Wahrung der Integrität des professionellen Tennis weltweit verantwortlich ist. Sie untersucht Wettbewerbsmanipulationen, insbesondere  Spielmanipulationen im Tennis. Sie hat die Möglichkeit, Bußgelder und Sanktionen zu verhängen und Spielern, Schiedsrichtern und anderen Tennisfunktionären die Teilnahme, selbst die Anwesenheit an Turnieren, zu verbieten.

## Abwandlungen

### Beachtennis

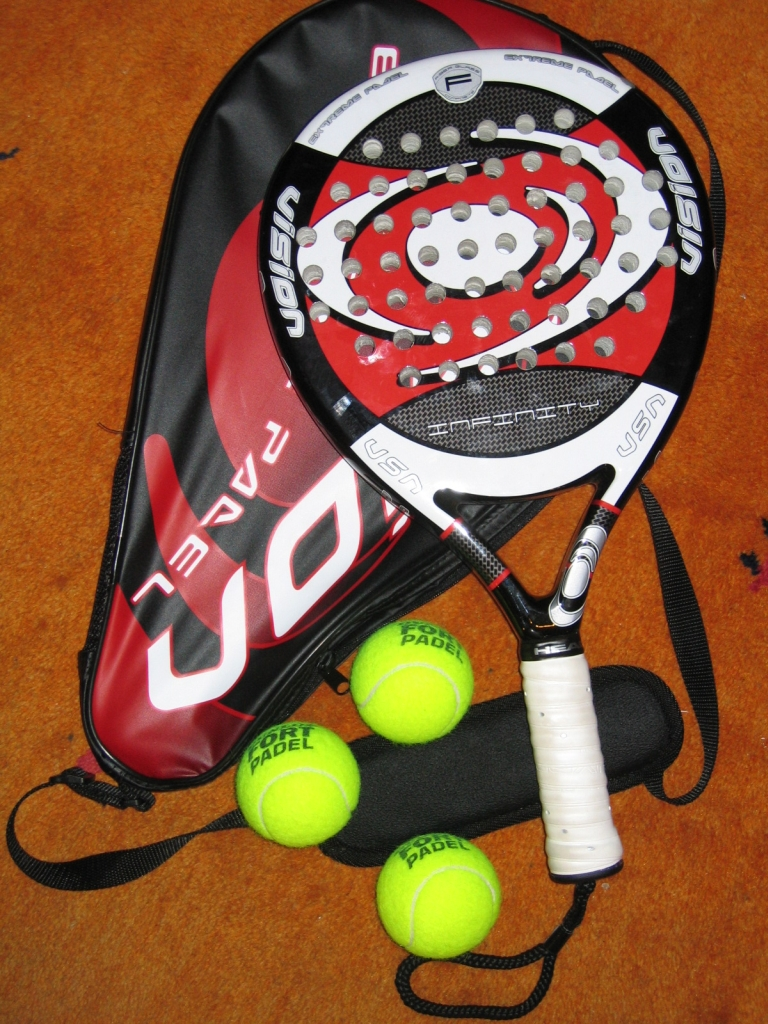
Padel-Schläger mit Padel-Bällen

Beachtennis ist ein Rückschlagspiel, das Tennis, Beachvolleyball und Badminton miteinander verbindet. Die häufigste Wettkampfform ist die des Doppels. Es kann jedoch auch ein Einzel gespielt werden, wobei sich dann die Spielfeldgröße verkleinert. Seit dem Sommer 1998 ist Beachtennis auch im Regelwerk des Deutschen Tennis Bundes (DTB) festgeschrieben.

### Padel
Beim Padel handelt sich um dem Tennis ähnliche, beziehungsweise davon abgeleitete Spiele, die auf kleineren Feldern mit kurzen Schlägern ohne Bespannung gespielt werden. Der Sport wird international in der International Padel Federation (IPF) durch den Deutschen Padel Verband (DPV), in Österreich durch die Austrian Padel Union (APU), in der Schweiz durch den Schweizer Padel Verband vertreten und im Deutschen Olympischen Sportbund (DOSB) durch den DTB, der seinerseits Turniere durchführt.

### Soft Tennis
Soft Tennis (auch Softball-Tennis) ähnelt stark dem Tennis, wird jedoch mit weichen und innen ausgehöhlt Bällen gespielt. Die Schläger sind ebenfalls leichter als normale Tennisschläger. Es ist der ideale Einstieg in die Welt der Rückschlagspiele. Ob Tennis, Badminton oder Speedminton – dank der leichten Softtennis-Schläger und dem weichen Softball erlernen Kinder beim Soft-Tennis Ballgefühl, Kraftdosierung und verbessern zusätzlich die Auge-Hand-Koordination.

### Kleinfeldtennis

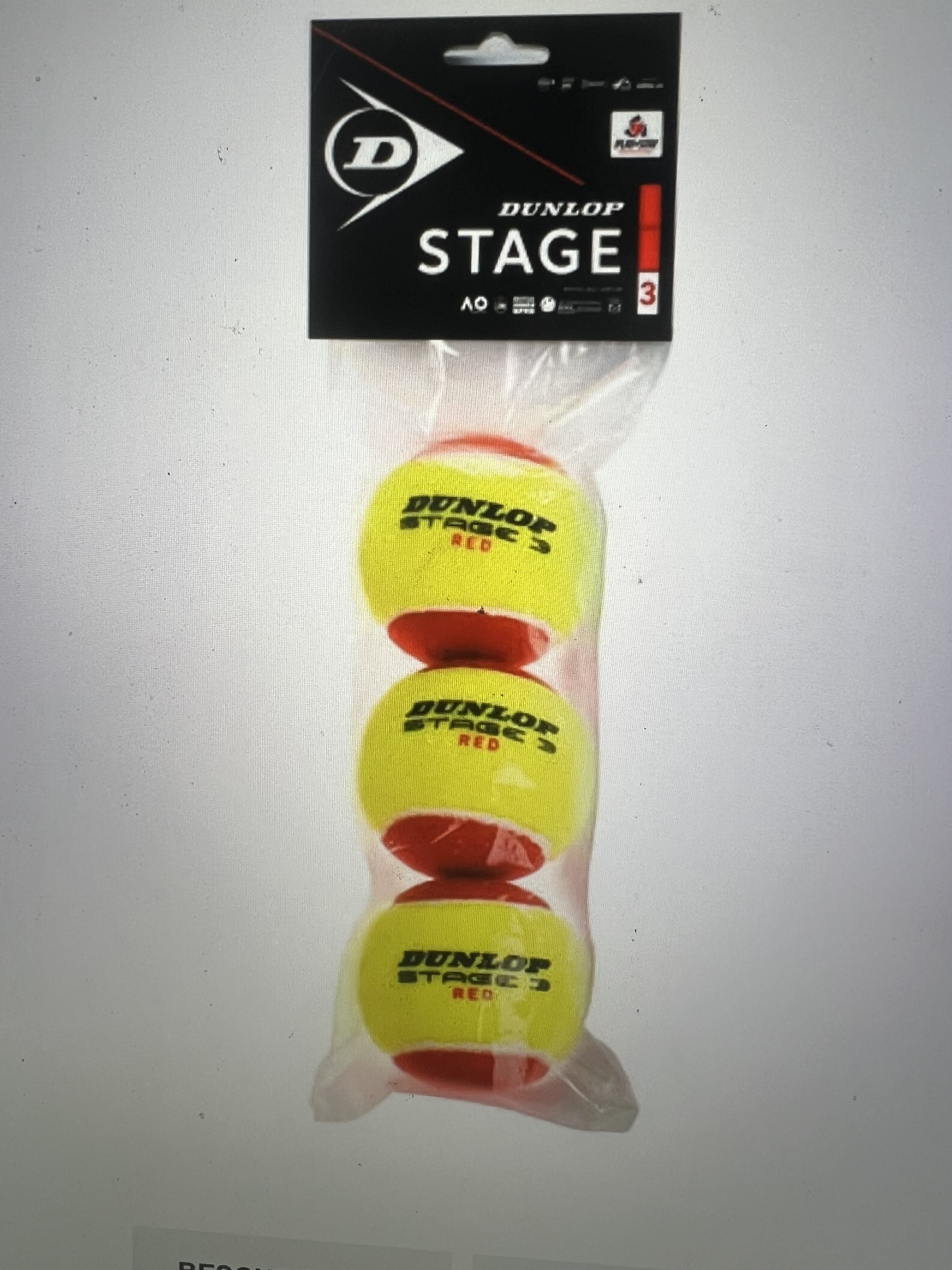
Tennisball Stage 3

Die Kinder der Altersklassen U8–U12 spielen Kleinfeldtennis im Mannschaftswettspielbetrieb im Kleinfeld oder Midcourt. Es ist eine altersgerechte Vorbereitung auf das reguläre Tennis.

### Play & Stay
Play & Stay ist eine weltweite Initiative der International Tennis Federation {ITF} und bildet das Fundament des Kinder- und Jugendkonzepts Talentinos. Die Kinder lernen Tennis auf Plätzen und mit Schlägern unterschiedlicher Größe sowie mit Stage-Tennisbällen, unterschiedlich farbigen Bällen, die altersgerecht springen und ein technisch sauberes Spiel ermöglichen.

### Racketlon
Racketlon ist ein Kombinationsturnier, das aus den vier Disziplinen Tennis, Tischtennis, Badminton und Squash besteht. Es treten jeweils dieselben Spieler (Einzel oder Doppel) in allen vier Disziplinen gegeneinander an.

### Pickleball
Aspekte des Pickleballs ähneln Tennis, aber Pickleball hat spezifische Regeln, Schläger und Spielfeldgrößen. Der Platz ist kleiner als ein Tennisplatz und die kombinierte Länge und Breite des Padels darf 61,0 cm nicht überschreiten. Die Bälle müssen aus einem haltbaren Formmaterial mit glatter Oberfläche bestehen und zwischen 26 und 40 gleichmäßig verteilte kreisförmige Löcher aufweisen.

### Rollstuhltennis

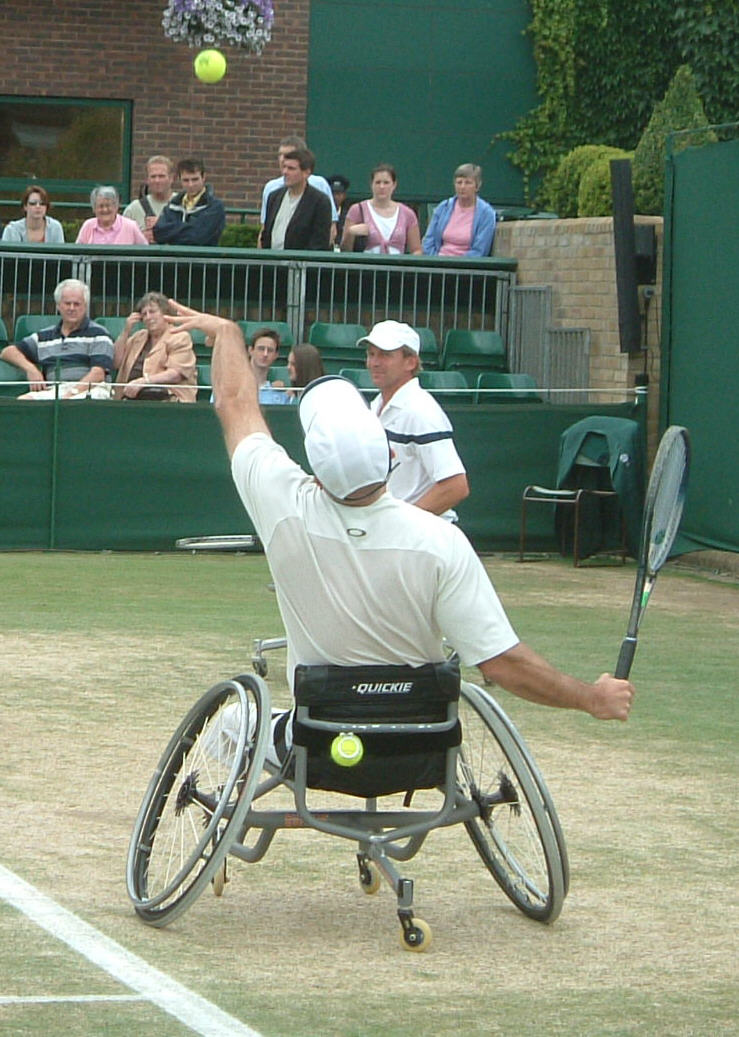
Rollstuhltennisspieler beim Aufschlag

Rollstuhltennis wird im Wesentlichen nach den bekannten Regeln ausgetragen, mit der Ausnahme, dass die Spieler den Ball vor dem Schlag zweimal aufspringen lassen dürfen. Die Sportart ist seit 1992 reguläre Disziplin der Paralympischen Spiele. Auch bei den vier Grand-Slam-Turnieren existieren inzwischen eigene Wettbewerbe für Damen und Herren im Einzel und Doppel. Spieler, die ihre Arme nur eingeschränkt bewegen können, treten in einem eigenen Wettbewerb (sogenannte „Quad Singles“ und „Quad Doubles“) gegeneinander an. Quad-Spieler befestigen die Schläger häufig mit einem Klebeband an ihrer Hand, um den Funktionsverlust auszugleichen, bestimmte Spieler dürfen elektrisch betriebene Rollstühle benutzen.

### Blindentennis
Beim Blindentennis können blinde, sehbehinderte und sehende Spieler gegeneinander antreten. Der Platz ist verkürzt, die Markierungen sind haptisch spürbar abgeklebt. Gespielt wird mit verkürzten Schlägern und geräuschentwickelnden Softbällen. Je nach Sehbehinderung darf der Ball ein- bis dreimal aufspringen.

### Gehörlosentennis
Die Regeln beim Gehörlosentennis entsprechen den allgemeinen ITF-Regeln. Allerdings ist bei Wettkämpfen im Gehörlosensport das Tragen von Hörhilfen verboten. Es muss eine klare Kommunikation zwischen Spielern, Trainern und Offiziellen sichergestellt werden. Um sich für spezifische Wettbewerbe zu qualifizieren, müssen sie auf ihrem besseren Ohr einen Hörverlust von mindestens 55 dB haben. Alle vier Jahre werden die ‚Deaflympics‘ (englisch deaf ‚taub‘) ausgetragen – das vom International Olympic Committee (IOC) anerkannte olympische Äquivalent für Sport von Gehörlosen.

### Para-Standing-Tennis

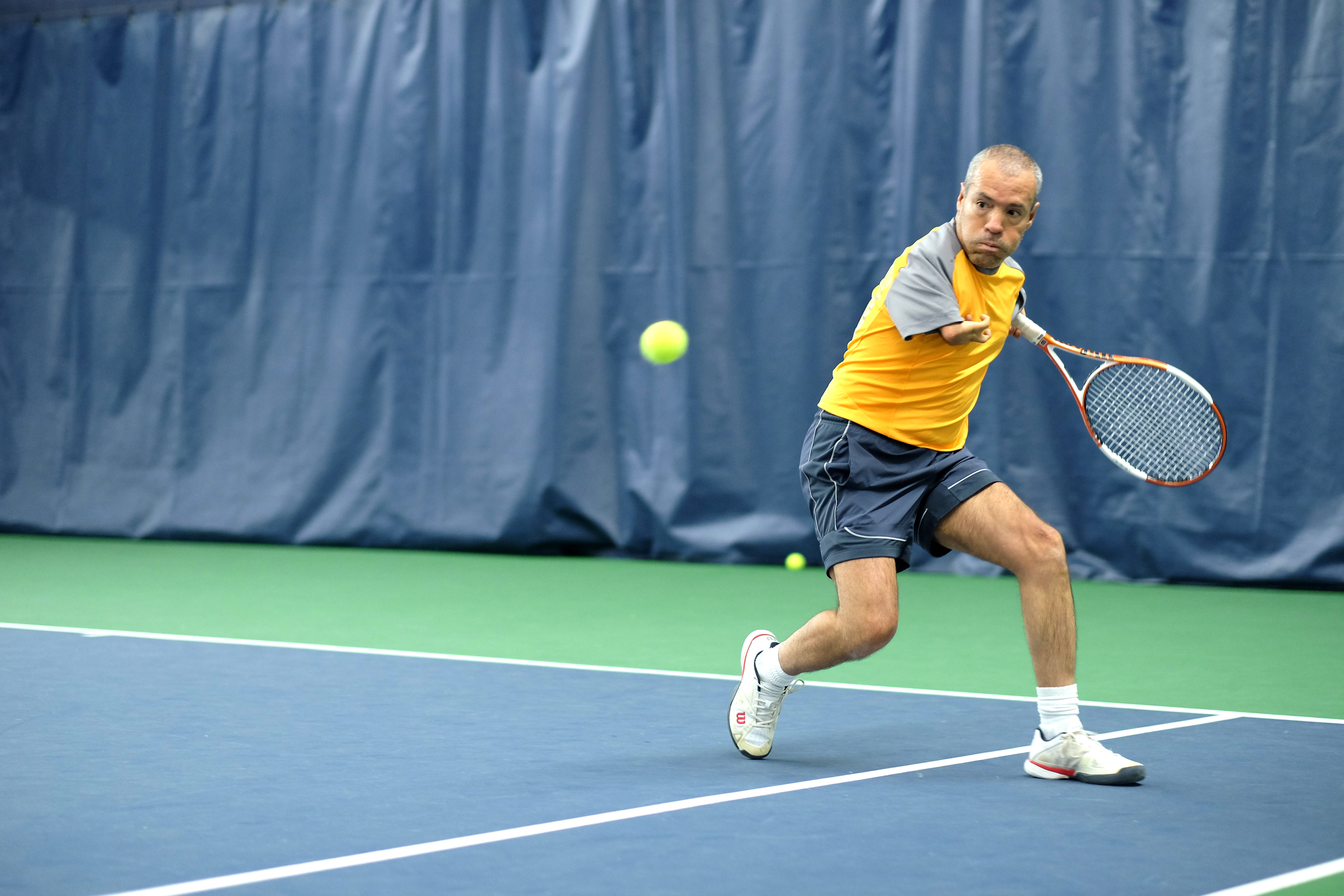
PST-1-Tennisspieler Antonio Solano

Para-Standing-Tennis (PST) ist eine Abwandlung für behinderte Tennisspieler, die ohne Rollstuhl spielen. Die Einteilung erfolgt in vier Klassen: PST 1 – Einseitig Arm amputiert oder ähnliche Einschränkung; PST 2 – Verlust eines Beines unterhalb des Kniegelenks oder halbseitige Lähmung; PST3 – Verlust des kompletten Beines, Einschränkung an beiden Armen oder Beinen, starke Lähmung; PST 4 – Kleinwüchsige.

### Tennis bei geistiger Beeinträchtigung
Zielgruppen sind geistig beeinträchtigte Tennisspieler und -spielerinnen mit einem IQ im Bereich von 50 bis 75. Es gelten die üblichen Regeln, Materialien und Feldgrößen, wobei diese im Training und Wettkampf durch die Play&Stay-Kampagne angepasst werden können. Vom 26. bis 28. Januar 2024 fanden die PWII Australian Open Championships statt. Ein Tennisturnier, bei dem Menschen mit geistigen Behinderungen antreten. Als erste Deutsche überhaupt errang Sophia Schmidt im Doppel mit der Brittin Anna McBride die Goldmedaille.

### Kombinationsturniere
Tennis wird mit anderen Sportarten kombiniert, etwa Tennis und Golf. Hierfür gibt es keine festen Regeln. Die Kombinationswertungen werden jeweils vom Ausrichter festgelegt.

### Touchtennis
Touchtennis ist eine Variante, die Tennis auf selbstgestalteten Plätzen auf allen Bodenbelägen (Asphalt, Kies, Parkett, Rasen) im Hinterhof oder auf dem Parkhausdach ermöglichen soll. Hierfür werden Linien mit Kreide auf den Boden gemalt und ein zusammenklappbares Netz aufgespannt, das eine Höhe von 80 cm hat. Die Spielfeldgröße entspricht meist einem Feld für Pickleball. Die Touchtennisbälle bestehen aus Schaumstoff und sind mit einem Durchmesser von 8 cm.größer und schwerer als normale Tennisbälle. Es gelten die No-let-Regel, die No-ad-Regel und Sätze bis vier Spielen. Wenn der Schläger beim Schlag die Hand verlässt, zählt dieser Schlag, sofern der Schläger nicht über das Netz zur Seite des Gegners fliegt und das Netz nicht berührt, solange der Ball noch im Spiel ist.

### Fußballtennis

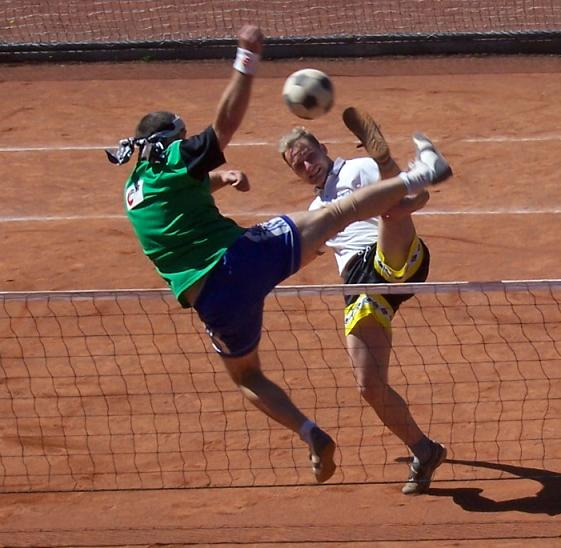
Fußballtennis

Fußballtennis ist eine von vielen Abwandlungen des klassischen Fußballs und hat nur mit sehr wenigen Eigenheiten des Tennis zu tun.

### Tennis Clash
Die International Tennis Federation (ITF) hat eine neue E-Sport-Initiative ins Leben gerufen, die World Tennis eChampionship, die mittels des mobilen Spiels Tennis Clash gestartet ist. Die seit 2021 laufende Partnerschaft zwischen der ITF und den Wildlife Studios hat den Billie Jean King Cup auf Mobilgeräte transferiert. Im Oktober 2023 hatten bereits 97.000 Spieler an über 500 Turnieren in verschiedenen Ländern, darunter den Vereinigten Staaten, Frankreich und Italien teilgenommen. Daneben gibt es Computerspiele wie TopSpin 2K25, Top Spin 4 oder von Nintendo Mario Tennis oder Tennis.